# Liste der Kulturdenkmale in Pieschen (L–Z)
Die Liste der Kulturdenkmale in Pieschen umfasst sämtliche Kulturdenkmale der Dresdner Gemarkung Pieschen.
Die Anmerkungen sind zu beachten.
Diese Liste ist eine Teilliste der Liste der Kulturdenkmale in Dresden.

Diese Liste ist eine Teilliste der Liste der Kulturdenkmale in Sachsen.
Aufgrund der hohen Anzahl der Kulturdenkmale wurde die alphabetisch nach Adressen geordnete Liste in folgende zwei Teillisten untergliedert:
- Liste der Kulturdenkmale in Pieschen (A–K)
- Liste der Kulturdenkmale in Pieschen (L–Z)

Diese Teilliste enthält alle Kulturdenkmale in den Straßen von L–Z.

## Legende
- Bild: Bild des Kulturdenkmals, ggf. zusätzlich mit einem Link zu weiteren Fotos des Kulturdenkmals im Medienarchiv Wikimedia Commons. Wenn man auf das Kamerasymbol klickt, können Fotos zu Kulturdenkmalen aus dieser Liste hochgeladen werden:
- Bezeichnung: Denkmalgeschützte Objekte und ggf. Bauwerksname des Kulturdenkmals
- Lage: Straßenname und Hausnummer oder Flurstücknummer des Kulturdenkmals. Die Grundsortierung der Liste erfolgt nach dieser Adresse. Der Link (Karte) führt zu verschiedenen Kartendiensten mit der Position des Kulturdenkmals. Fehlt dieser Link, wurden die Koordinaten noch nicht eingetragen. Sind diese bekannt, können sie über ein Tool mit einer Kartenansicht einfach nachgetragen werden. In dieser Kartenansicht sind Kulturdenkmale ohne Koordinaten mit einem roten bzw. orangen Marker dargestellt und können durch Verschieben auf die richtige Position in der Karte mit Koordinaten versehen werden. Kulturdenkmale ohne Bild sind an einem blauen bzw. roten Marker erkennbar.
- Datierung: Baubeginn, Fertigstellung, Datum der Erstnennung oder grobe zeitliche Einordnung entsprechend des Eintrags in der sächsischen Denkmaldatenbank
- Beschreibung: Kurzcharakteristik des Kulturdenkmals entsprechend des Eintrags in der sächsischen Denkmaldatenbank, ggf. ergänzt durch die dort nur selten veröffentlichten Erfassungstexte oder zusätzliche Informationen
- ID: Vom Landesamt für Denkmalpflege Sachsen vergebene, das Kulturdenkmal eindeutig identifizierende Objekt-Nummer. Der Link führt zum PDF-Denkmaldokument des Landesamtes für Denkmalpflege Sachsen. Bei ehemaligen Kulturdenkmalen können die Objektnummern unbekannt sein und deshalb fehlen bzw. die Links von aus der Datenbank entfernten Objektnummern ins Leere führen. Ein ggf. vorhandenes Icon  führt zu den Angaben des Kulturdenkmals bei Wikidata.

## Liste der Kulturdenkmale in Pieschen
| Bild                                    | Bezeichnung | Lage                                                 | Datierung                                                                            | Beschreibung | ID       |
| --------------------------------------- | --- | ---------------------------------------------------- | ------------------------------------------------------------------------------------ | --- | -------- |
| Weitere Bilder                          | Mietshaus mit Gaststätte Elbhütte, in Kopflage und offener Bebauung | Leipziger Straße 99 (Karte)                          | vor 1905 (Mietshaus)                                                                 | repräsentatives, historisierendes Gebäude aus dem Ende des 19. Jahrhunderts mit zeittypischer Fassadengestaltung, baugeschichtlich bedeutend | 09213942 |
| Weitere Bilder                          | Mietshaus in geschlossener Bebauung | Leipziger Straße 101 (Karte)                         | vor 1905 (Mietshaus)                                                                 | mit Läden (z. T. modernisiert), bildet markantes Ensemble mit benachbarten Häusern, charakteristisches und weitgehend authentisch erhaltenes spätgründerzeitliches Mietshaus, baugeschichtlich bedeutend | 09213943 |
| Weitere Bilder                          | Mietshaus in halboffener Bebauung | Leipziger Straße 102 (Karte)                         | bezeichnet 1890 (Mietshaus)                                                          | charakteristisches und weitgehend authentisch erhaltenes spätgründerzeitliches Mietshaus, baugeschichtlich bedeutend | 09213990 |
| Weitere Bilder                          | Doppelmietshaus mit von Turmaufbau bekröntem Anbau in geschlossener Bebauung | Leipziger Straße 103 (Karte)                         | um 1895 (Mietshaus)                                                                  | mit Läden, bildet markantes Ensemble mit benachbarten Häusern, charakteristische und weitgehend authentisch erhaltene spätgründerzeitliche Mietshäuser, baugeschichtlich bedeutend | 09213944 |
| Weitere Bilder                          | Mietshaus mit rückwärtigem Anbau in geschlossener Bebauung | Leipziger Straße 107 (Karte)                         | bezeichnet 1904 (Mietshaus)                                                          | mit Läden (zum Teil modernisiert), erbaut von Ernst Dressler - Inschrift im Giebel, bildet markantes Ensemble mit benachbarten Häusern, charakteristisches und weitgehend authentisch erhaltenes spätgründerzeitliches Mietshaus, baugeschichtlich bedeutend | 09213945 |
| Weitere Bilder                          | Mietshaus in geschlossener Bebauung | Leipziger Straße 109 (Karte)                         | bezeichnet 1903 (Mietshaus)                                                          | in Flur und Treppenhaus Stuckdekor, mit Läden (zum Teil modernisiert), bildet markantes Ensemble mit benachbarten Häusern, charakteristisches und weitgehend authentisch erhaltenes spätgründerzeitliches Mietshaus, baugeschichtlich bedeutend | 09213953 |
| Weitere Bilder                          | Mietshaus in Ecklage und halboffener Bebauung | Leipziger Straße 110 (Karte)                         | um 1890 (Mietshaus)                                                                  | repräsentatives, historisierendes Gebäude aus dem Ende des 19. Jahrhunderts mit zeittypischer Putz-Fassade, baugeschichtlich bedeutend | 09216239 |
| Weitere Bilder                          | Mietshaus in halboffener Bebauung | Leipziger Straße 111 (Karte)                         | um 1905 (Mietshaus)                                                                  | mit Läden (zum Teil modernisiert), bildet markantes Ensemble mit benachbarten Häusern, charakteristisches und weitgehend authentisch erhaltenes spätgründerzeitliches Mietshaus, baugeschichtlich bedeutend | 09213954 |
| Weitere Bilder                          | Mietshaus in Ecklage und halboffener Bebauung | Leipziger Straße 128 (Karte)                         | um 1900 (Mietshaus)                                                                  | mit Laden (modernisiert), repräsentatives, historisierendes Gebäude aus dem Ende des 19. Jahrhunderts mit zeittypischer Klinker-Werkstein-Fassade, baugeschichtlich bedeutend | 09213991 |
| Weitere Bilder                          | zweigeschossiges Wohnhaus in offener Bebauung | Leipziger Straße 132 (Karte)                         | um 1880 (Wohnhaus)                                                                   | schlichter Putzbau im historisierenden Stil der Gründerzeit, baugeschichtlich bedeutend | 09214013 |
| Weitere Bilder                          | Mietshaus in halboffener Bebauung | Leipziger Straße 136 (Karte)                         | um 1900 (Mietshaus)                                                                  | repräsentativer Bau im Stil der späten Gründerzeit, Stuckdekor im Flur, mit Läden (zum Teil modernisiert), baugeschichtlich bedeutend | 09213955 |
| Weitere Bilder                          | Doppelmietshaus in geschlossener Bebauung | Leipziger Straße 138; 140 (Karte)                    | um 1900 (Mietshaus)                                                                  | charakteristische und weitgehend authentisch erhaltene spätgründerzeitliche Mietshäuser, baugeschichtlich bedeutend | 09213956 |
| Weitere Bilder                          | Mietshaus in halboffener Bebauung | Leipziger Straße 148 (Karte)                         | um 1900 (Mietshaus)                                                                  | typischer Bau der historisierenden Architektur der späten Gründerzeit, im Flur Stuckdekor, mit Läden, baugeschichtlich bedeutend | 09213960 |
| Weitere Bilder                          | Mietshaus in Ecklage und geschlossener Bebauung | Leipziger Straße 150 (Karte)                         | um 1900 (Mietshaus)                                                                  | mit Läden (darunter die Pfauen-Apotheke), repräsentatives, historisierendes Gebäude aus dem Ende des 19. Jahrhunderts mit zeittypischer Klinker-Werkstein-Fassade, baugeschichtlich bedeutend | 09213962 |
| Weitere Bilder                          | Mietshaus in halboffener Bebauung | Leipziger Straße 152 (Karte)                         | um 1900 (Mietshaus)                                                                  | mit Läden, charakteristisches und weitgehend authentisch erhaltenes spätgründerzeitliches Mietshaus, baugeschichtlich bedeutend | 09216236 |
| Weitere Bilder                          | Mietshaus in offener Bebauung | Leipziger Straße 154 (Karte)                         | nach 1900 (Mietshaus)                                                                | schlichte, geglättete Putzfassade, repräsentativ im ausgebauten Dachbereich mit Türmchen und Volutengiebel, baugeschichtlich bedeutend | 09216237 |
| Weitere Bilder                          | Mietshaus in geschlossener Bebauung und Ecklage, mit Hinterhaus (Torgauer Straße 45) | Leisniger Platz 1 (Karte)                            | um 1900 (Mietshaus), um 1880 (Hinterhaus)                                            | charakteristisches und weitgehend authentisch erhaltenes spätgründerzeitliches Mietshaus, Hinterhaus zeittypischer, schlichter Putzbau mit Satteldach, baugeschichtlich bedeutend | 09216474 |
| Weitere Bilder                          | Mietshaus in geschlossener Bebauung | Leisniger Platz 2 (Karte)                            | um 1890 (Mietshaus)                                                                  | mit Laden, historisierendes Gebäude aus dem Ende des 19. Jahrhunderts mit zeittypischer Putz-Fassade, baugeschichtlich bedeutend | 09216473 |
| Weitere Bilder                          | Mietshaus in geschlossener Bebauung | Leisniger Platz 3 (Karte)                            | um 1890 (Mietshaus)                                                                  | schlichtes Gebäude aus dem Ende des 19. Jahrhunderts mit zeittypischer Putz-Fassade baugeschichtlich bedeutend | 09216472 |
| Weitere Bilder                          | Mietshaus in halboffener Bebauung | Leisniger Platz 4 (Karte)                            | um 1890 (Mietshaus)                                                                  | historisierendes Gebäude aus dem Ende des 19. Jahrhunderts mit zeittypischer Putz-Fassade, baugeschichtlich bedeutend | 09216471 |
| Weitere Bilder                          | Mietshaus mit Hintergebäude, in Ecklage und geschlossene Bebauung | Leisniger Platz 5 (Karte)                            | um 1900 (Mietshaus)                                                                  | repräsentatives, historisierendes Gebäude aus dem Ende des 19. Jahrhunderts mit zeittypischer Klinker-Werkstein-Fassade, baugeschichtlich bedeutend | 09216470 |
| Weitere Bilder                          | Mietshaus in Ecklage und offener Bebauung | Leisniger Straße 25b (Karte)                         | um 1900 (Mietshaus)                                                                  | charakteristisches und weitgehend authentisch erhaltenes spätgründerzeitliches Mietshaus, baugeschichtlich bedeutend und straßenbildprägend | 09213931 |
| Weitere Bilder                          | Mietshaus in geschlossener Bebauung | Leisniger Straße 31 (Karte)                          | um 1900 (Mietshaus)                                                                  | historisierender Bau um 1900 errichtet, charakteristische Klinker-Sandstein-Fassade, stadtentwicklungsgeschichtlich und bauhistorisch bedeutend. Bei dem um 1900 errichteten Doppelmietshaus handelt es sich um ein typisches Beispiel späthistoristischer Bauweise. Sein zeittypisches malerisches Erscheinungsbild erhält der Bau durch Materialvielfalt in der Fassadenausbildung: gequaderter Sandsteinsockel mit ornamentalem Schmuck, Geschosse in rotem Klinker mit Sandsteinelementen, Fenster mit Sandsteinrahmungen, Sandsteinbänder. Typisch historistische Elemente, wie die sandsteinernen Simse, die verschiedenen Fensterverdachungen und -spiegel oder die Gaupen strukturieren und schmücken das Gebäude. Das weitgehend authentisch erhaltene Gebäude verweist auf die bauliche Entwicklung Pieschens um 1900, es besitzt stadtentwicklungsgeschichtlichen Wert. Darüber hinaus ist es als typisches Beispiel historistischer Bauweise von bauhistorischer Bedeutung. | 09216325 |
| Weitere Bilder                          | Mietshaus in geschlossener Bebauung | Leisniger Straße 33 (Karte)                          | um 1900 (Mietshaus)                                                                  | zeittypische Klinkerfassade mit Natursteinelementen, historisierender Bau um 1900 errichtet, stadtentwicklungsgeschichtlich und bauhistorisch bedeutend. Bei dem um 1900 errichteten Doppelmietshaus handelt es sich um ein typisches Beispiel späthistoristischer Bauweise. Sein zeittypisches malerisches Erscheinungsbild erhält der Bau durch Materialvielfalt in der Fassadenausbildung: gequaderter Sandsteinsockel mit ornamentalem Schmuck, Geschosse in rotem Klinker mit Sandsteinelementen, Fenster mit Sandsteinrahmungen, Sandsteinbänder. Typisch historistische Elemente, wie die sandsteinernen Simse, die verschiedenen Fensterverdachungen und -spiegel oder die Gaupen strukturieren und schmücken das Gebäude. Das weitgehend authentisch erhaltene Gebäude verweist auf die bauliche Entwicklung Pieschens um 1900, es besitzt stadtentwicklungsgeschichtlichen Wert. Darüber hinaus ist es als typisches Beispiel historistischer Bauweise von bauhistorischer Bedeutung. | 09216326 |
| Weitere Bilder                          | Mietshaus in offener Bebauung | Leisniger Straße 37; 39 (Karte)                      | um 1905 (Doppelmietshaus)                                                            | von Jugendstil und Reformarchitektur geprägter Bau, um 1905 errichtet, stadtentwicklungsgeschichtlich und bauhistorisch bedeutend. Bei dem um 1905 entstandenen Mietshaus handelt es sich um ein von Jugendstil und Reformarchitektur geprägtes Gebäude. Sein zeittypisches Erscheinungsbild erhält es durch seinen uneinheitlichen Grundriss und durch die Strukturvielfalt in der Fassadenausbildung: die Geschosse sind einfach verputzt, die Straßenseite durch einen großen Risalit mit seitlichen Erkern (hier wuchtige neubarocke Schmuckformen) und einem Krüppelwalmdach ausgezeichnet. Die die weit auskragende Traufe bedeckenden Ziegel charakterisieren den Bau in der Horizontalen. Der Haustyp versucht die zugrunde liegende klare Struktur eines Mietshauses mit modernen Charakterzügen zu verbinden. Es entstand ein sehr eindrucksvolles Gebäude von stadtbauentwicklungsgeschichtlicher und bauhistorischer Bedeutung. | 09216468 |
| Weitere Bilder                          | Mietshaus in halboffener Bebauung | Leisniger Straße 38 (Karte)                          | um 1900 (Mietshaus)                                                                  | historisierender Bau um 1900, stadtentwicklungsgeschichtlich und bauhistorisch bedeutend. Bei dem um 1900 errichteten Doppelmietshaus handelt es sich um ein typisches Beispiel späthistoristischer Bauweise. Sein zeittypisches malerisches Erscheinungsbild erhält der Bau durch Materialvielfalt in der Fassadenausbildung: gequaderter Sandsteinsockel, Geschosse in gelbem Klinker mit Sandsteinelementen, Fenster mit Sandsteinrahmungen, Sandsteinbänder. Typisch historistische Elemente, wie die sandsteinernen Simse, die verschiedenen Fensterverdachungen (hier besonders schöner plastischer Schmuck in Neorenaissance-Formen) und -spiegel oder die Gaupen strukturieren und schmücken das Gebäude. Das weitgehend authentisch erhaltene Gebäude verweist auf die bauliche Entwicklung Pieschens um 1900, es besitzt stadtentwicklungsgeschichtlichen Wert. Darüber hinaus ist es als typisches Beispiel historistischer Bauweise von bauhistorischer Bedeutung. | 09216321 |
| Weitere Bilder                          | Mietshaus in geschlossener Bebauung | Leisniger Straße 40 (Karte)                          | um 1900 (Mietshaus)                                                                  | schlichte zeittypische Klinkerfassade mit farbigen Klinkerakzenten, historisierender Bau um 1900 errichtet, stadtentwicklungsgeschichtlich und bauhistorisch bedeutend | 09216322 |
| Weitere Bilder                          | Mietshaus in geschlossener Bebauung | Leisniger Straße 42 (Karte)                          | um 1900 (Mietshaus)                                                                  | markanter Bau mit historisierender Klinkerfassade und Sandsteinakzenten, stadtentwicklungsgeschichtlich und bauhistorisch bedeutend. Bei dem um 1900 errichteten Doppelmietshaus handelt es sich um ein typisches Beispiel späthistoristischer Bauweise. Sein zeittypisches malerisches Erscheinungsbild erhält der Bau durch Materialvielfalt in der Fassadenausbildung: geputzter Sockel, Geschosse in roten Klinker mit Sandsteinelementen, verschieden angeordnete Fenster mit Sandsteinrahmungen, Sandsteinbänder. Typisch historistische Elemente, wie die sandsteinernen Simse, die verschiedenen Fensterverdachungen (hier besonders schöner plastischer Schmuck in Neorenaissance-Formen) und -spiegel oder die Gaupen strukturieren und schmücken das Gebäude. Das weitgehend authentisch erhaltene Gebäude verweist auf die bauliche Entwicklung Pieschens um 1900, es besitzt stadtentwicklungsgeschichtlichen Wert. Darüber hinaus ist es als typisches Beispiel historistischer Bauweise von bauhistorischer Bedeutung. | 09216323 |
| Weitere Bilder                          | Doppelmietshaus in geschlossener Bebauung | Leisniger Straße 44; 46 (Karte)                      | um 1900 (Doppelmietshaus)                                                            | charakteristisches und weitgehend authentisch erhaltener Klinkerbau der Jahrhundertwende, stadtentwicklungsgeschichtlich und bauhistorisch bedeutend. Bei dem um 1900 errichteten Mietshaus handelt es sich um ein typisches Beispiel späthistoristischer Bauweise. Sein zeittypisches Erscheinungsbild erhält der Bau durch Materialvielfalt in der Fassadenausbildung: über einem durch weit auseinanderstehenden Putznutungen betonten Sockelgeschoss, Geschosse in rotem Klinker und Sandsteinelementen, Fenster mit Sandsteinrahmungen, Sandsteinbänder. Typisch historistische Elemente, wie die sandsteinernen Simse, die verschiedenen Fensterverdachungen (besonders schöner plastischer Schmuck in Neorenaissance-Formen) oder die Gaupen strukturieren und schmücken das Gebäude. Das weitgehend authentisch erhaltene Gebäude verweist auf die bauliche Entwicklung Pieschens um 1900, es besitzt stadtentwicklungsgeschichtlichen Wert. Darüber hinaus ist es als typisches Beispiel historistischer Bauweise von bauhistorischer Bedeutung. | 09216324 |
| Weitere Bilder                          | Wurzener Hof | Leisniger Straße 45 (Karte)                          | um 1900 (Mietshaus)                                                                  | Mietshaus mit Gaststätte im Erdgeschoss, in Ecklage und offener Bebauung; historisierender Bau, um 1900 errichtet, stadtentwicklungsgeschichtlich und bauhistorisch bedeutend | 09216465 |
| Weitere Bilder                          | Mietshaus in geschlossener Bebauung | Leisniger Straße 47 (Karte)                          | um 1900 (Mietshaus)                                                                  | historisierender Bau, um 1900 errichtet, stadtentwicklungsgeschichtlich und bauhistorisch bedeutend. Bei dem um 1900 errichteten Mietshaus handelt es sich um ein typisches Beispiel späthistoristischer Bauweise. Sein zeittypisches Erscheinungsbild erhält der Bau durch Materialvielfalt in der Fassadenausbildung: über einem sorgfältig gearbeiteten sandsteinernem Sockelgeschoss mit betonten Schlusssteinen und liesenenartiger Architektur, Geschosse in gelbem Klinker und Sandsteinelementen, Fenster mit Sandsteinrahmungen, Sandsteinbänder. Typisch historistische Elemente, wie die sandsteinernen Simse, die verschiedenen Anordnung der Fenster, die Fensterverdachungen und -spiegel oder die Gaupen strukturieren und schmücken das Gebäude. Das weitgehend authentisch erhaltene Gebäude verweist auf die bauliche Entwicklung Pieschens um 1900, es besitzt stadtentwicklungsgeschichtlichen Wert. Darüber hinaus ist es als typisches Beispiel historistischer Bauweise von bauhistorischer Bedeutung. | 09216464 |
| Weitere Bilder                          | Mietshaus in geschlossener Bebauung | Leisniger Straße 48 (Karte)                          | um 1900 (Mietshaus)                                                                  | zeittypischer Klinkerbau um 1900 mit Natursteinelementen, stadtentwicklungsgeschichtlich und bauhistorisch bedeutend. Bei dem um 1900 errichteten Doppelmietshaus handelt es sich um ein typisches Beispiel späthistoristischer Bauweise. Sein zeittypisches malerisches Erscheinungsbild erhält der Bau durch Materialvielfalt in der Fassadenausbildung: geputzter Sockel, Geschosse in roten Klinker mit Sandsteinelementen, verschieden angeordnete Fenster mit Sandsteinrahmungen, Sandsteinbänder. Typisch historistische Elemente, wie die sandsteinernen Simse, die verschiedenen Fensterverdachungen (hier besonders schöner plastischer Schmuck in Neorenaissance-Formen) oder die Gaupen strukturieren und schmücken das Gebäude. Das weitgehend authentisch erhaltene Gebäude verweist auf die bauliche Entwicklung Pieschens um 1900, es besitzt stadtentwicklungsgeschichtlichen Wert. Darüber hinaus ist es als typisches Beispiel historistischer Bauweise von bauhistorischer Bedeutung. | 09216327 |
| Weitere Bilder                          | Mietshaus in geschlossener Bebauung | Leisniger Straße 49 (Karte)                          | um 1900 (Mietshaus)                                                                  | weitgehend authentisch erhaltenes spätgründerzeitliches Mietshaus, baugeschichtlich bedeutend | 09216463 |
| Weitere Bilder                          | Mietshaus in geschlossener Bebauung | Leisniger Straße 50 (Karte)                          | um 1900 (Mietshaus)                                                                  | zeittypischer Bau um 1900, stadtentwicklungsgeschichtlich und bauhistorisch bedeutend. Bei dem um 1900 errichteten Mietshaus handelt es sich um ein typisches Beispiel späthistoristischer Bauweise. Sein zeittypisches Erscheinungsbild erhält der Bau durch Materialvielfalt in der Fassadenausbildung: über einem durch weit auseinanderstehenden vorkragenden Sandsteinbändern betonten Sockelgeschoss, Geschosse in rotem Klinker und Sandsteinelementen, Fenster mit Sandsteinrahmungen, Sandsteinbänder. Typisch historistische Elemente, wie die sandsteinernen Simse, die verschiedenen Fensterverdachungen (besonders schöner plastischer Schmuck in Neorenaissance-Formen) oder die Gaupen strukturieren und schmücken das Gebäude. Das weitgehend authentisch erhaltene Gebäude verweist auf die bauliche Entwicklung Pieschens um 1900, es besitzt stadtentwicklungsgeschichtlichen Wert. Darüber hinaus ist es als typisches Beispiel historistischer Bauweise von bauhistorischer Bedeutung. | 09216328 |
| Weitere Bilder                          | Mietshaus in geschlossener Bebauung | Leisniger Straße 51 (Karte)                          | um 1905 (Mietshaus)                                                                  | um 1905 errichteter Putzbau, stadtentwicklungsgeschichtlich und bauhistorisch bedeutend. Bei der um 1905 errichteten Mietvilla handelt es sich um ein typisches Beispiel späthistoristischer Bauweise verbunden mit Jugendstil- und Reformstilelementen. Ihr zeittypisches Erscheinungsbild erhält sie vor allem durch die leicht auskragenden beiden mittleren Fensterachsen mit dem durch einen Rundbogen betonten Eingang, im Dach turmartig überhöht. Typische Elemente wie der ungleichmäßige sandsteinerne Sockel, die in Putz gedrückten Fensterspiegel oder der aufgeputzte Fassadenschmuck strukturieren und charakterisieren das Gebäude. Das weitgehend authentisch erhaltene Gebäude verweist auf die bauliche Entwicklung Pieschens um 1900, es besitzt stadtentwicklungsgeschichtlichen Wert und bauhistorische Bedeutung. | 09216462 |
| Weitere Bilder                          | Mietshaus in Ecklage und geschlossener Bebauung | Leisniger Straße 52 (Karte)                          | um 1900 (Mietshaus)                                                                  | mit Laden, markanter Bau mit historisierender, straßenbildprägenden Fassade, stadtentwicklungsgeschichtlich und bauhistorisch bedeutend. Bei dem um 1900 errichteten Mietshaus handelt es sich um ein typisches Beispiel späthistoristischer Bauweise. Sein zeittypisches Erscheinungsbild erhält der Bau durch Materialvielfalt in der Fassadenausbildung: Über einem teilweise genuteten sandsteinernen Sockelgeschoss, Geschosse in rotem Klinker und Sandsteinelementen, Fenster mit Sandsteinrahmungen, Sandsteinbänder. Typisch historistische Elemente, wie die sandsteinernen Simse, die verschiedene Fenstergestaltung (im Erdgeschoss rundbogig), verschiedene Fensterverdachungen oder die Gaupen strukturieren und schmücken das Gebäude. Die Ecke ist abgeflacht und turmartig überhöht, ein pyramidaler Turm ziert die Ecke. Ecke und die zur Leisniger Straße gehörige Seitenachse kragen risalitartig vor. Der Bauschmuck gibt dem Gebäude einen neorenaissancehaften Charakter. Das weitgehend authentisch erhaltene Gebäude verweist auf die bauliche Entwicklung Pieschens um 1900, es besitzt stadtentwicklungsgeschichtlichen Wert. Darüber hinaus ist es als typisches Beispiel historistischer Bauweise von bauhistorischer Bedeutung. | 09216329 |
| Weitere Bilder                          | Wohn- und Geschäftshaus in geschlossener Bebauung | Leisniger Straße 53 (Karte)                          | bezeichnet 1900 (Wohn- und Geschäftshaus)                                            | reiche Historismusfassade, baugeschichtlich bedeutend | 09216461 |
| Weitere Bilder                          | Mietshaus in offener Bebauung | Leisniger Straße 56; 58 (Karte)                      | um 1890 (Doppelmietshaus)                                                            | weitgehend authentisch erhaltene spätgründerzeitliche Mietshäuser, baugeschichtlich bedeutend | 09216469 |
| Weitere Bilder                          | Mietshaus in offener Bebauung | Leisniger Straße 60; 62 (Karte)                      | um 1905 (Doppelmietshaus)                                                            | schlichtes Gebäude im Reformstil der Zeit um 1910, baugeschichtlich bedeutend | 09216467 |
| Weitere Bilder                          | Mietshaus in offener Bebauung | Leisniger Straße 66; 68 (Karte)                      | um 1890 (Doppelmietshaus)                                                            | historisierende Gebäude aus dem Ende des 19. Jahrhunderts mit zeittypischer Putz-Fassade, baugeschichtlich bedeutend | 09216466 |
| Weitere Bilder                          | 5. Katholische Bezirksschule; Mädchen-Berufsschule (ehem.) | Leisniger Straße 76 (Karte)                          | bezeichnet 1902 und 1905 (Schule)                                                    | Schulgebäude und rückwärtige Turnhalle; Putzbau mit repräsentativem Schweifgiebel, baugeschichtlich und ortsgeschichtlich bedeutend | 09216460 |
| Weitere Bilder                          | Mietshaus in Ecklage und geschlossener Bebauung | Leisniger Straße 88 (Karte)                          | um 1900 (Mietshaus)                                                                  | historisierendes Gebäude aus dem Ende des 19. Jahrhunderts mit schlichter Putz-Fassade, baugeschichtlich bedeutend | 09216452 |
| Weitere Bilder                          | Markuskirche | Markusplatz 1 (Karte)                                | 1888 (Kirche), 1947–1951 (Kirchenfenster)                                            | Kirche mit Ausstattung und gestaltete Platzanlage (Gartendenkmal); neogotische Backsteinkirche, bedeutsames Zeugnis der Kirchenbaukunst Ende des 19. Jahrhunderts, umgeben von gestalteter Grünanlage mit Sitzplatz, Wegesystem und altem Baumbestand, baugeschichtlich und ortsgeschichtlich bedeutend | 09216288 |
| Weitere Bilder                          | Mietshaus in halboffener Bebauung | Markusstraße 1 (Karte)                               | um 1890 (Mietshaus)                                                                  | charakteristisches und weitgehend authentisch erhaltenes spätgründerzeitliches Mietshaus, baugeschichtlich bedeutend | 09216481 |
| Weitere Bilder                          | Kirchgemeindehaus der Markuskirche | Markusstraße 2 (Karte)                               | um 1900 (Gemeindehaus)                                                               | neogotischer Bau mit Klinkerfassade, baugeschichtliche und ortsgeschichtliche Bedeutung | 09216478 |
| Weitere Bilder                          | Mietshaus in geschlossener Bebauung | Markusstraße 3 (Karte)                               | um 1890 (Mietshaus)                                                                  | schlichtes, weitgehend authentisch erhaltenes spätgründerzeitliches Mietshaus, baugeschichtlich bedeutend | 09216482 |
| Weitere Bilder                          | Mietshaus in Ecklage und halboffener Bebauung | Markusstraße 5 (Karte)                               | um 1890 (Mietshaus)                                                                  | charakteristisches und weitgehend authentisch erhaltenes spätgründerzeitliches Mietshaus, baugeschichtlich bedeutend | 09216483 |
| Weitere Bilder                          | Mietshaus in halboffener Bebauung | Markusstraße 8 (Karte)                               | um 1890 (Mietshaus)                                                                  | historisierendes Gebäude aus dem Ende des 19. Jahrhunderts mit zeittypischer Putz-Fassade, baugeschichtlich bedeutend | 09216479 |
| Weitere Bilder                          | Mietshaus in geschlossener Bebauung | Markusstraße 10 (Karte)                              | um 1890 (Mietshaus)                                                                  | historisierendes Gebäude aus dem Ende des 19. Jahrhunderts mit zeittypischer Putz-Fassade, baugeschichtlich bedeutend | 09216480 |
| Weitere Bilder                          | Doppelmietshaus in offener Bebauung | Maxim-Gorki-Straße 29; 31 (Karte)                    | um 1900 (Doppelmietshaus)                                                            | historisierender Bau um 1900 in Neorenaissance Formen, bauhistorische und stadtentwicklungsgeschichtliche Bedeutung. Bei dem um 1900 entstandenen Doppelmietshaus handelt es sich um einen dreigeschossigen, einfach verputzten Bau, das Gebäude ist mit einem Mansarddach versehen. Seine beiden Seitenachsen kragen risalitartig vor, sind turmartig überhöht und werden von Giebeln bekrönt. Typisch historistische Elemente, wie die verschiedene Anordnung und Gestaltung der Fenster, sandsteinerne Bänder und Simse, verschiedene Fensterverdachungen oder die mit plastischem Schmuck versehenen Giebel strukturieren und schmücken die Fassade in neurenaissancehafter Anmutung. Das weitgehend authentisch erhaltene Gebäude verweist auf die bauliche Entwicklung Pieschens um 1900, es besitzt stadtentwicklungsgeschichtlichen Wert. Darüber hinaus ist es als typisches Beispiel historistischer Bauweise von bauhistorischer Bedeutung. | 09216409 |
| Weitere Bilder                          | Mietshaus mit Laden in Ecklage und halboffener Bebauung | Maxim-Gorki-Straße 34 (Karte)                        | bezeichnet 1895 (Mietshaus)                                                          | Fleischerladen mit Jugendstil-Kacheln, historisierender, straßenbildprägender Klinkerbau von 1895, bauhistorische und stadtentwicklungsgeschichtliche Bedeutung. Bei dem um 1895 entstandenen Eckhaus handelt es sich um einen viergeschossigen, gelben Klinkerbau, der von Sandsteinelementen und rotem Klinker geziert wird. Zur besseren städtebaulichen Einordnung ist die Ecke abgeflacht, sie tritt risalitartig vor und wird von einem steilen pyramidalem Türmchen abgeschlossen. Im Erdgeschoss befindet sich ein Ladengeschäft, hier ist das Erdgeschoss als Sockelgeschoss mit einer Putznutung charakterisiert. Typisch historistische Elemente, wie die sandsteinernen Simse, die Eckquaderungen und der besonders reiche plastische Schmuck an den Eckachsen charakterisieren die Fassade. Ebenfalls typisch sind die schmiedeeisernen Balkone oder die mit plastischem Schmuck versehenen, verschieden ausgeführten Fensterverdachungen. Das Gebäude verweist auf die bauliche Entwicklung Pieschens um 1900, es besitzt stadtentwicklungsgeschichtlichen Wert. Darüber hinaus ist es als typisches Beispiel historistischer Bauweise von bauhistorischer Bedeutung. | 09216415 |
| Weitere Bilder                          | Doppelmietshaus in offener Bebauung | Maxim-Gorki-Straße 35; 37 (Karte)                    | um 1900 (Doppelmietshaus)                                                            | historisierende Putzfassade, zeittypischer Bau um 1900, bauhistorische und stadtentwicklungsgeschichtliche Bedeutung. Bei dem um 1895 entstandenen Eckhaus handelt es sich um einen dreigeschossigen, verputzten Bau mit Mansarddach. Zur besseren städtebaulichen Einordnung ist die Ecke abgeflacht, sie tritt risalitartig vor und wird von einem die Seitenachsen übergiebelnden Turm abgeschlossen. An der Südflanke bildet ein von einem Satteldach überhöhter Eckturm den Abschluss des Hauses. Typisch historistische Elemente, wie die sandsteinernen Simse oder der reiche plastische Schmuck in Neorenaissanceformen an den Eckachsen charakterisieren die Fassade ebenso wie die verschieden angeordneten Fenster und die divers ausgeführten Fensterverdachungen und -spiegel. Das Gebäude verweist auf die bauliche Entwicklung Pieschens um 1900, es besitzt stadtentwicklungsgeschichtlichen Wert. Darüber hinaus ist es als typisches Beispiel historistischer Bauweise von bauhistorischer Bedeutung. | 09216408 |
| Weitere Bilder                          | 28. Bezirksschule (ehem.) | Maxim-Gorki-Straße 39 (Karte)                        | bis 1900 (Schule)                                                                    | Schulgebäude mit rückwärtiger Turnhalle; viergeschossiger Hauptbau mit hohem Walmdach, Dreiecksgiebel und zwei seitlichen hölzernen Treppenaufgängen, historisierender, um 1900, bauhistorische und stadtentwicklungsgeschichtliche Bedeutung. Bei der um 1900 entstandenen Schule handelt es sich um einen viergeschossigen, verputzten Bau mit hohem Walmdach. Die fünf Mittelachsen sind von einem hohen Zwerchhaus mit plastisch gestaltetem Stufengiebel betont, sie und die daran anschließenden Achsen kragen stufenartig vor. Interessant sind die zwei seitlichen hölzernen Treppenaufgänge, die zu den Eingangstüren führen. Typisch historistische Elemente, wie das durch seine körnige Putzung als Sockelgeschoss charakterisierte Erdgeschoss, die Eckquaderungen, die rhythmisierte Fassadengestaltung durch die Anordnung der Fenster, die Rahmung der Fenster und deren Gestaltung, mal rundbogig (im Erdgeschoss und im vierten Geschoss) mal rechteckig (in den beiden mittleren Geschossen) gestalten die Fassade. Besonders prächtig ist der durch seine Größe allein imponierende Bau durch seinen neorenaissancehaftem Schmuck. Das Gebäude verweist auf die bauliche Entwicklung Pieschens um 1900, es besitzt stadtentwicklungsgeschichtlichen Wert. Darüber hinaus ist es als typisches Beispiel historistischer Bauweise von bauhistorischer Bedeutung. | 09216416 |
| Weitere Bilder                          | Wohnhauszeile in offener Bebauung | Maxim-Gorki-Straße 40; 42; 44 (Karte)                | 2. H. 19. Jh. (Mietshaus)                                                            | historisierender Gebäude aus der zweiten Hälfte des 19. Jahrhunderts, neubarocke Formensprache, bauhistorische und stadtentwicklungsgeschichtliche Bedeutung. Das schlichte historistische Gebäude entstand in der zweiten Hälfte des 19. Jahrhunderts und besitzt drei Geschosse, das Dach ist als Mansarddach ausgebaut. In dieser Bauzeit ist die Mischung aus rationalem Wohnhausbau mit stilistisch älteren, also historistischen Architekturkennzeichen in der Großarchitektur sowie kleineren Schmuckformen typisch. Typisch historistisch, neubarock, ist die durch verschieden angeordnete Fenster und ihre Verdachungen (teilweise mit plastischem Schmuck versehen) oder durch die Simse gestaltete Fassade. Das Gebäude spielt eine wichtige Rolle für das gewachsene Erscheinungsbild der Straße, es ist von bauhistorischer und stadtentwicklungsgeschichtlicher Bedeutung. Typisch historistisch ist die durch verschieden angeordnete Fenster und ihre Verdachungen (teilweise mit plastischem Schmuck versehen) oder durch die Simse gestaltete Fassade. | 09216411 |
| Weitere Bilder                          | Doppelmietshaus in offener Bebauung | Maxim-Gorki-Straße 46; 48 (Karte)                    | 2. H. 19. Jh. (Doppelmietshaus)                                                      | schlichter, zeittypischer Putzbau aus der zweiten Hälfte des 19. Jahrhunderts, neubarocke Formensprache, bauhistorische und stadtentwicklungsgeschichtliche Bedeutung. Das schlichte historistische Gebäude entstand in der zweiten Hälfte des 19. Jahrhunderts und besitzt drei Geschosse, das Dach ist als Mansarddach ausgebaut. In dieser Bauzeit ist die Mischung aus rationalem Wohnhausbau mit stilistisch älteren, also historistischen Architekturkennzeichen in der Großarchitektur sowie kleineren Schmuckformen typisch. Typisch historistisch, neubarock, ist die durch verschieden angeordnete Fenster und ihre Verdachungen (teilweise mit plastischem Schmuck versehen) oder durch die Simse gestaltete Fassade, deren Außenachsen risalitartig vorkragen. Wichtig für das Erscheinungsbild der Straße ist der kleine dem Haus vorgelagerte und abgezäunte Garten. Das Gebäude spielt eine wichtige Rolle für das gewachsene Erscheinungsbild der Straße, es ist von bauhistorischer und stadtentwicklungsgeschichtlicher Bedeutung. | 09216410 |
| Weitere Bilder                          | Mietshaus in Ecklage und offener Bebauung | Maxim-Gorki-Straße 50 (Karte)                        | um 1900 (Mietshaus)                                                                  | schlichtes Gebäude um 1900 mit Putzfassade, bauhistorische und stadtentwicklungsgeschichtliche Bedeutung. Bei dem um 1900 entstandenen Eckhaus handelt es sich um einen dreigeschossigen, einfach verputzten Bau mit einem Mansarddach. Zur besseren städtebaulichen Einordnung ist die Ecke abgeflacht, sie kragt risalitartig vor und ist turmartig überhöht. Ehemals vermutlich ein Ladeneinbau im Erdgeschoss. Typisch historistische Elemente wie die verschiedene Gestaltung der Fenster oder der sandsteinerne Balkon im ersten und der schmiedeeiserne Balkon im zweiten Obergeschoss der Eckachse charakterisieren die Fassade. Das Gebäude verweist auf die bauliche Entwicklung Pieschens um 1900, es besitzt stadtentwicklungsgeschichtlichen Wert. Darüber hinaus ist es als typisches Beispiel historistischer Bauweise von bauhistorischer Bedeutung. | 09216540 |
| Weitere Bilder                          | Doppelmietshaus in Ecklage und offener Bebauung | Maxim-Gorki-Straße 52; 54 (Karte)                    | um 1900 (Doppelmietshaus)                                                            | zeittypischer, historisierender Putzbau um 1900, bauhistorische und stadtentwicklungsgeschichtliche Bedeutung. Bei dem um 1900 entstandenen Eckhaus handelt es sich um einen dreigeschossigen, einfach verputzten Bau mit einem Mansarddach. Zur besseren städtebaulichen Einordnung ist die Ecke abgeflacht, sie kragt risalitartig vor und ist turmartig überhöht. Ehemals vermutlich ein Ladeneinbau im Erdgeschoss. Typisch historistische Elemente wie die verschiedene Gestaltung der Fenster, die verschiedenen Fensterverdachungen (teilweise mit plastischem Schmuck) oder der schmiedeeiserne Balkon im ersten Obergeschoss der Eckachse charakterisieren die Fassade. Das Gebäude verweist auf die bauliche Entwicklung Pieschens um 1900, es besitzt stadtentwicklungsgeschichtlichen Wert. Darüber hinaus ist es als typisches Beispiel historistischer Bauweise von bauhistorischer Bedeutung. | 09216538 |
| Weitere Bilder                          | Doppelmietshaus (Maxim-Gorki-Str. 55 und Trachenberger Str. 65) in Ecklage und offener Bebauung | Maxim-Gorki-Straße 55 (Karte)                        | um 1890 (Doppelmietshaus)                                                            | straßenbildprägendes Gebäude, Ecklage durch Giebel und Türmchen betont, Teil eines markanten Quartiers, baugeschichtlich und stadtentwicklungsgeschichtlich bedeutend. Bei dem um 1900 entstandenen Mietshaus handelt es sich um einen dreigeschossigen, einfach verputzten Bau mit einem Mansarddach. Die Ecke kragt risalitartig vor, ist turmartig überhöht und wird von Giebeln in Neorenaissanceformen betont. Die zur Maxim-Gorki-Straße gehörige Seitenachse des Gebäudes kragt ebenfalls vor und wird ebenfalls von einem Giebel betont. Typisch historistische Elemente wie die verschiedene Gestaltung der Fenster oder die Simse charakterisieren die Fassade. | 09216389 |
| Weitere Bilder                          | Mietshaus in offener Bebauung | Maxim-Gorki-Straße 57 (Karte)                        | um 1885 (Mietshaus)                                                                  | schlichter Putzbau mit Sandsteingliederung, bauhistorische und stadtentwicklungsgeschichtliche Bedeutung. Das schlichte historistische Gebäude entstand um 1885 und besitzt drei Geschosse. In dieser Bauzeit ist die Mischung aus rationalem Wohnhausbau mit stilistisch älteren, also historistischen Architekturkennzeichen in der Großarchitektur sowie kleineren Schmuckformen typisch. Typisch historistisch ist die durch verschieden angeordneten Fenster und deren Verdachungen strukturierte Fassade, deren Mittelachse risalitartig vorkragt. Eventuell befand sich vor dem Gebäude auch ein Vorgarten. Das Gebäude spielt eine wichtige Rolle für das gewachsene Erscheinungsbild der Straße, es ist von bauhistorischer und stadtentwicklungsgeschichtlicher Bedeutung. | 09216412 |
| Weitere Bilder                          | Einzeldenkmal der Sachgesamtheit Palmié-Häuser: winkelförmige Häuserzeile (Maxim-Gorki-Str. 58–58b und Waldstraße 7–7b) einer Wohnanlage des Dresdner Spar- und Bauvereins (Einzeldenkmal zu ID-Nr. 09306409, Hans-Sachs-Straße 33/35) | Maxim-Gorki-Straße 58; 58a; 58b (Karte)              | 1912–1914, nach Adressbuch (Mehrfamilienwohnhaus)                                    | Einzeldenkmal der Sachgesamtheit Palmié-Häuser: winkelförmige Häuserzeile einer Wohnanlage des Dresdner Spar- und Bauvereins; kleine und moderne Siedlung von Heinrich Koch, an sozial- und lebensreformerische Grundsätze anknüpfend mit Gemeinschaftsräumen, Waschhaustrakt (abgebrochen) und Grün- und Spielflächen in den Innenhöfen, nach Kommerzienrat Palmié benannt – einem Förderer des Spar- und Bauvereins, siehe Maxim-Gorki-Straße 60, Rückertstraße 22–30 und Waldstraße 1–5, stadtentwicklungsgeschichtliche und bauhistorische Bedeutung. | 09216533 |
| Weitere Bilder                          | Doppelmietshaus in offener Bebauung | Maxim-Gorki-Straße 59; 61 (Karte)                    | um 1885 (Doppelmietshaus)                                                            | schlichter Bau mit zeittypischer Putzfassade, bauhistorische und stadtentwicklungsgeschichtliche Bedeutung. Das schlichte historistische Gebäude entstand um 1885, es besitzt drei Geschosse und ein Mansarddach. In dieser Bauzeit ist die Mischung aus rationalem Wohnhausbau mit stilistisch älteren, also historistischen Architekturkennzeichen in der Großarchitektur sowie kleineren Schmuckformen typisch. Typisch historistisch ist die durch verschiedene Fensterverdachungen und Simse strukturierte Fassade. Eventuell befand sich vor dem Gebäude auch ein Vorgarten. Das Gebäude spielt eine wichtige Rolle für das gewachsene Erscheinungsbild der Straße, es ist von bauhistorischer und stadtentwicklungsgeschichtlicher Bedeutung. | 09216413 |
| Weitere Bilder                          | Einzeldenkmal der Sachgesamtheit Palmié-Häuser: Haus und Verbindungsgang einer Wohnanlage des Dresdner Spar- und Bauvereins (Einzeldenkmal zu ID-Nr. 09306409, Hans-Sachs-Straße 33/35)                                                | Maxim-Gorki-Straße 60 (Karte)                        | 1912–1914, nach Adressbuch (Mehrfamilienwohnhaus)                                    | Einzeldenkmal der Sachgesamtheit Palmié-Häuser: Haus und Verbindungsgang einer Wohnanlage des Dresdner Spar- und Bauvereins; kleine und moderne Siedlung von Heinrich Koch, an sozial- und lebensreformerische Grundsätze anknüpfend mit Gemeinschaftsräumen, Waschhaustrakt (abgebrochen) und Grün- und Spielflächen in den Innenhöfen, nach Kommerzienrat Palmié benannt – einem Förderer des Spar- und Bauvereins, siehe auch Nummer 58–58b, Hans-Sachs-Straße 33/35, Rückertstraße 22–30 und Waldstraße 1–7b, stadtentwicklungsgeschichtliche und bauhistorische Bedeutung. | 09216535 |
| Weitere Bilder                          | Doppelmietshaus in offener Bebauung und Ecklage | Maxim-Gorki-Straße 63; 65 (Karte)                    | um 1885 (Doppelmietshaus)                                                            | mit Laden, schlichtes, historisierendes Gebäude um 1885, bauhistorische und stadtentwicklungsgeschichtliche Bedeutung. Das schlichte historistische Gebäude entstand um 1885, es besitzt drei Geschosse und ein Mansarddach. In dieser Bauzeit ist die Mischung aus rationalem Wohnhausbau mit stilistisch älteren, also historistischen Architekturkennzeichen in der Großarchitektur sowie kleineren Schmuckformen typisch. Typisch historistisch ist die durch Putznutung im Sockelgeschoss, verschieden Fensterverdachungen und Simse strukturierte Fassade. Eventuell befand sich vor dem Gebäude auch ein Vorgarten. Das Gebäude spielt eine wichtige Rolle für das gewachsene Erscheinungsbild der Straße, es ist von bauhistorischer und stadtentwicklungsgeschichtlicher Bedeutung. | 09216414 |
| Weitere Bilder                          | Mietshaus in Ecklage und offener Bebauung | Maxim-Gorki-Straße 67 (Karte)                        | um 1900 (Mietshaus)                                                                  | mit Laden, zeittypischer Putzbau mit gliedernden Natursteinelementen, bauhistorische und stadtentwicklungsgeschichtliche Bedeutung. Bei dem um 1900 entstandenen Eckhaus handelt es sich um einen dreigeschossigen, einfach verputzten Bau mit einem Mansarddach. Zur besseren städtebaulichen Einordnung ist die Ecke abgeflacht, sie kragt risalitartig vor, ist turmartig überhöht und wird von einem kleinen pyramidalen Turm abgeschlossen. Ein Laden ist im Erdgeschoss eingebaut. Typisch historistische, neubarocke Elemente wie die verschiedene Gestaltung der Fenster, die verschiedenen Fensterverdachungen charakterisieren die Fassade. Das Gebäude verweist auf die bauliche Entwicklung Pieschens um 1900, es besitzt stadtentwicklungsgeschichtlichen Wert. Darüber hinaus ist es als typisches Beispiel historistischer Bauweise von bauhistorischer Bedeutung. | 09216539 |
| Weitere Bilder                          | Mietshaus in Ecklage und offener Bebauung | Maxim-Gorki-Straße 68 (Karte)                        | um 1900 (Mietshaus)                                                                  | straßenbildprägender Bau, Ecklage durch Turmaufsatz betont, neubarocke Formensprache, bauhistorische und stadtentwicklungsgeschichtliche Bedeutung. Bei dem um 1900 entstandenen Eckhaus handelt es sich um einen dreigeschossigen, einfach verputzten Bau mit einem Mansarddach. Zur besseren städtebaulichen Einordnung ist die Ecke abgeflacht, sie kragt risalitartig vor, ist turmartig überhöht und wird von einer monumentalen Haube abgeschlossen. Die Seitenachsen kragen auch jeweils vor und werden von Dreiecksgiebeln betont, die mit Kreuzblumen geziert und in deren Tympana aufgeputzte Malteserkreuze erkennbar sind. Ein Laden ist im Erdgeschoss eingebaut. Typisch historistische Elemente wie die verschiedene Gestaltung der Fenster, die verschiedenen Fensterverdachungen sowie die schmiedeeisernen Balkone charakterisieren die neobarocke Fassade. Das Gebäude verweist auf die bauliche Entwicklung Pieschens um 1900, es besitzt stadtentwicklungsgeschichtlichen Wert. Darüber hinaus ist es als typisches Beispiel historistischer Bauweise von bauhistorischer Bedeutung. | 09216526 |
| Weitere Bilder                          | Doppelmietshaus in offener Bebauung und rückwärtiger Anbau | Maxim-Gorki-Straße 70; 72 (Karte)                    | um 1890 (Doppelmietshaus)                                                            | schlichter und qualitätvoller Putzbau mit historisierender Sandsteingliederung, bauhistorische und stadtentwicklungsgeschichtliche Bedeutung. Das historistische Gebäude entstand um 1890 und besitzt drei Geschosse, das Dach ist als Mansarddach ausgebaut. In dieser Bauzeit ist die Mischung aus rationalem Wohnhausbau mit stilistisch älteren, also historistischen Architekturkennzeichen in der Großarchitektur sowie kleineren Schmuckformen typisch. Charakteristisch ist die durch verschieden angeordnete Fenster und deren Verdachungen (teilweise mit plastischem Schmuck versehen) oder durch die Simse gestaltete Fassade, deren Außenachsen risalitartig vorkragen. Im Erdgeschoss sind zwei Ladeneinbauten. Ehemals war dem Gebäude wohl ein Garten vorgelagert. Das Gebäude spielt eine wichtige Rolle für das gewachsene Erscheinungsbild der Straße, es ist von bauhistorischer und stadtentwicklungsgeschichtlicher Bedeutung. | 09216523 |
| Weitere Bilder                          | Mietshaus mit Einfriedung in offener Bebauung | Maxim-Gorki-Straße 74 (Karte)                        | bezeichnet 1897 (Mietshaus)                                                          | originale Flur- und Treppenhausausstattung mit Malerei (als Dekorationsmalerei), Fliesen usw., historisierendes Gebäude bezeichnet 1897, Klinker-Werkstein-Fassade, bauhistorische und stadtentwicklungsgeschichtliche Bedeutung. Bei dem 1897 entstandenen Gebäude handelt es sich um einen dreigeschossigen, gelben Klinkerbau, der von Sandsteinelementen geziert wird. Typisch historistische Elemente, wie die sandsteinernen Simse und Bänder charakterisieren die Fassade. Ebenfalls typisch sind die schmiedeeisernen Balkone oder die mit plastischem Schmuck versehenen, verschieden ausgeführten Fensterverdachungen und -spiegel. Im Inneren befinden sich diverse Ausmalungen. Das Gebäude verweist auf die bauliche Entwicklung Pieschens um 1900, es besitzt stadtentwicklungsgeschichtlichen Wert. Darüber hinaus ist es als typisches Beispiel historistischer Bauweise von bauhistorischer Bedeutung. | 09216521 |
| Weitere Bilder                          | Doppelmietshaus mit Einfriedung und seitlichen Toreinfahrten, in offener Bebauung | Maxim-Gorki-Straße 78; 80 (Karte)                    | um 1900 (Doppelmietshaus)                                                            | um 1900 errichteter historisierender Bau, Klinker-Werkstein-Fassade, bauhistorische und stadtentwicklungsgeschichtliche Bedeutung. Bei um 1900 entstandenen Gebäude handelt es sich um ein dreigeschossiges Doppelmietshaus, dessen Seitenteile als gelber Klinkerbau und die Mitte als Putzbau ausgeführt wurde. Die beiden Seitenachsen kragen risalitartig vor und sind turmartig überhöht. Typisch historistische Elemente, wie Ecklisenen, Fensterverdachungen (teilweise mit plastischem Schmuck) und -spiegel oder sandsteinerne Simse und Sandstein- bzw. roten Backsteinbänder charakterisieren die Fassade. Das Gebäude verweist auf die bauliche Entwicklung Pieschens um 1900, es besitzt stadtentwicklungsgeschichtlichen Wert. Darüber hinaus ist es als typisches Beispiel historistischer Bauweise von bauhistorischer Bedeutung. | 09216520 |
| Weitere Bilder                          | Doppelmietshaus in Ecklage und offener Bebauung | Maxim-Gorki-Straße 79; 83 (Karte)                    | um 1900 (Doppelmietshaus)                                                            | mit Laden, zeittypischer, historisierender Putzbau um 1900, bauhistorische und stadtentwicklungsgeschichtliche Bedeutung. Bei dem um 1900 entstandenen Eckhaus handelt es sich um einen dreigeschossigen, einfach verputzten Bau mit einem Mansarddach. Zur besseren städtebaulichen Einordnung ist die Ecke abgeflacht, sie kragt risalitartig vor, ist turmartig überhöht. Ihr heutiger oberer Abschluss ist sicher nicht ursprünglich. Ein Laden ist im Erdgeschoss eingebaut. Typisch historistische, vor allem neubarocke Elemente wie die verschiedene Gestaltung der Fenster, die verschiedenen Fensterverdachungen (teilweise mit plastischem Schmuck) sowie die schmiedeeisernen Balkone charakterisieren die Fassade. Das Gebäude verweist auf die bauliche Entwicklung Pieschens um 1900, es besitzt stadtentwicklungsgeschichtlichen Wert. Darüber hinaus ist es als typisches Beispiel historistischer Bauweise von bauhistorischer Bedeutung. | 09216525 |
| Weitere Bilder                          | Doppelmietshaus (Hubertusstraße 30 und Maxim-Gorki-Straße 82) in Ecklage und offener Bebauung | Maxim-Gorki-Straße 82 (Karte)                        | um 1895 (Doppelmietshaus)                                                            | repräsentativer, historisierender Bau um 1895, errichtet mit typischer Klinker-Werkstein-Fassade, stadtentwicklungsgeschichtlich und bauhistorisch bedeutend. Die Hubertusstraße geht auf einen alten Verbindungsweg zurück, der vom Pieschener Ortskern in nördlicher Richtung nach Trachenberge führte, wo auch Pieschener Bauern Weinberge besaßen. Bei dem um 1895 entstandenen Eckhaus handelt es sich um einen dreigeschossigen, gelben Backsteinbau mit Sandsteinverkleidung. Das Haus besitzt ein Mansarddach. Die drei Eckachsen kragen risalitartig vor und sind mit einem Türmchen versehen. Typisch historistische Elemente wie die sandsteinernen Simse, die verschiedene Gestalt der Fenster, die verschiedenen Fensterverdachungen und -Spiegel (teilweise mit plastischem Schmuck) oder die schmiedeeisernen Balkone an der Ecke strukturieren und schmücken die Fassade in Formen der Neorenaissance. Das Haus steht in engem architektonischem Zusammenhang mit seinen Nachbargebäuden. Das weitgehend authentisch erhaltene Gebäude verweist auf die bauliche Entwicklung Pieschens um 1900, es besitzt stadtentwicklungsgeschichtlichen Wert. Darüber hinaus ist es als typisches Beispiel historistischer Bauweise von bauhistorischer Bedeutung. | 09216549 |
| Weitere Bilder                          | Doppelmietshaus in Ecklage und offener Bebauung | Maxim-Gorki-Straße 85; 87 (Karte)                    | um 1900 (Doppelmietshaus)                                                            | schlichter Bau mit Putzfassade und historisierender Natursteingliederung, um 1900 errichtet, bauhistorische und stadtentwicklungsgeschichtliche Bedeutung. Bei dem um 1900 entstandenen Gebäude handelt es sich um ein dreigeschossiges, einfach verputztes Doppelmietshaus in Ecklage mit Ladengeschäft. Die beiden Seitenachsen kragen risalitartig vor und sind turmartig überhöht. Die historistische Fassade wird von der strengen Reihung der Fenster charakterisiert. Das Gebäude verweist auf die bauliche Entwicklung Pieschens um 1900, es besitzt stadtentwicklungsgeschichtlichen Wert. Darüber hinaus ist es als typisches Beispiel historistischer Bauweise von bauhistorischer Bedeutung. | 09216524 |
| Weitere Bilder                          | Mietshaus in offener Bebauung | Maxim-Gorki-Straße 91 (Karte)                        | um 1900 (Mietshaus)                                                                  | repräsentativer Bau, Fassade in Neorenaissanceformen, geprägt von runden Eckerkern, bauhistorische und stadtentwicklungsgeschichtliche Bedeutung. Bei um 1900 entstandenen Gebäude handelt es sich um ein dreigeschossiges Mietshaus, als Klinker-Sandstein-Bau ausgeführt. Besonders hervorzuheben sind die tief eingeschnittenen rundbogig überfassten Erdgeschossfenster, die das Geschoss als trutziges Sockelgeschoss kennzeichnen. Sehr fein ist dagegen die Formensprache der Eckerker, die in Holz ausgeführt wurden.Typisch historistische Elemente, wie die Fensterverdachungen und -spiegel charakterisieren die Fassade. Das Gebäude verweist auf die bauliche Entwicklung Pieschens um 1900, es besitzt stadtentwicklungsgeschichtlichen Wert. Darüber hinaus ist es als typisches Beispiel historistischer Bauweise von bauhistorischer Bedeutung. | 09216522 |
| Weitere Bilder                          | Mietshaus in Ecklage und geschlossener Bebauung | Mohnstraße 1 (Karte)                                 | um 1900 (Mietshaus)                                                                  | markanter später Gründerzeitbau mit charakteristischer Klinker-Werkstein-Fassade, wegen exponierter Lage mittels Giebel und Turmaufbau etwas aufwendiger, baugeschichtlich und stadtentwicklungsgeschichtlich bedeutend | 09216204 |
| Weitere Bilder                          | Mietshaus in Ecklage und geschlossener Bebauung | Mohnstraße 2 (Karte)                                 | um 1900 (Mietshaus)                                                                  | mit Ladenzone (modernisiert), historisierendes Gebäude aus dem Ende des 19. Jahrhunderts mit zeittypischer Putz-Fassade, baugeschichtlich bedeutend | 09216205 |
| Weitere Bilder                          | Doppelmietshaus in offener Bebauung | Mohnstraße 6; 8 (Karte)                              | um 1890 (Doppelmietshaus)                                                            | schlichtes, historisierendes Gebäude aus dem Ende des 19. Jahrhunderts mit zeittypischer Putz-Fassade, baugeschichtlich bedeutend | 09216486 |
| Weitere Bilder                          | Doppelmietshaus in offener Bebauung | Mohnstraße 10; 12 (Karte)                            | um 1890 (Doppelmietshaus)                                                            | schlichtes, historisierendes Gebäude aus dem Ende des 19. Jahrhunderts mit zeittypischer Putzfassade, baugeschichtlich bedeutend | 09216487 |
| Weitere Bilder                          | Doppelmietshaus in offener Bebauung | Mohnstraße 11; 13 (Karte)                            | um 1890 (Doppelmietshaus)                                                            | schlichtes, historisierendes Gebäude aus dem Ende des 19. Jahrhunderts mit zeittypischer Putzfassade, baugeschichtlich bedeutend | 09216485 |
| Weitere Bilder                          | Mietshaus in Ecklage und halboffener Bebauung | Mohnstraße 15 (Karte)                                | um 1890 (Mietshaus)                                                                  | historisierendes Gebäude aus dem Ende des 19. Jahrhunderts mit zeittypischer Putz-Fassade, baugeschichtlich bedeutend | 09216484 |
| Weitere Bilder                          | Mietshaus in geschlossener Bebauung | Mohnstraße 16 (Karte)                                | um 1890 (Mietshaus)                                                                  | schlichtes, historisierendes Gebäude aus dem Ende des 19. Jahrhunderts mit zeittypischer Putzfassade, baugeschichtlich bedeutend | 09216488 |
| Weitere Bilder                          | Mietshaus in Ecklage und halboffener Bebauung | Mohnstraße 17 (Karte)                                | um 1890 (Mietshaus)                                                                  | schlichtes Gebäude aus dem Ende des 19. Jahrhunderts mit zeittypischer Putz-Fassade, baugeschichtlich bedeutend | 09216490 |
| Weitere Bilder                          | Mietshaus in Ecklage und halboffener Bebauung | Mohnstraße 18 (Karte)                                | um 1890 (Mietshaus)                                                                  | mit Läden (z. T. mod.), charakteristisches und weitgehend authentisch erhaltenes spätgründerzeitliches Mietshaus, baugeschichtlich bedeutend | 09216489 |
| Weitere Bilder                          | Mietshaus in halboffener Bebauung | Mohnstraße 19 (Karte)                                | um 1900 (Mietshaus)                                                                  | charakteristisches und weitgehend authentisch erhaltenes spätgründerzeitliches Mietshaus, baugeschichtlich bedeutend | 09216201 |
| Weitere Bilder                          | Mietshaus in halboffener Bebauung | Mohnstraße 20 (Karte)                                | um 1900 (Mietshaus)                                                                  | charakteristischer spätgründerzeitlicher Klinker-Sandstein-Bau mit repräsentativer Fassadengestaltung, die seitlichen Balkonvorlagen und das erste Obergeschoss gestalterisch hervorgehoben, baugeschichtlich und stadtentwicklungsgeschichtlich bedeutend | 09218363 |
| Weitere Bilder                          | Mietshaus in geschlossener Bebauung | Mohnstraße 21 (Karte)                                | um 1900 (Mietshaus)                                                                  | Deckenmalerei (Ausmalung bzw. Dekorationsmalerei) in der Durchfahrt, charakteristisches und weitgehend authentisch erhaltenes spätgründerzeitliches Mietshaus, baugeschichtlich bedeutend | 09216200 |
| Weitere Bilder                          | Mietshaus in geschlossener Bebauung | Mohnstraße 22 (Karte)                                | um 1900 (Mietshaus)                                                                  | charakteristisches und weitgehend authentisch erhaltenes spätgründerzeitliches Mietshaus, baugeschichtlich bedeutend | 09216202 |
| Weitere Bilder                          | Mietshaus in geschlossener Bebauung | Mohnstraße 23 (Karte)                                | um 1900 (Mietshaus)                                                                  | mit Laden (modernisiert), historisierendes Gebäude aus dem Ende des 19. Jahrhunderts mit zeittypischer Klinker-Werkstein-Fassade, baugeschichtlich bedeutend | 09216199 |
| Weitere Bilder                          | Mietshaus in geschlossener Bebauung | Mohnstraße 24 (Karte)                                | um 1900 (Mietshaus)                                                                  | weitgehend authentisch erhaltenes Mietshaus der Jahrhundertwende, baugeschichtlich bedeutend | 09216203 |
| Weitere Bilder                          | Mietshaus in geschlossener Bebauung | Mohnstraße 25 (Karte)                                | um 1900 (Mietshaus)                                                                  | charakteristisches und weitgehend authentisch erhaltenes spätgründerzeitliches Mietshaus mit zeittypischer Klinker-Werkstein-Fassade, baugeschichtlich bedeutend | 09216198 |
| Weitere Bilder                          | Mietshaus in geschlossener Bebauung | Mohnstraße 26 (Karte)                                | um 1900 (Mietshaus)                                                                  | historisierendes Gebäude aus dem Ende des 19. Jahrhunderts mit zeittypischer Klinker-Werkstein-Fassade und Jugendstilelementen, baugeschichtlich bedeutend | 09213899 |
| Weitere Bilder                          | Mietshaus in geschlossener Bebauung | Mohnstraße 27 (Karte)                                | um 1900 (Mietshaus)                                                                  | schlichtes, weitgehend authentisch erhaltenes spätgründerzeitliches Mietshaus, baugeschichtlich bedeutend | 09216197 |
| Weitere Bilder                          | Mietshaus in geschlossener Bebauung | Mohnstraße 28 (Karte)                                | um 1900 (Mietshaus)                                                                  | repräsentative historisierende Klinker-Werkstein-Fassade mit Jugendstilelementen, belebt durch Bauschmuck, darunter zwei halbrunde Medaillons mit Luther und Melanchton, baugeschichtlich, stadtentwicklungsgeschichtlich und künstlerisch bedeutend | 09213898 |
| Weitere Bilder                          | Mietshaus in geschlossener Bebauung | Mohnstraße 29 (Karte)                                | um 1900 (Mietshaus)                                                                  | weitgehend authentisch erhaltenes Mietshaus der Jahrhundertwende, baugeschichtlich bedeutend | 09216196 |
| Weitere Bilder                          | Mietshaus in geschlossener Bebauung | Mohnstraße 30 (Karte)                                | um 1900 (Mietshaus)                                                                  | mit Laden, repräsentatives, historisierendes Gebäude aus dem Ende des 19. Jahrhunderts mit zeittypischer Klinker-Werkstein-Fassade, baugeschichtlich bedeutend | 09213897 |
| Weitere Bilder                          | Mietshaus in geschlossener Bebauung | Mohnstraße 31 (Karte)                                | um 1900 (Mietshaus)                                                                  | Teil eines geschlossen erhaltenen spätgründerzeitlichen Straßenzuges, Klinkerfassade und florale und figürliche Dekoration, baugeschichtlich bedeutend | 09216195 |
| Weitere Bilder                          | Mietshaus in geschlossener Bebauung | Mohnstraße 32 (Karte)                                | um 1900 (Mietshaus)                                                                  | Teil eines geschlossen erhaltenen spätgründerzeitlichen Straßenzuges mit zeittypischen Mietshäusern, baugeschichtlich bedeutend | 09213872 |
| Weitere Bilder                          | Mietshaus in geschlossener Bebauung | Mohnstraße 33 (Karte)                                | um 1900 (Mietshaus)                                                                  | schlichtes, historisierendes Gebäude aus dem Ende des 19. Jahrhunderts mit zeittypischer Klinker-Werkstein-Fassade, baugeschichtlich bedeutend | 09216194 |
| Weitere Bilder                          | Mietshaus in geschlossener Bebauung | Mohnstraße 34 (Karte)                                | um 1900 (Mietshaus)                                                                  | charakteristischer spätgründerzeitlicher Klinker-Sandstein-Bau, baugeschichtlich und stadtentwicklungsgeschichtlich bedeutend | 09218364 |
| Weitere Bilder                          | Mietshaus in halboffener Bebauung | Mohnstraße 35 (Karte)                                | um 1900 (Mietshaus)                                                                  | historisierendes Gebäude vom Ende des 19. Jahrhunderts mit zeittypischer Fassade, baugeschichtlich bedeutend | 09216193 |
| Weitere Bilder                          | Mietshaus in Ecklage und offener Bebauung | Mohnstraße 36 (Karte)                                | bezeichnet 1903 (Mietshaus)                                                          | charakteristisches und weitgehend authentisch erhaltenes Mietshaus der Jahrhundertwende mit Jugendstilelementen, baugeschichtlich bedeutend | 09214035 |
| Weitere Bilder                          | Mietshaus in Ecklage und geschlossener Bebauung | Mohnstraße 38 (Karte)                                | um 1905 (Mietshaus)                                                                  | im Reformstil der Zeit um 1910 mit zeittypische Putzfassade, baugeschichtlich bedeutend | 09216192 |
| Weitere Bilder                          | Mietshaus in geschlossener Bebauung | Mohnstraße 46 (Karte)                                | um 1900 (Mietshaus)                                                                  | im Flur Stuckdekor, historisierendes Gebäude aus dem Ende des 19. Jahrhunderts mit zeittypischer Putzfassade, baugeschichtlich bedeutend | 09216191 |
| Weitere Bilder                          | Mietshaus in geschlossener Bebauung | Mohnstraße 48 (Karte)                                | um 1900 (Mietshaus)                                                                  | im Flur Stuckdekor und Deckenmalerei, historisierendes Gebäude aus dem Ende des 19. Jahrhunderts mit zeittypischer Klinker-Werkstein-Fassade, baugeschichtlich bedeutend | 09216190 |
| Weitere Bilder                          | Mietshaus in geschlossener Bebauung | Mohnstraße 50 (Karte)                                | um 1900 (Mietshaus)                                                                  | mit Laden, im Flur Stuckdekor, historisierendes Gebäude aus dem Ende des 19. Jahrhunderts mit zeittypischer Klinker-Werkstein-Fassade, baugeschichtlich bedeutend | 09216189 |
| Weitere Bilder                          | Mietshaus in geschlossener Bebauung | Mohnstraße 52 (Karte)                                | um 1900 (Mietshaus)                                                                  | im Flur Stuckdekor, mit Laden, repräsentatives, weitgehend authentisch erhaltenes spätgründerzeitliches Mietshaus, baugeschichtlich bedeutend | 09216188 |
|                                         | Mietshaus in halboffener Bebauung | Moritzburger Platz 11 (Karte)                        | um 1900 (Mietshaus)                                                                  | historisierendes Gebäude aus dem Ende des 19. Jahrhunderts mit zeittypischer Klinker-Fassade, baugeschichtlich bedeutend | 09216320 |
|                                         | Mietshaus in geschlossener Bebauung | Oschatzer Straße 11 (Karte)                          | um 1885 (Mietshaus)                                                                  | Teil eines spätgründerzeitlichen Quartiers mit zeittypischer Putzfassade, baugeschichtlich und stadtentwicklungsgeschichtlich bedeutend | 09216301 |
| Weitere Bilder                          | Wohn- und Geschäftshaus in Ecklage und geschlossener Bebauung | Oschatzer Straße 15 (Karte)                          | um 1895 (Wohn- und Geschäftshaus)                                                    | Fassade mit schwerer neobarocker Verzierung, vermutlich Zinkblech, baugeschichtlich bedeutend und platzbildprägend | 09216300 |
|                                         | Mietshaus in geschlossener Bebauung | Oschatzer Straße 19 (Karte)                          | um 1895 (Mietshaus)                                                                  | mit Laden (modernisiert), historisierendes Gebäude aus dem Ende des 19. Jahrhunderts mit zeittypischer Klinker-Fassade, baugeschichtlich bedeutend | 09216299 |
|                                         | Mietshaus in geschlossener Bebauung | Oschatzer Straße 23 (Karte)                          | um 1895 (Mietshaus)                                                                  | mit Ladenzone (modernisiert), historisierendes Gebäude aus dem Ende des 19. Jahrhunderts mit zeittypischer Klinker-Werkstein-Fassade, baugeschichtlich bedeutend | 09213844 |
|                                         | Doppelmietshaus in Ecklage und geschlossener Bebauung | Oschatzer Straße 25; 27 (Karte)                      | um 1890 (Mietshaus), um 1890 (Doppelmietshaus)                                       | mit Läden (modernisiert), schlichtes, historisierendes Gebäude aus dem Ende des 19. Jahrhunderts mit zeittypischer Putzfassade, baugeschichtlich bedeutend | 09213845 |
|                                         | Doppelwohnhaus in offener Bebauung | Oschatzer Straße 46; 48 (Karte)                      | um 1870 (Doppelwohnhaus)                                                             | charakteristisches, weitgehend authentisch erhaltenes gründerzeitliches Doppelwohnhaus mit Putzfassade, baugeschichtlich bedeutend | 09216302 |
| Weitere Bilder                          | Doppelwohnhaus in halboffener Bebauung | Osterbergstraße 13; 15 (Karte)                       | um 1870 (Doppelwohnhaus)                                                             | schlichtes, weitgehend authentisch erhaltenes gründerzeitliches Mietshaus mit Putzfassade, baugeschichtlich bedeutend | 09216319 |
| Weitere Bilder                          | Doppelwohnhaus in offener Bebauung | Osterbergstraße 16; 18 (Karte)                       | um 1870 (Doppelwohnhaus)                                                             | charakteristisches und weitgehend authentisch erhaltenes gründerzeitliches Mietshaus mit Putzfassade, baugeschichtlich bedeutend | 09216475 |
| Weitere Bilder                          | Mietshaus in halboffener Bebauung | Osterbergstraße 21 (Karte)                           | um 1875 (Mietshaus)                                                                  | historisierendes Gebäude aus dem Ende des 19. Jahrhunderts mit zeittypischer Putzfassade, baugeschichtlich bedeutend Doppelwohnhaus mit Nr. 23, nur Nr. 21 unter Denkmalschutz | 09213932 |
| Weitere Bilder                          | Grundschule Pieschen | Osterbergstraße 22 (Karte)                           | 1878–1879 (Schule)                                                                   | Schulkomplex; Vierflügelanlage einschl. Turnhalle um einen Innenhof, Hauptfassade dreigeschossig mit zwei hervorgehobenen, übergiebelten Treppentürmen, repräsentatives, historisierendes Gebäude der Gründerzeit mit zeittypischer Putz-Werkstein-Fassade, baugeschichtlich bedeutend, erbaut durch Ernst Ehregott Schletter und Karl Wilhelm Richter als 5. Pieschener Schule, Anbau 1885, heute Nutzung durch die 26. Grundschule „Am Markusplatz“. | 09216477 |
| Weitere Bilder                          | Wohn- und Geschäftshaus | Osterbergstraße 24; 26 (Karte)                       | um 1910 (Wohn- und Geschäftshaus)                                                    | heute Sparkasse, im Reformstil der Zeit um 1910 errichteter Wohnung- und Geschäftsbau, baugeschichtlich bedeutend | 09216285 |
| Weitere Bilder                          | Mietshaus in geschlossener Bebauung | Rehefelder Straße 1 (Karte)                          | um 1890 (Mietshaus)                                                                  | schlichtes, historisierendes Gebäude aus dem Ende des 19. Jahrhunderts mit zeittypischer Putzfassade, baugeschichtlich bedeutend, schlichtes, historisierendes Gebäude aus dem Ende des 19. Jahrhunderts mit zeittypischer Putzfassade, baugeschichtlich bedeutend | 09216278 |
| Weitere Bilder                          | Mietshaus in geschlossener Bebauung | Rehefelder Straße 3 (Karte)                          | um 1890 (Mietshaus)                                                                  | historisierendes Gebäude aus dem Ende des 19. Jahrhunderts mit zeittypischer Putzfassade, baugeschichtlich bedeutend | 09216277 |
| Weitere Bilder                          | Mietshaus in geschlossener Bebauung | Rehefelder Straße 4 (Karte)                          | um 1890 (Mietshaus)                                                                  | schlichtes, weitgehend authentisch erhaltenes spätgründerzeitliches Mietshaus, baugeschichtlich bedeutend | 09216279 |
| Weitere Bilder                          | Mietshaus in geschlossener Bebauung | Rehefelder Straße 5 (Karte)                          | um 1890 (Mietshaus)                                                                  | mit Laden, weitgehend authentisch erhaltenes spätgründerzeitliches Mietshaus mit zeittypischer Putzfassade, baugeschichtlich bedeutend | 09216275 |
| Weitere Bilder                          | Mietshaus in geschlossener Bebauung | Rehefelder Straße 6 (Karte)                          | um 1890 (Mietshaus)                                                                  | mit Laden, charakteristisches und weitgehend authentisch erhaltenes spätgründerzeitliches Mietshaus, baugeschichtlich bedeutend | 09216276 |
| Weitere Bilder                          | Mietshaus in geschlossener Bebauung | Rehefelder Straße 8 (Karte)                          | um 1900 (Mietshaus)                                                                  | mit Laden (modernisiert), schlichtes, weitgehend authentisch erhaltenes spätgründerzeitliches Mietshaus, baugeschichtlich bedeutend | 09216274 |
| Weitere Bilder                          | Mietshaus in Ecklage und halboffener Bebauung | Rehefelder Straße 10 (Karte)                         | um 1900 (Mietshaus)                                                                  | repräsentatives, historisierendes Gebäude aus dem Ende des 19. Jahrhunderts mit zeittypischer Klinker-Werkstein-Fassade, baugeschichtlich bedeutend | 09216273 |
| Weitere Bilder                          | Mietshaus in geschlossener Bebauung | Rehefelder Straße 12 (Karte)                         | um 1900 (Mietshaus)                                                                  | schlichtes, historisierendes Gebäude aus dem Ende des 19. Jahrhunderts mit zeittypischer Klinker-Werkstein-Fassade, baugeschichtlich bedeutend | 09216272 |
| Weitere Bilder                          | Mietshaus in geschlossener Bebauung | Rehefelder Straße 14 (Karte)                         | um 1900 (Mietshaus)                                                                  | historisierendes Gebäude aus dem Ende des 19. Jahrhunderts mit zeittypischer Klinker-Werkstein-Fassade, baugeschichtlich bedeutend | 09216271 |
| Weitere Bilder                          | Mietshaus in geschlossener Bebauung | Rehefelder Straße 16 (Karte)                         | um 1900 (Mietshaus)                                                                  | weitgehend authentisch erhaltenes spätgründerzeitliches Mietshaus, baugeschichtlich bedeutend | 09216270 |
| Weitere Bilder                          | Mietshaus in halboffener Bebauung und Ecklage | Rehefelder Straße 17 (Karte)                         | um 1900 (Mietshaus)                                                                  | historisierendes Gebäude aus dem Ende des 19. Jahrhunderts mit zeittypischer Putzfassade, baugeschichtlich bedeutend | 09216268 |
| Weitere Bilder                          | Mietshaus in geschlossener Bebauung | Rehefelder Straße 18 (Karte)                         | um 1900 (Mietshaus)                                                                  | historisierendes Gebäude aus dem Ende des 19. Jahrhunderts mit zeittypischer Klinker-Werkstein-Fassade, baugeschichtlich bedeutend | 09216269 |
| Weitere Bilder                          | Mietshaus in Ecklage und geschlossener Bebauung | Rehefelder Straße 19 (Karte)                         | um 1900 (Mietshaus)                                                                  | repräsentativer Wohnbau des Historismus Ende des 19. Jahrhunderts mit charakteristischer Werkstein-Klinker-Fassade, Teil einer geschlossenen Bebauung der späten Gründerzeit, baugeschichtlich und stadtentwicklungsgeschichtlich bedeutend | 09216259 |
| Weitere Bilder                          | Mietshaus in geschlossener Bebauung | Rehefelder Straße 20 (Karte)                         | um 1900 (Mietshaus)                                                                  | historisierendes Gebäude aus dem Ende des 19. Jahrhunderts mit zeittypischer Klinker-Werkstein-Fassade, baugeschichtlich bedeutend | 09216267 |
| Weitere Bilder                          | Mietshaus in Ecklage und geschlossene Bebauung | Rehefelder Straße 21 (Karte)                         | bezeichnet 1903–1904 (Mietshaus)                                                     | mit Laden (modernisiert), markanter Wohnbau von Anfang des 20. Jahrhunderts, charakteristische Klinker-Werkstein-Fassade, Ecke durch aufwendige Jugendstilornamentik betont, baugeschichtlich und in Teilen auch künstlerisch bedeutend | 09213938 |
| Weitere Bilder                          | Mietshaus in geschlossener Bebauung | Rehefelder Straße 22 (Karte)                         | um 1900 (Mietshaus)                                                                  | historisierendes Gebäude aus dem Ende des 19. Jahrhunderts mit zeittypischer Klinker-Werkstein-Fassade, baugeschichtlich bedeutend | 09216266 |
| Weitere Bilder                          | Mietshaus in geschlossener Bebauung | Rehefelder Straße 23 (Karte)                         | 1905–1906 (Mietshaus)                                                                | historisierendes Gebäude aus dem Ende des 19. Jahrhunderts mit zeittypischer Klinker-Werkstein-Fassade, baugeschichtlich bedeutend | 09213939 |
| Weitere Bilder                          | Mietshaus in geschlossener Bebauung | Rehefelder Straße 24 (Karte)                         | um 1900 (Mietshaus)                                                                  | schlichtes, historisierendes Gebäude aus dem Ende des 19. Jahrhunderts mit zeittypischer Klinker-Werkstein-Fassade, baugeschichtlich bedeutend | 09216265 |
| Weitere Bilder                          | Wohnhaus in geschlossener Bebauung | Rehefelder Straße 25 (Karte)                         | 1928 (Mehrfamilienwohnhaus)                                                          | schlichter Putzbau mit Klinkersockel, typischer Wohnbau der 1920er Jahre, baugeschichtlich bedeutend | 09216260 |
| Weitere Bilder                          | Mietshaus in Ecklage und geschlossener Bebauung | Rehefelder Straße 26 (Karte)                         | um 1900 (Mietshaus)                                                                  | mit Laden, repräsentativer Wohnbau des Historismus Ende des 19. Jahrhunderts mit charakteristischer Werkstein-Klinker-Fassade, Teil einer geschlossenen Bebauung der späten Gründerzeit, baugeschichtlich und stadtentwicklungsgeschichtlich bedeutend | 09216264 |
|                                         | Mietshaus in geschlossener Bebauung | Rehefelder Straße 27 (Karte)                         | um 1905 (Mietshaus)                                                                  | schlichter Putzbau im Reformstil der Zeit um 1910, baugeschichtlich bedeutend | 09216261 |
| Weitere Bilder                          | Mietshaus in geschlossener Bebauung | Rehefelder Straße 29 (Karte)                         | um 1900 (Mietshaus)                                                                  | charakteristisches und weitgehend authentisch erhaltenes spätgründerzeitliches Mietshaus, baugeschichtlich bedeutend | 09216262 |
| Weitere Bilder                          | Mietshaus in Ecklage und geschlossener Bebauung | Rehefelder Straße 30 (Karte)                         | bezeichnet 1897 (Mietshaus)                                                          | mit Laden, repräsentativer Wohnbau des Historismus Ende des 19. Jahrhunderts mit charakteristischer Werkstein-Klinker-Fassade, Teil einer geschlossenen Bebauung der späten Gründerzeit, baugeschichtlich und stadtentwicklungsgeschichtlich bedeutend | 09213900 |
| Weitere Bilder                          | Mietshaus in geschlossener Bebauung | Rehefelder Straße 32 (Karte)                         | um 1900 (Mietshaus)                                                                  | weitgehend authentisch erhaltenes spätgründerzeitliches Mietshaus, baugeschichtlich bedeutend | 09213901 |
| Weitere Bilder                          | Mietshaus in geschlossener Bebauung | Rehefelder Straße 33 (Karte)                         | bezeichnet 1897 (Mietshaus)                                                          | historisierendes Gebäude aus dem Ende des 19. Jahrhunderts mit zeittypischer Klinker-Werkstein-Fassade, baugeschichtlich bedeutend | 09216263 |
| Weitere Bilder                          | Mietshaus in geschlossener Bebauung | Rehefelder Straße 34 (Karte)                         | um 1900 (Mietshaus)                                                                  | schlichtes, historisierendes Gebäude aus dem Ende des 19. Jahrhunderts mit zeittypischer Putzfassade, baugeschichtlich bedeutend | 09213902 |
| Weitere Bilder                          | Wohnblock Dresden-Pieschen: Häuserzeile (Einzeldenkmal zu I) | Rehefelder Straße 35; 35b; 35c; 37; 37b; 37c (Karte) | 1927–1928 (Wohnanlage)                                                               | Einzeldenkmal der Sachgesamtheit Wohnblock Dresden-Pieschen: Häuserzeile; über U-förmigem Grundriss, baugeschichtlich, künstlerisch und städtebaulich bedeutend | 09216577 |
| Weitere Bilder                          | Mietshaus in geschlossener Bebauung | Rehefelder Straße 36 (Karte)                         | um 1900 (Mietshaus)                                                                  | repräsentatives, historisierendes Gebäude aus dem Ende des 19. Jahrhunderts mit zeittypischer Klinker-Werkstein-Fassade, baugeschichtlich bedeutend | 09213905 |
| Weitere Bilder                          | Mietshaus in geschlossener Bebauung | Rehefelder Straße 38 (Karte)                         | um 1900 (Mietshaus)                                                                  | schlichtes, historisierendes Gebäude aus dem Ende des 19. Jahrhunderts mit zeittypischer Klinker-Werkstein-Fassade, baugeschichtlich bedeutend | 09213906 |
| Weitere Bilder                          | Sachsenbad: Bibliotheks- und Wohngebäude (Einzeldenkmal zu ID-Nr. 09306145) | Rehefelder Straße 39; 39b (Karte)                    | 1928–1929 (Bibliothek)                                                               | Einzeldenkmal der Sachgesamtheit Sachsenbad; Bibliotheks- und Wohngebäude; bildet mit Sachsenbad ein markantes städtebauliches Ensemble, viergeschossiges Gebäude im Bauhausstil, Sockel durch Pfeilergliederung hervorgehoben, flacher Dachaufbau, baugeschichtlich bedeutend zudem singulär | 09216456 |
| Weitere Bilder                          | Mietshaus in geschlossener Bebauung | Rehefelder Straße 40 (Karte)                         | um 1900 (Mietshaus)                                                                  | historisierendes Gebäude aus dem Ende des 19. Jahrhunderts mit zeittypischer Klinker-Werkstein-Fassade, baugeschichtlich bedeutend | 09213907 |
| Weitere Bilder                          | Wohnhauszeile in offener Bebauung | Rehefelder Straße 49b; 51; 53; 55; 55a (Karte)       | um 1905 (Mehrfamilienwohnhaus)                                                       | qualitätvoller Mietshausbau im Reformstil der Zeit um 1910 mit zeittypischer Putzfassade, baugeschichtlich bedeutend | 09216450 |
| Weitere Bilder                          | Mietshaus in Ecklage und geschlossener Bebauung | Rehefelder Straße 58 (Karte)                         | um 1905 (Mietshaus)                                                                  | mit Laden, zeittypische Putzfassade um 1910 mit Jugendstilelementen, qualitätvoller Mietsbau, baugeschichtlich bedeutend und straßenbildprägend | 09216458 |
| Weitere Bilder                          | Josephskirche | Rehefelder Straße 59 (Karte)                         | 1909–1910 (Kirche), 1909–1910 (Taufe)                                                | Kirche mit Ausstattung, dazu Glockenturm, Kirchhof und Einfriedung; markantes Zeugnis des Kirchenbaus aus dem Anfang des 20. Jahrhunderts und des Reformstils, baugeschichtlich und künstlerisch von Belang, städtebauliche Dominante, zudem eine der wenigen zu DDR-Zeiten umgebauten Kirchen, dabei Neugestaltung des gesamten Innenraums konsequent modern und anspruchsvoll, Altarraum und Sakramentskapelle vom bedeutenden Bildhauer Friedrich Press (1904–1990), Neugestaltung demzufolge mit Seltenheitswert und künstlerisch bedeutend, von Alexander Tandler erbaut, erste überputzte Eisenbetonkirche Dresdens. | 09216445 |
| Weitere Bilder                          | Mietshaus in halboffener Bebauung | Rehefelder Straße 60 (Karte)                         | um 1905 (Mietshaus)                                                                  | im Reformstil der Zeit um 1910 mit zeittypische Putzfassade, baugeschichtlich bedeutend | 09216457 |
| Weitere Bilder                          | Pfarrhaus mit Einfriedung | Rehefelder Straße 61 (Karte)                         | um 1925 (Pfarrhaus)                                                                  | traditionalistisch gestalteter Rechteckbau mit Walmdach, Dachausbauten, belebt durch Klappläden und Relief über dem Eingang, baugeschichtlich und ortsgeschichtlich bedeutend | 09216446 |
| Weitere Bilder                          | Mietshaus in halboffener Bebauung | Rehefelder Straße 64 (Karte)                         | 1913 (Mietshaus)                                                                     | mit zeittypischer Putzfassade eines Gebäudes im Reformstil, 1913 erbaut, baugeschichtlich bedeutend | 09216455 |
| Weitere Bilder                          | Mietshaus in geschlossener Bebauung | Rehefelder Straße 74 (Karte)                         | um 1900 (Mietshaus)                                                                  | historisierendes Gebäude aus dem Ende des 19. Jahrhunderts mit zeittypischer Klinker-Fassade, baugeschichtlich bedeutend | 09216454 |
| Weitere Bilder                          | Mietshaus in Ecklage und geschlossener Bebauung | Rehefelder Straße 76 (Karte)                         | um 1900 (Mietshaus)                                                                  | schlichtes, historisierendes Gebäude aus dem Ende des 19. Jahrhunderts mit zeittypischer Putzfassade, baugeschichtlich bedeutend | 09216453 |
| Weitere Bilder                          | Mietshaus in geschlossener Bebauung | Rehefelder Straße 80 (Karte)                         | bezeichnet 1909 (Mietshaus)                                                          | im Reformstil der Zeit um 1910 mit zeittypischer Putzfassade, baugeschichtlich bedeutend | 09216451 |
| Weitere Bilder                          | Mietshaus in geschlossener Bebauung | Rehefelder Straße 86 (Karte)                         | nach 1900 (Mietshaus)                                                                | schlichter, zeittypischer Putzbau der Zeit um 1910, baugeschichtlich bedeutend | 09216448 |
| Weitere Bilder                          | Mietshaus in geschlossener Bebauung | Rehefelder Straße 90 (Karte)                         | um 1900 (Mietshaus)                                                                  | historisierendes Gebäude aus dem Ende des 19. Jahrhunderts mit zeittypischer Klinker-Werkstein-Fassade, baugeschichtlich bedeutend | 09216447 |
| Weitere Bilder                          | Eschebachsche Werke (ehem.) | Riesaer Straße 7 (Karte)                             | bezeichnet 1900 (Möbelfabrik)                                                        | Vierflügelanlage mit Hoftrakt und frei stehendem Bau an der Barbarastraße; Anlage zumeist dreigeschossig einschl. Halbgeschoß, an den Ecken und im mittleren Teil der Straßenfronten Risalite, zur Barbarastraße aufwendige, übergiebelte Portalanlage (bezeichnet 1900), Fassaden mit Klinkergerüst vor glatten Putzflächen, charakteristische Industriearchitektur der Jahrhundertwende, dabei eines der eindrucksvollsten Ensembles dieser Art in Dresden und wohl auch ganz Sachsen, vor allem baugeschichtlich und städtebaulich bedeutend, ehem. Eschebachsche Werke, Metallwaren- und Möbelfabrik von Carl Eschebach (1842–1905), Vierflügelanlage mit Klinkern mit Heiz- und Maschinenhaus im Hof. | 09213843 |
|                                         | Wohnhaus in Ecklage und offener Bebauung | Riesaer Straße 12 (Karte)                            | 3. Viertel 19. Jh. (Wohnhaus)                                                        | historistischer Bau aus dem dritten Viertel des 19. Jahrhunderts, baugeschichtliche und stadtentwicklungsgeschichtliche Bedeutung. Das historistische Gebäude entstand im dritten Viertel des 19. Jahrhunderts und ist durch einen breiten, leicht vorkragenden und drei Fensterachsen übergreifenden Mittelrisalit mit Dreiecksgiebel betont. Es besitzt zwei Geschosse, das Dach ist als Mansarddach ausgebaut. Typisch historistisch ist die durch verschieden geformte Fenster und die Simse gestaltete Fassade. Das Gebäude spielt eine wichtige Rolle für das gewachsene Erscheinungsbild der Straße, es ist von bauhistorischer und stadtentwicklungsgeschichtlicher Bedeutung. | 09218782 |
|                                         | Wohnhaus in offener Bebauung mit Teilen der Einfriedung | Riesaer Straße 14 (Karte)                            | 3. V. 19. Jh. (Wohnhaus)                                                             | ursprünglich wohl Seiten- oder Hintergebäude zur Riesaer Straße 12 (ehem. Weinböhlaer Straße 1), historistischer Bau, bauhistorische und stadtentwicklungsgeschichtliche Bedeutung. Die Riesaer Straße wurde Ende des 19. Jahrhunderts parallel zum Bahndamm angelegt und führt an zahlreichen Industriebetrieben vorbei. Das schlichte historistische Gebäude entstand im dritten Viertel des 19. Jahrhunderts und war ursprünglich wohl ein Seiten- oder Hintergebäude zur Weinböhlaer Straße 1. Es besitzt zwei Geschosse, das Dach ist als Mansarddach ausgebaut. Typisch historistisch ist die durch Fenster und die Simse gestaltete Fassade. Das Gebäude spielt eine wichtige Rolle für das gewachsene Erscheinungsbild der Straße, es ist von bauhistorischer und stadtentwicklungsgeschichtlicher Bedeutung. | 09216342 |
|                                         | Doppelmietshaus mit seitlichen Toreinfahrten, in offener Bebauung | Riesaer Straße 16; 18 (Karte)                        | bezeichnet 1903 (Doppelmietshaus)                                                    | repräsentativer, straßenbildprägender Bau mit Putzfassade, von 1903 in zeittypischer Material- und Formenvielfalt, bauhistorische und stadtentwicklungsgeschichtliche Bedeutung. Die Riesaer Straße wurde Ende des 19. Jahrhunderts parallel zum Bahndamm angelegt und führt an zahlreichen Industriebetrieben vorbei. Dreigeschossige Mietvilla mit Ladeneinbauten im Erdgeschoss, um 1900 errichtet. Zeittypisches malerisches Erscheinungsbild durch unregelmäßige Aufrissgestaltung sowie Material- und Formenvielfalt in der Fassadenausbildung: bossierter Sandsteinsockel, weitere Geschosse verputzt, Fenster mit Sandsteinrahmungen, im Obergeschoss Zierfachwerk, akzentuierend eingesetzt, auskragende Balkone, verschieden gestaltete Dachgaupen und Ecktürmchen, Schmuckelemente auf Sandsteinplatten in die Fassade eingearbeitet. Die authentisch erhaltene Mietvilla ist Teil des neuerbauten Pieschen um 1900. Sie verweist damit auf diesen wichtigen Abschnitt der Ortsgeschichte. Hieraus ergibt sich ihre ortsentwicklungsgeschichtliche Bedeutung. Überdies dokumentiert sie Qualität und Anspruch im Mietshausbau der Zeit um 1900, wodurch sie baugeschichtliche Bedeutung erlangt. Im Zusammenspiel mit den benachbarten Villengebäude entfaltet sie ortsbildprägende Bedeutung.                                                                          | 09216343 |
|                                         | Doppelmietshaus mit seitlichen Toreinfahrten, in offener Bebauung | Riesaer Straße 20; 22 (Karte)                        | nach 1900 (Doppelmietshaus)                                                          | historisierender Putzbau nach 1900, neubarocke Formensprache der Fassade und Jugendstilelemente, bauhistorische und stadtentwicklungsgeschichtliche Bedeutung. Die Riesaer Straße wurde Ende des 19. Jahrhunderts parallel zum Bahndamm angelegt und führt an zahlreichen Industriebetrieben vorbei. Dreigeschossige Mietvilla nach 1900 errichtet. Zeittypisches Erscheinungsbild durch Formenvielfalt in der Fassadenausbildung: teilweise bossierter Sandsteinsockel, Eckquaderung, Geschosse verputzt, Fenster mit Sandsteinrahmungen, auskragende Balkone, zwei Risalite mit geschweiften Gielbeln in neubarocker Formensprache, Schmucktafeln mit Tendenz zum Jugendstil. Die authentisch erhaltene Mietvilla ist Teil des neuerbauten Pieschen. Sie verweist damit auf diesen wichtigen Abschnitt der Ortsgeschichte. Hieraus ergibt sich ihre ortsentwicklungsgeschichtliche Bedeutung. Überdies dokumentiert sie Qualität und Anspruch im Mietshausbau der Zeit um 1900, wodurch sie baugeschichtliche Bedeutung erlangt. Im Zusammenspiel mit den benachbarten Villengebäude entfaltet sie ortsbildprägende Bedeutung. | 09216344 |
|                                         | Gebäudegruppe (Zeithainer Straße 1–11 und Riesaer Straße 26–30), Innenhofgestaltung und Einfriedung, Teil einer Wohnanlage des Kleinwohnungsbauverein Dresden                                                                          | Riesaer Straße 26; 28; 30 (Karte)                    | 1913 (Mehrfamilienwohnhaus)                                                          | Komplex an der Ecke Riesaer/Zeithainer Straße, östlich der Zeithainer Straße drei gestaffelte Baukörper, an der Coswiger Straße ein Gebäude in Ecklage, westlich der Zeithainer Straße Baugruppe um einen zur Riesaer Straße offenen Innenhof, aus zwei Flügeln bestehend, welche durch ein mehrgeschossiges Torhaus zusammengehalten werden, die Zugänge teilweise von Einfriedungsmauern aus Klinker flankiert, siehe auch Coswiger Str. 8 und Zeithainer Straße 2- 12, um 1913 entstanden, von Reformarchitektur geprägt, bauhistorische und stadtentwicklungsgeschichtliche Bedeutung. Die Riesaer Straße wurde Ende des 19. Jahrhunderts parallel zum Bahndamm angelegt und führt an zahlreichen Industriebetrieben vorbei. | 09216347 |
| Weitere Bilder                          | Göhle-Werk; Grafischer Großbetrieb Völkerfreundschaft (ehem.) | Riesaer Straße 32 (Karte)                            | 1938–1940 (Fabrikanlagenteil), um 1915 (Fabrikanlagenteil), 1942 (Gefolgschaftshaus) | Zwei Produktionsgebäude mit jeweils zwei rückwärtigen sogenannten Schutztreppenhäusern, Gemeinschaftshaus/Gefolgschaftshaus, Pförtnerhaus und Freiflächengestaltung einschließlich Einfriedungsmauer; Produktionsgebäude an der Heidestraße (1938–1940) - lang gestreckter Bau mit streng vertikaler Gliederung durch Halbsäulen, dazwischen eingespannte Brüstungsfelder, funktional angelegter Bau mit gestalterischem Anspruch (Großenhainer Straße 101), turmartige Schutztreppenhäusern nach Georg Rüth mit dicken massiven Wänden und Granatabweisern (Großenhainer Straße 101 und Riesaer Straße 32), rückwärtiges Produktionsgebäude mit Schmalseite zur Riesaer Straße, hier gestalterisch hervorgehobenes Portal, wohl der einstige Hauptzugang, im Kern um 1915, ursprünglich Clemens Müller AG, Hersteller von Näh- und Schreibmaschinen, innen bemerkenswerte Betonskelettkonstruktion, Fassaden später vereinfacht (Riesaer Straße 32), Gefolgschaftshaus mit Freiflächengestaltung (1942–1944), Heidestraße/Riesaer Straße, schlichter und zugleich repräsentativer Bau, seltenes Beispiel eines erhaltenen Gefolgschafthauses (Heidestraße 2), Anlage baugeschichtlich, industriegeschichtlich und stadtentwicklungsgeschichtlich sowie künstlerisch bedeutend. | 09218219 |
| Direkt Bild zu diesem Denkmal hochladen | Wohnhauszeile (Riesaer Straße 40/42 und Trachenberger Straße 1) mit Einfriedung, in offener Bebauung und Ecklage | Riesaer Straße 40; 42 (Karte)                        | 1913, nach Adressbuch (Mehrfamilienwohnhaus)                                         | charakteristischer Wohnbau der Reformarchitektur, Teil eines markanten Quartiers, bauhistorische und stadtentwicklungsgeschichtliche Bedeutung. Die Riesaer Straße wurde Ende des 19. Jahrhunderts parallel zum Bahndamm angelegt und führt an zahlreichen Industriebetrieben vorbei. Bei dem um 1905 errichteten Wohnhaus handelt es sich um ein schönes Beispiel Reformarchitektur mit Jugendstilelementen. Das dreigeschossige und einfach verputzte Eckgebäude besitzt ein ausgebautes Dachgeschoss. Die Ecke ist rund gestaltet demgegenüber die Fenster aber eckig, an den Hausseiten gestalten Risalite, zurückgesetzte Veranden und vorkragende Balkone die Fassade. Das weitgehend authentisch erhaltene Gebäude verweist auf die bauliche Entwicklung Pieschens nach 1900, hierdurch erlangt es seinen denkmalrelevanten Aussagewert. Es ist von historischem, stadtentwicklungsgeschichtlichem und bauhistorischem Wert. | 09216443 |
| Direkt Bild zu diesem Denkmal hochladen | Mietshaus mit Einfriedung, in offener Bebauung | Riesaer Straße 44 (Karte)                            | bezeichnet 1899 und bezeichnet 1900 (Mietshaus)                                      | charakteristischer, historisierender Wohnbau, 1899/1900 bezeichnet, Teil eines vollständig erhaltenen Straßenzuges seiner Zeit, baugeschichtlich und stadtentwicklungsgeschichtlich bedeutend. Die Riesaer Straße wurde Ende des 19. Jahrhunderts parallel zum Bahndamm angelegt und führt an zahlreichen Industriebetrieben vorbei. Bei dem in den Jahren 1899/1900 (bezeichnet) entstandenen Doppelmietshaus handelt es sich um einen dreigeschossigen, einfach verputzten Bau mit einem Mansarddach. Die beiden äußeren Achsen kragen risalitartig vor und sind von Giebeln betont. Typisch historistische Elemente, wie die sandsteinernen Simse, die verschiedenen Fensterverdachungen sowie die Balkone strukturieren und schmücken die Fassade in neubarocker Anmutung. Das weitgehend authentisch erhaltene Gebäude verweist auf die bauliche Entwicklung Pieschens um 1900, es besitzt stadtentwicklungsgeschichtlichen Wert. Darüber hinaus ist es als typisches Beispiel historistischer Bauweise von bauhistorischer Bedeutung. | 09216442 |
| Direkt Bild zu diesem Denkmal hochladen | Doppelmietshaus mit Einfriedung, in offener Bebauung | Riesaer Straße 46; 48 (Karte)                        | um 1900 (Doppelmietshaus)                                                            | charakteristischer, historisierender Wohnbau um 1900, Teil eines vollständig erhaltenen Straßenzuges seiner Zeit, baugeschichtlich und stadtentwicklungsgeschichtlich bedeutend. Die Riesaer Straße wurde Ende des 19. Jahrhunderts parallel zum Bahndamm angelegt und führt an zahlreichen Industriebetrieben vorbei. Bei dem um 1900 entstandenen Doppelmietshaus handelt es sich um einen dreigeschossigen, einfach verputzten Bau mit einem Mansarddach. Die beiden äußeren Achsen kragen risalitartig vor und sind von gekuppelten Fenstern im Dachgeschoss ausgezeichnet. Typisch historistische Elemente, wie die verschieden angeordneten und gestalteten Fenster, die sandsteinernen Simse oder die verschiedenen Fensterverdachungen strukturieren die Fassade. Das weitgehend authentisch erhaltene Gebäude verweist auf die bauliche Entwicklung Pieschens um 1900, es besitzt stadtentwicklungsgeschichtlichen Wert. Darüber hinaus ist es als typisches Beispiel historistischer Bauweise von bauhistorischer Bedeutung. | 09216441 |
| Direkt Bild zu diesem Denkmal hochladen | Doppelmietshaus mit Einfriedung, in offener Bebauung | Riesaer Straße 54; 56 (Karte)                        | um 1900 (Doppelmietshaus)                                                            | charakteristischer, historisierender Wohnbau um 1900, Fassadendekoration zum Teil recht aufwendig, Teil eines vollständig erhaltenen Straßenzuges seiner Zeit, baugeschichtlich und stadtentwicklungsgeschichtlich bedeutend. Die Riesaer Straße wurde Ende des 19. Jahrhunderts parallel zum Bahndamm angelegt und führt an zahlreichen Industriebetrieben vorbei. Bei dem um 1900 entstandenen Doppelmietshaus handelt es sich um einen dreigeschossigen, einfach verputzten Bau mit einem Mansarddach. Die beiden äußeren Achsen kragen risalitartig vor und sind von Giebeln betont. Typisch historistische Elemente, wie die sandsteinernen Simse oder die Balkone strukturieren und schmücken die Fassade. Das weitgehend authentisch erhaltene Gebäude verweist auf die bauliche Entwicklung Pieschens um 1900, es besitzt stadtentwicklungsgeschichtlichen Wert. Darüber hinaus ist es als typisches Beispiel historistischer Bauweise von bauhistorischer Bedeutung. | 09216440 |
| Direkt Bild zu diesem Denkmal hochladen | Mietshaus mit Einfriedung, in Ecklage und offener Bebauung | Riesaer Straße 58 (Karte)                            | um 1900 (Mietshaus)                                                                  | charakteristischer Wohnbau um 1900 mit historisierender, verschiedenfarbiger Klinkerfassade, Fassadendekoration zum Teil recht aufwendig, belebt durch zwei Stufengiebel, Teil eines vollständig erhaltenen Straßenzuges seiner Zeit, baugeschichtlich und stadtentwicklungsgeschichtlich bedeutend, wohl auch künstlerisch von Belang. Die Riesaer Straße wurde Ende des 19. Jahrhunderts parallel zum Bahndamm angelegt und führt an zahlreichen Industriebetrieben vorbei. Bei dem um 1900 entstandenen Mietshaus handelt es sich um einen dreigeschossigen Backsteinbau über einem verputzten Sockelgeschoss mit Mansarddach. Die Hausecke kragt risalitartig vor und ist von Stufengiebeln betont. Typisch historistische Elemente wie die sandsteinernen Simse, die farbig abgesetzten Backsteinbänder oder die aufgeputzte Eckquaderung im Erdgeschoss, strukturieren und schmücken die Fassade. Das weitgehend authentisch erhaltene Gebäude verweist auf die bauliche Entwicklung Pieschens um 1900, es besitzt stadtentwicklungsgeschichtlichen Wert. Darüber hinaus ist es als typisches Beispiel historistischer Bauweise von bauhistorischer Bedeutung. | 09216439 |
|                                         | Eckbebauung (Hubertusstraße 12a und Riesaer Straße 66/68) einer Wohnanlage, mit Freiflächengestaltung aus Rasen und niedrigen Mauern                                                                                                   | Riesaer Straße 66; 68 (Karte)                        | 1930–1931 (Mehrfamilienwohnhaus)                                                     | Teil einer Wohnanlage der Baugenossenschaft Volksheim Dresden e.G.m.b.H., Bauten mit expressionistischen Elementen bereichert, von Martin Mitscherlich entworfen, exemplarische Zeugnisse des Kleinwohnungs- und Siedlungsbaus um 1930, siehe auch Großenhainer Straße 169 und Hubertusstraße 12–28d, bauhistorische und stadtentwicklungsgeschichtliche Bedeutung. | 09216542 |
|                                         | Wohnhaus in offener Bebauung | Robert-Matzke-Straße 4 (Karte)                       | um 1865 (Wohnhaus)                                                                   | schlichter und weitgehend authentisch erhaltener historistischer Wohnhausbau, baugeschichtlich bedeutend | 09218223 |
| Weitere Bilder                          | Doppelmietshaus | Robert-Matzke-Straße 10; 12 (Karte)                  | um 1900 (Doppelmietshaus)                                                            | markante Dachaufbauten, Erker, Balkone und Laden, charakteristisches und weitgehend authentisch erhaltenes spätgründerzeitliches Mietshaus, baugeschichtlich bedeutend | 09216491 |
| Weitere Bilder                          | 27. Bezirksschule; 27. Volksschule; 27. POS »Robert Matzke«; 27. Mittelschule; Gemeinschaftsschule Pieschen | Robert-Matzke-Straße 14 (Karte)                      | 1890, Eröffnung (Schule)                                                             | Schulgebäude und Turnhalle, einschließlich Einfriedung; über U-förmigem Grundriss, Schaufassade dreigeschossig mit übergiebelten Treppenhäusern, Teil dazwischen zum Teil mit Pilastergliederung, ortsgeschichtlich und baugeschichtlich bedeutend | 09216492 |
| Weitere Bilder                          | Mietshaus in halboffener Bebauung | Robert-Matzke-Straße 15 (Karte)                      | um 1900 (Mietshaus)                                                                  | charakteristisches und weitgehend authentisch erhaltenes spätgründerzeitliches Mietshaus, baugeschichtlich bedeutend | 09216493 |
| Weitere Bilder                          | Doppelwohnhaus in offener Bebauung | Robert-Matzke-Straße 19; 21 (Karte)                  | um 1935 (Doppelwohnhaus)                                                             | schlichter Putzbau, typischer 1920er Jahre Wohnhausbau, baugeschichtlich bedeutend | 09216494 |
|                                         | Wohnblock Dresden-Pieschen: Häuserzeile (Einzeldenkmal zu ID-Nr. 09216575) | Robert-Matzke-Straße 22; 24 (Karte)                  | 1927–1928 (Wohnanlage)                                                               | Einzeldenkmal der Sachgesamtheit Wohnblock Dresden-Pieschen: Häuserzeile; über U-förmigem Grundriss, baugeschichtlich, künstlerisch und städtebaulich bedeutend | 09216577 |
| Weitere Bilder                          | Wohnanlage | Robert-Matzke-Straße 23; 25 (Karte)                  | um 1925 (Wohnhaus)                                                                   | schlichte Putzbauten mit Elementen der Reformbaukunst und Moderne, baugeschichtlich bedeutend | 09216235 |
|                                         | Wohnhaus mit Einfriedung in offener Bebauung | Robert-Matzke-Straße 32 (Karte)                      | 3. Viertel 19. Jh. (Wohnhaus)                                                        | charakteristischer schlichter Bau aus dem 3. Viertel des 19. Jahrhunderts, zudem Teil des im Innern noch erhaltenen Dorfkerns von Pieschen, dessen allmähliche Verstädterung an den Rändern mit Gebäuden wie der Robert-Matzke-Straße 32 begann, Anwesen baugeschichtlich und stadtentwicklungsgeschichtlich bedeutend | 09216234 |
| Weitere Bilder                          | Wohnstallhaus, Keller und Toranlage eines Bauernhofes | Robert-Matzke-Straße 34 (Karte)                      | bezeichnet 1738 (Bauernhaus)                                                         | Wohnhaus mit Fachwerk im Obergeschoss und Oberlaube, als besonders Zeugnis ländlicher Architektur und Volksbauweise seiner Zeit baugeschichtlich und hausgeschichtlich bedeutend zudem von Seltenheitswert | 09216232 |
| Weitere Bilder                          | Mietshaus in halboffener Bebauung | Robert-Matzke-Straße 36 (Karte)                      | um 1905 (Mietshaus)                                                                  | im Reformstil der Zeit um 1910, Putzfassade mit Fachwerkgiebel, baugeschichtlich bedeutend | 09216231 |
| Weitere Bilder                          | Mietshaus in Ecklage und geschlossener Bebauung | Robert-Matzke-Straße 38 (Karte)                      | nach 1900 (Mietshaus)                                                                | einst mit Gaststätte im Erdgeschoss, charakteristischer historisierender Wohnbau um 1900, Klinker-Werkstein-Front, markante Fassadendekoration, im Flur Stuckdekor, Teil eines bemerkenswert geschlossenen Straßenzuges seiner Zeit, baugeschichtlich und stadtentwicklungsgeschichtlich bedeutend | 09216230 |
| Weitere Bilder                          | Mietshaus in Ecklage und geschlossener Bebauung | Robert-Matzke-Straße 39 (Karte)                      | um 1900 (Mietshaus)                                                                  | charakteristischer historisierender Wohnbau um 1900, Klinker-Werkstein-Front, straßenbildprägend und baugeschichtlich bedeutend | 09216217 |
| Weitere Bilder                          | Doppelmietshaus in geschlossener Bebauung | Robert-Matzke-Straße 40; 42 (Karte)                  | 1897 (Doppelmietshaus)                                                               | charakteristischer historisierender Wohnbau um 1900, Klinker-Werkstein-Front, originale Flurausstattung in Nummer 42 mit Ausmalung (als Dekorationsmalerei), Teil eines bemerkenswert geschlossenen Straßenzuges seiner Zeit, baugeschichtlich und stadtentwicklungsgeschichtlich bedeutend | 09216229 |
| Weitere Bilder                          | Mietshaus in geschlossener Bebauung | Robert-Matzke-Straße 41 (Karte)                      | um 1900 (Mietshaus)                                                                  | charakteristischer historisierender Wohnbau um 1900, Fassadendekoration zum Teil recht aufwendig, im Flur Stuckdekor, Teil eines bemerkenswert geschlossenen Straßenzuges seiner Zeit, baugeschichtlich und stadtentwicklungsgeschichtlich bedeutend | 09216218 |
| Weitere Bilder                          | Doppelmietshaus in geschlossener Bebauung | Robert-Matzke-Straße 43; 45 (Karte)                  | um 1900 (Doppelmietshaus)                                                            | charakteristischer historisierender Wohnbau um 1900, Klinker-Werkstein-Front, Fassadendekoration zum Teil recht aufwendig, Teil eines bemerkenswert geschlossenen Straßenzuges seiner Zeit, baugeschichtlich und stadtentwicklungsgeschichtlich bedeutend | 09216219 |
| Weitere Bilder                          | Mietshaus in geschlossener Bebauung | Robert-Matzke-Straße 44 (Karte)                      | um 1900 (Mietshaus)                                                                  | charakteristischer historisierender Wohnbau um 1900, Klinker-Werkstein-Front, im Flur Stuckdekor, Teil eines bemerkenswert geschlossenen Straßenzuges seiner Zeit, baugeschichtlich und stadtentwicklungsgeschichtlich bedeutend | 09216228 |
| Weitere Bilder                          | Doppelmietshaus in geschlossener Bebauung | Robert-Matzke-Straße 46; 48 (Karte)                  | um 1900 (Mietshaus)                                                                  | charakteristischer historisierender Wohnbau um 1900, Klinker-Werkstein-Front, markante Fassadendekoration, Teil eines bemerkenswert geschlossenen Straßenzuges seiner Zeit, baugeschichtlich und stadtentwicklungsgeschichtlich bedeutend | 09216227 |
| Weitere Bilder                          | Mietshaus in geschlossener Bebauung | Robert-Matzke-Straße 47 (Karte)                      | um 1900 (Mietshaus)                                                                  | charakteristischer historisierender Wohnbau um 1900, Klinker-Werkstein-Front, Fassadendekoration zum Teil recht aufwendig, Betonung der Mitte, Teil eines bemerkenswert geschlossenen Straßenzuges seiner Zeit, baugeschichtlich und stadtentwicklungsgeschichtlich bedeutend | 09216220 |
| Weitere Bilder                          | Mietshaus in geschlossener Bebauung | Robert-Matzke-Straße 49 (Karte)                      | um 1900 (Mietshaus)                                                                  | charakteristischer historisierender Wohnbau um 1900, Klinker-Werkstein-Front, Fassadendekoration zum Teil recht aufwendig, Betonung der Mitte, Teil eines bemerkenswert geschlossenen Straßenzuges seiner Zeit, baugeschichtlich und stadtentwicklungsgeschichtlich bedeutend | 09216221 |
| Weitere Bilder                          | Mietshaus in geschlossener Bebauung | Robert-Matzke-Straße 50 (Karte)                      | um 1900 (Mietshaus)                                                                  | mit Läden (z. T. modernisiert), charakteristischer historisierender Wohnbau um 1900, Klinker-Werkstein-Front, Gliederung vor allem durch zwei seitliche Vorlagen mit Balkonen, markante Fassadendekoration, Teil eines bemerkenswert geschlossenen Straßenzuges seiner Zeit, baugeschichtlich und stadtentwicklungsgeschichtlich bedeutend | 09216226 |
| Weitere Bilder                          | Doppelwohnhaus in geschlossener Bebauung mit rückwärtigen Anbauten | Robert-Matzke-Straße 51; 53 (Karte)                  | um 1925 (Doppelwohnhaus)                                                             | sehr qualitätvolles Beispiel des Backstein-Expressionismus der 1920er Jahre, Vorder- und Rückseite gestalterisch gleichwertig und bemerkenswert, desgleichen Details wie Türen und Treppenhausgeländer, baugeschichtlich und stadtentwicklungsgeschichtlich sowie künstlerisch bedeutend, in seiner Form singulär | 09216222 |
| Weitere Bilder                          | Mietshaus in geschlossener Bebauung | Robert-Matzke-Straße 52 (Karte)                      | um 1900 (Mietshaus)                                                                  | mit Läden, charakteristischer historisierender Wohnbau um 1900, Klinker-Werkstein-Front, Gliederung vor allem durch zwei seitliche Vorlagen mit Balkonen, markante Fassadendekoration, Teil eines bemerkenswert geschlossenen Straßenzuges seiner Zeit, baugeschichtlich und stadtentwicklungsgeschichtlich bedeutend | 09216225 |
| Weitere Bilder                          | Mietshaus in geschlossener Bebauung | Robert-Matzke-Straße 54 (Karte)                      | um 1900 (Mietshaus)                                                                  | charakteristischer historisierender Wohnbau um 1900, Klinker-Werkstein-Front, markante Fassadendekoration, Teil eines bemerkenswert geschlossenen Straßenzuges seiner Zeit, baugeschichtlich und stadtentwicklungsgeschichtlich bedeutend | 09216224 |
| Weitere Bilder                          | Mietshaus in geschlossener Bebauung | Robert-Matzke-Straße 55 (Karte)                      | um 1900 (Mietshaus)                                                                  | charakteristischer historisierender Wohnbau um 1900, Klinker-Werkstein-Front, Fassadendekoration zum Teil recht aufwendig, Betonung der Mitte, Teil eines bemerkenswert geschlossenen Straßenzuges seiner Zeit, baugeschichtlich und stadtentwicklungsgeschichtlich bedeutend | 09216223 |
| Weitere Bilder                          | Mietshaus in Ecklage und geschlossener Bebauung | Robert-Matzke-Straße 56 (Karte)                      | bezeichnet 1899 (Mietshaus)                                                          | mit Laden und Café im Erdgeschoss, repräsentativer historisierender Wohnbau um 1900, Klinker-Werkstein-Front, Belebung durch Eckturm und Giebel, Eingangsbereich hervorgehoben, markante, aufwendige Fassadendekoration, im Flur Stuckdekor und Ausmalung (als Dekorationsmalerei), Teil eines bemerkenswert geschlossenen Straßenzuges seiner Zeit, baugeschichtlich, stadtentwicklungsgeschichtlich bedeutend und künstlerisch von Belang | 09213989 |
|                                         | Doppelmietshaus in Ecklage und offener Bebauung | Rückertstraße 11; 13 (Karte)                         | um 1900 (Doppelmietshaus)                                                            | historisierender Wohnbau des ausgehenden 19. Jahrhunderts, Teil eines markanten Quartiers, baugeschichtlich und stadtentwicklungsgeschichtlich bedeutend | 09216516 |
|                                         | Mietshaus in Ecklage und offener Bebauung | Rückertstraße 12 (Karte)                             | um 1910 (Mietshaus)                                                                  | mit Laden, einfacher, aber charakteristischer Wohnbau der Reformarchitektur nach 1900, Teil eines markanten Quartiers, baugeschichtlich und stadtentwicklungsgeschichtlich bedeutend. Bei dem um 1910 entstandenen Mietshaus handelt es sich um einen dreigeschossigen, einfach verputzten Eckbau mit einem Mansarddach. Zur besseren städtebaulichen Einordnung ist die Ecke abgeflacht, die beiden jeweils nebenliegenden Fensterachsen werden von Zwerchhäusern mit Dreiecksgiebeln betont. Die Fassade ist von geputzten Strukturen und floralen Motiven in Putz strukturiert und geschmückt. Das weitgehend authentisch erhaltene Gebäude verweist auf die bauliche Entwicklung Pieschens nach 1900, es besitzt stadtentwicklungsgeschichtlichen Wert. Darüber hinaus ist es als typisches Beispiel historistischer Bauweise von bauhistorischer Bedeutung. | 09216514 |
|                                         | Doppelmietshaus in Ecklage und offene Bebauung | Rückertstraße 14; 16 (Karte)                         | um 1905 (Doppelmietshaus)                                                            | charakteristischer Bau der Architektur um 1900, auffällig die hohen Schweifgiebel, zudem Teil eines markanten Quartiers, baugeschichtlich und stadtentwicklungsgeschichtlich bedeutend. Bei dem um 1900 entstandenen Mietshaus handelt es sich um einen dreigeschossigen, einfach verputzten Bau mit einem Mansarddach. Die den eigentlichen Eckbau flankierenden leicht vorspringenden Seitenachsen sind mit auffällig geschweiften Giebeln bekrönt. Typisch historistische Elemente wie die sandsteinernen Simse, die verschiedene Gestalt der Fenster, die verschiedenen Fensterverdachungen oder die schmiedeeisernen Balkone an der Ecke strukturieren und schmücken die Fassade in neubarocken Formen. Das weitgehend authentisch erhaltene Gebäude verweist auf die bauliche Entwicklung Pieschens um 1900, es besitzt stadtentwicklungsgeschichtlichen Wert. Darüber hinaus ist es als typisches Beispiel historistischer Bauweise von bauhistorischer Bedeutung, die verschiedenen Fensterverdachungen strukturieren und schmücken die Fassade. | 09216515 |
|                                         | Doppelmietshaus in offener Bebauung | Rückertstraße 15; 17 (Karte)                         | um 1900 (Doppelmietshaus)                                                            | historisierender Wohnbau des ausgehenden 19. Jahrhunderts, Teil eines markanten Quartiers, baugeschichtlich und stadtentwicklungsgeschichtlich bedeutend | 09216517 |
|                                         | Doppelmietshaus mit seitlichen Toreinfahrten, in offener Bebauung | Rückertstraße 18; 20 (Karte)                         | um 1910 (Doppelmietshaus)                                                            | charakteristischer Bau der Reformarchitektur nach 1900 mit ausgewogener Kubatur und wenigem akzentuierendem Fassadenschmuck, Teil eine markanten Quartiers, baugeschichtlich und stadtentwicklungsgeschichtlich bedeutend. Bei dem um 1910 entstandenen Mietshaus handelt es sich um einen dreigeschossigen, einfach verputzten Eckbau mit einem Mansarddach. Besonders auffällig sind die beiden den Bau dominierenden großen Zwerchhäuser. Die Fassade ist von aufgeputzten, teilweise auch dekorierten Flächen strukturiert und geschmückt. Das weitgehend authentisch erhaltene Gebäude verweist auf die bauliche Entwicklung Pieschens nach 1900, es besitzt stadtentwicklungsgeschichtlichen Wert. Darüber hinaus ist es als typisches Beispiel historistischer Bauweise von bauhistorischer Bedeutung. | 09216518 |
|                                         | Doppelmietshaus in offener Bebauung | Rückertstraße 19; 21 (Karte)                         | um 1900 (Doppelmietshaus)                                                            | historisierender Putzbau um 1900, Teil eines markanten Quartiers, stadtentwicklungsgeschichtlich bedeutend. Bei dem um 1900 entstandenen Mietshaus handelt es sich um einen dreigeschossigen, einfach verputzten Bau mit einem Mansarddach. Die Fassade wird von zwei leicht vorspringenden gekuppelten Achsen strukturiert, sie sind mit Zwerchhäusern versehen. Typisch historistische Elemente wie die sandsteinernen Simse oder die verschiedenen Fensterverdachungen schmücken die Fassade in neubarocken Formen. Das weitgehend authentisch erhaltene Gebäude verweist auf die bauliche Entwicklung Pieschens um 1900, es besitzt stadtentwicklungsgeschichtlichen Wert. Darüber hinaus ist es als typisches Beispiel historistischer Bauweise von bauhistorischer Bedeutung, die verschiedenen Fensterverdachungen strukturieren und schmücken die Fassade. | 09216519 |
|                                         | Einzeldenkmal der Sachgesamtheit Palmié-Häuser: Häuserzeile einer Wohnanlage des Dresdner Spar- und Bauvereins (Einzeldenkmal zu ID-Nr. 09306409, Hans-Sachs-Straße 33/35)                                                             | Rückertstraße 22; 24; 26; 28; 30 (Karte)             | 1912–1913, nach Adressbuch (Mehrfamilienwohnhaus)                                    | Einzeldenkmal der Sachgesamtheit Palmié-Häuser: Häuserzeile einer Wohnanlage des Dresdner Spar- und Bauvereins; kleine und moderne Siedlung von Heinrich Koch, an sozial- und lebensreformerische Grundsätze anknüpfend mit Gemeinschaftsräumen, Waschhaustrakt (abgebrochen) und Grün- und Spielflächen in den Innenhöfen, nach Kommerzienrat Palmié benannt – einem Förderer des Spar- und Bauvereins, siehe Maxim-Gorki-Straße 58–60 und Waldstraße 1–7, stadtentwicklungsgeschichtliche und bauhistorische Bedeutung. | 09216527 |
|                                         | Doppelwohnhaus in offener Bebauung | Rückertstraße 23; 25 (Karte)                         | um 1930 (Doppelwohnhaus)                                                             | von 1929, möglw. Gebäude für Postbedienstete – am Nachbarhaus befindet sich eine Inschrift mit Datierung und Posthörnern, baugeschichtlich und stadtentwicklungsgeschichtlich bedeutend. Bei dem um 1929 entstandenen Mietshaus handelt es sich um einen dreigeschossigen, einfach verputzten Bau mit einem Walmdach. Die Fassade wird von zwei eingezogenen Treppenhäusern strukturiert, das Kellergeschoss ist durch einen kräftigen Sims vom Hochparterre getrennt. Das Gebäude ähnelt den Siedlungshäusern auf der Bolivarstraße. Das weitgehend authentisch erhaltene Gebäude verweist auf die bauliche Entwicklung Pieschens um 1920/30, es besitzt stadtentwicklungsgeschichtlichen Wert und bauhistorische Bedeutung. | 09216536 |
|                                         | Doppelwohnhaus in offener Bebauung | Rückertstraße 27; 29 (Karte)                         | bezeichnet 1929 (Doppelwohnhaus)                                                     | von 1929, möglw. Gebäude für Postbedienstete – an der Giebelseite befindet sich eine Inschrift mit Datierung und Posthörnern, baugeschichtlich und stadtentwicklungsgeschichtlich bedeutend. Bei dem um 1929 entstandenen Mietshaus handelt es sich um einen dreigeschossigen, einfach verputzten Bau mit einem Walmdach. Die Fassade wird von zwei eingezogenen Treppenhäusern und den lochhaft zurückliegenden Balkonen strukturiert, das Kellergeschoss ist durch einen kräftigen Sims vom Hochparterre getrennt. Das Gebäude ähnelt den Siedlungshäusern auf der Bolivarstraße. Das weitgehend authentisch erhaltene Gebäude verweist auf die bauliche Entwicklung Pieschens um 1920/30, es besitzt stadtentwicklungsgeschichtlichen Wert und bauhistorische Bedeutung. | 09216537 |
|                                         | Doppelmietshaus in offener Bebauung | Seumestraße 26; 28 (Karte)                           | um 1895 (Doppelmietshaus)                                                            | historisierender Bau um 1895, Neorenaissanceformen an der Fassade vorherrschend, Teil eines markanten Quartiers, baugeschichtlich und stadtentwicklungsgeschichtlich bedeutend. Putzbau mit einem Mansarddach, die beiden äußeren Achsen kragen risalitartig vor und sind von Giebeln betont, die Fassade in Formen der Neorenaissance. | 09216424 |
|                                         | Mietshaus in offener Bebauung | Seumestraße 29 (Karte)                               | um 1895 (Mietshaus)                                                                  | historisierender Bau um 1895, Teil eines markanten Quartiers, baugeschichtlich und stadtentwicklungsgeschichtlich bedeutend | 09216425 |
|                                         | Doppelmietshaus in offener Bebauung | Seumestraße 30; 32 (Karte)                           | um 1895 (Doppelmietshaus)                                                            | historisierender Bau um 1895, Teil eines markanten Quartiers, baugeschichtlich und stadtentwicklungsgeschichtlich bedeutend | 09216422 |
|                                         | Doppelmietshaus in offener Bebauung | Seumestraße 31; 33 (Karte)                           | um 1895 (Doppelmietshaus)                                                            | historisierender Putzbau um 1895, Teil eines markanten Quartiers, baugeschichtlich und stadtentwicklungsgeschichtlich bedeutend. | 09216423 |
|                                         | Wohnhaus in offener Bebauung | Tichatscheckstraße 4 (Karte)                         | um 1870 (Wohnhaus)                                                                   | schlichter, gründerzeitlicher Putzbau mit ausgebautem Mansarddach, baugeschichtlich bedeutend | 09216255 |
|                                         | Wohnhaus in halboffener Bebauung mit Beischlag | Torgauer Straße 11 (Karte)                           | um 1860 (Wohnhaus)                                                                   | charakteristischer Bau der ehemaligen Hafenstraße, schlichter, zweigeschossiger Putzbau, baugeschichtlich bedeutend | 09213910 |
|                                         | Mietshaus in Ecklage und offene Bebauung | Torgauer Straße 12 b (Karte)                         | um 1900 (Mietshaus)                                                                  | repräsentatives, straßenbildprägendes Gebäude vom Anfang des 20. Jahrhunderts mit zeittypischer Putz-Fassade und Jugendstilelementen, baugeschichtlich bedeutend | 09213908 |
|                                         | Wohnhaus in geschlossener Bebauung mit Beischlag | Torgauer Straße 13 (Karte)                           | um 1865 (Wohnhaus)                                                                   | charakteristischer Bau der ehemaligen Hafenstraße, schlichter, zweigeschossiger Putzbau mit Beischlag, baugeschichtlich bedeutend | 09213911 |
|                                         | Wohnhaus in halboffener Bebauung, mit Hintergebäude | Torgauer Straße 17 (Karte)                           | um 1870 (Wohnhaus)                                                                   | charakteristischer Bau der ehemaligen Hafenstraße, schlichter, zweigeschossiger Putzbau, baugeschichtlich bedeutend | 09213912 |
|                                         | Wohnhaus in geschlossener Bebauung | Torgauer Straße 19 (Karte)                           | um 1870 (Wohnhaus)                                                                   | charakteristischer Bau der ehemaligen Hafenstraße, schlichter, zweigeschossiger Putzbau, baugeschichtlich bedeutend | 09213913 |
|                                         | Wohnhaus in geschlossener Bebauung | Torgauer Straße 21 (Karte)                           | um 1870 (Wohnhaus)                                                                   | charakteristischer Bau der ehemaligen Hafenstraße, schlichter, zweigeschossiger Putzbau, baugeschichtlich bedeutend | 09213914 |
|                                         | Mietshaus in offener Bebauung und Ecklage | Torgauer Straße 25 (Karte)                           | um 1900 (Mietshaus)                                                                  | repräsentatives, historisierendes Gebäude aus dem Ende des 19. Jahrhunderts mit zeittypischer Putz-Fassade, baugeschichtlich bedeutend | 09216310 |
|                                         | Mietshaus in halboffener Bebauung und anschließendem Hinterhaus | Torgauer Straße 34 (Karte)                           | um 1900 (Mietshaus)                                                                  | Gebäude der Jahrhundertwende mit zeittypischer Klinker-Werkstein-Fassade und Jugendstildekor, baugeschichtlich bedeutend | 09216311 |
|                                         | Mietshaus in offener Bebauung | Torgauer Straße 39 (Karte)                           | um 1900 (Mietshaus)                                                                  | repräsentatives, historisierendes Gebäude der Jahrhundertwende mit zeittypischer Putzfassade, baugeschichtlich bedeutend | 09216318 |
|                                         | Mietshaus in halboffener Bebauung | Torgauer Straße 41 (Karte)                           | um 1900 (Mietshaus)                                                                  | mit Tor, historisierendes Gebäude der Jahrhundertwende mit zeittypischer Klinker-Werkstein-Fassade, baugeschichtlich bedeutend | 09216317 |
|                                         | Mietshaus in geschlossener Bebauung und Ecklage | Torgauer Straße 43 (Karte)                           | um 1900 (Mietshaus)                                                                  | mit Läden, repräsentatives Gebäude von Anfang des 20. Jahrhunderts mit zeittypischer Klinker-Werkstein-Fassade und Jugendstilelementen, baugeschichtlich bedeutend | 09216312 |
|                                         | Mietshaus in geschlossener Bebauung und Ecklage, mit Hinterhaus (Torgauer Straße 45) | Torgauer Straße 45 (Karte)                           | um 1900 (Mietshaus), um 1880 (Hinterhaus)                                            | charakteristisches und weitgehend authentisch erhaltenes spätgründerzeitliches Mietshaus, Hinterhaus zeittypischer, schlichter Putzbau mit Satteldach, baugeschichtlich bedeutend | 09216474 |
|                                         | Mietshaus in geschlossener Bebauung | Torgauer Straße 50 (Karte)                           | um 1900 (Mietshaus)                                                                  | mit Laden, historisierendes Gebäude aus dem Ende des 19. Jahrhunderts mit zeittypischer Klinker-Werkstein-Fassade, baugeschichtlich bedeutend | 09216316 |
|                                         | Mietshaus in geschlossener Bebauung | Torgauer Straße 52 (Karte)                           | um 1900 (Mietshaus)                                                                  | charakteristisches und weitgehend authentisch erhaltenes spätgründerzeitliches Mietshaus, baugeschichtlich bedeutend | 09216315 |
|                                         | Mietshaus in geschlossener Bebauung | Torgauer Straße 54 (Karte)                           | um 1900 (Mietshaus)                                                                  | mit Laden, charakteristisches und weitgehend authentisch erhaltenes spätgründerzeitliches Mietshaus, baugeschichtlich bedeutend | 09216314 |
|                                         | Mietshaus in geschlossener Bebauung | Torgauer Straße 56 (Karte)                           | um 1900 (Mietshaus)                                                                  | mit Laden, weitgehend authentisch erhaltenes Mietshaus mit zeittypischer Klinker-Fassade im 1. und 2. Obergeschoss, baugeschichtlich bedeutend | 09216313 |
|                                         | Wohnhauszeile (Riesaer Straße 40/42 und Trachenberger Straße 1) mit Einfriedung, in offener Bebauung und Ecklage | Trachenberger Straße 1 (Karte)                       | 1913, nach Adressbuch (Mehrfamilienwohnhaus)                                         | charakteristischer Wohnbau der Reformarchitektur, Teil eines markanten Quartiers, bauhistorische und stadtentwicklungsgeschichtliche Bedeutung. Die Riesaer Straße wurde Ende des 19. Jahrhunderts parallel zum Bahndamm angelegt und führt an zahlreichen Industriebetrieben vorbei. Bei dem um 1905 errichteten Wohnhaus handelt es sich um ein schönes Beispiel Reformarchitektur mit Jugendstilelementen. Das dreigeschossige und einfach verputzte Eckgebäude besitzt ein ausgebautes Dachgeschoss. Die Ecke ist rund gestaltet demgegenüber die Fenster aber eckig, an den Hausseiten gestalten Risalite, zurückgesetzte Veranden und vorkragende Balkone die Fassade. Das weitgehend authentisch erhaltene Gebäude verweist auf die bauliche Entwicklung Pieschens nach 1900, hierdurch erlangt es seinen denkmalrelevanten Aussagewert. Es ist von historischem, stadtentwicklungsgeschichtlichem und bauhistorischem Wert. | 09216443 |
|                                         | Doppelmietshaus in offener Bebauung | Trachenberger Straße 3; 5 (Karte)                    | um 1890 (Doppelmietshaus)                                                            | historisierender Bau um 1890, Teil eines markanten Quartiers, baugeschichtlich und stadtentwicklungsgeschichtlich bedeutend. Bei dem um 1890 entstandenen Doppelmietshaus handelt es sich um einen dreigeschossigen Putzbau mit einem Mansarddach. Typisch historistische Elemente, wie die sandsteinernen Simse, die Gaupen, die verschiedene Gestalt der Fenster oder die verschiedenen Fensterverdachungen strukturieren und schmücken die Fassade. Das weitgehend authentisch erhaltene Gebäude verweist auf die bauliche Entwicklung Pieschens um 1900, es besitzt stadtentwicklungsgeschichtlichen Wert. Darüber hinaus ist es als typisches Beispiel historistischer Bauweise von bauhistorischer Bedeutung. | 09216352 |
|                                         | Mietshaus in offener Bebauung | Trachenberger Straße 6 (Karte)                       | um 1910 (Mietshaus)                                                                  | um 1910, von Reformbaukunst und Jugendstil beeinflusst, Teil eines markanten Quartiers, baugeschichtlich und stadtentwicklungsgeschichtlich bedeutend. Bei dem um 1910 entstandenen Mietshaus handelt es sich um einen dreigeschossigen, einfach verputzten Eckbau mit einem Mansarddach. Besonders auffällig sind die beiden den Bau dominierenden großen Zwerchhäuser. Die Fassade ist von aufgeputzten, teilweise auch dekorierten Flächen strukturiert und geschmückt. Das weitgehend authentisch erhaltene Gebäude verweist auf die bauliche Entwicklung Pieschens nach 1900, es besitzt stadtentwicklungsgeschichtlichen Wert. Darüber hinaus ist es als typisches Beispiel historistischer Bauweise von bauhistorischer Bedeutung. | 09218224 |
|                                         | Doppelmietshaus in offener Bebauung | Trachenberger Straße 7; 9 (Karte)                    | um 1890 (Doppelmietshaus)                                                            | historisierender Bau um 1890, Putzfassade mit Natursteingliederung, Teil eines markanten Quartiers, baugeschichtlich und stadtentwicklungsgeschichtlich bedeutend. Bei dem um 1890 entstandenen Mietshaus handelt es sich um einen dreigeschossigen, einfach verputzten Bau mit einem Mansarddach. Die Fassade wird von zwei leicht vorspringenden Außen- und Mittelachsen strukturiert. Typisch historistische Elemente wie die sandsteinernen Simse, die schmiedeeisernen Balkone, die verschiedene Gestalt der Fenster oder die verschiedenen Fensterverdachungen schmücken die Fassade. Das weitgehend authentisch erhaltene Gebäude verweist auf die bauliche Entwicklung Pieschens um 1900, es besitzt stadtentwicklungsgeschichtlichen Wert. Darüber hinaus ist es als typisches Beispiel historistischer Bauweise von bauhistorischer Bedeutung. | 09216353 |
|                                         | Doppelmietshaus in offener Bebauung | Trachenberger Straße 8; 10 (Karte)                   | um 1890 (Doppelmietshaus)                                                            | historisierender Putzbau um 1890, Teil eines markanten Quartiers, baugeschichtlich und stadtentwicklungsgeschichtlich bedeutend. Bei dem um 1890 entstandenen Mietshaus handelt es sich um einen dreigeschossigen, einfach verputzten Bau mit einem Mansarddach. Die Fassade wird von zwei leicht vorspringenden Außen- und Mittelachsen strukturiert. Typisch historistische Elemente wie die sandsteinernen Simse, die schmiedeeisernen Balkone, die verschiedene Gestalt der Fenster oder die verschiedenen Fensterverdachungen schmücken die Fassade. Das weitgehend authentisch erhaltene Gebäude verweist auf die bauliche Entwicklung Pieschens um 1900, es besitzt stadtentwicklungsgeschichtlichen Wert. Darüber hinaus ist es als typisches Beispiel historistischer Bauweise von bauhistorischer Bedeutung. | 09216356 |
|                                         | Doppelmietshaus in offener Bebauung | Trachenberger Straße 11; 13 (Karte)                  | um 1890 (Doppelmietshaus)                                                            | charakteristischer Bau um 1890 mit Putzfassade und Natursteingliederung, Teil eines markanten Quartiers, baugeschichtlich und stadtentwicklungsgeschichtlich bedeutend. Bei dem um 1890 entstandenen Mietshaus handelt es sich um einen dreigeschossigen, einfach verputzten Bau mit einem Mansarddach. Die Fassade wird von zwei leicht vorspringenden Außen- und Mittelachsen strukturiert. Typisch historistische Elemente wie die sandsteinernen Simse, die schmiedeeisernen Balkone, die verschiedene Gestalt der Fenster oder die verschiedenen Fensterverdachungen schmücken die Fassade. Das weitgehend authentisch erhaltene Gebäude verweist auf die bauliche Entwicklung Pieschens um 1900, es besitzt stadtentwicklungsgeschichtlichen Wert. Darüber hinaus ist es als typisches Beispiel historistischer Bauweise von bauhistorischer Bedeutung. | 09216354 |
|                                         | Doppelmietshaus in offener Bebauung | Trachenberger Straße 12; 14 (Karte)                  | um 1890 (Doppelmietshaus)                                                            | zeittypischer Putzbau um 1890, Teil eines markanten Quartiers, baugeschichtlich und stadtentwicklungsgeschichtlich bedeutend. Bei dem um 1890 entstandenen Mietshaus handelt es sich um einen dreigeschossigen, einfach verputzten Bau mit einem Mansarddach. Die Fassade wird von zwei leicht vorspringenden Außen- und Mittelachsen strukturiert. Typisch historistische Elemente wie die sandsteinernen Simse, die schmiedeeisernen Balkone, teilweise Lisenengliederung, die verschiedene Gestalt der Fenster oder die verschiedenen Fensterverdachungen schmücken die Fassade. Das weitgehend authentisch erhaltene Gebäude verweist auf die bauliche Entwicklung Pieschens um 1900, es besitzt stadtentwicklungsgeschichtlichen Wert. Darüber hinaus ist es als typisches Beispiel historistischer Bauweise von bauhistorischer Bedeutung. | 09216357 |
|                                         | Doppelmietshaus in offener Bebauung und seitliche Toreinfahrt | Trachenberger Straße 15; 17 (Karte)                  | um 1890 (Doppelmietshaus)                                                            | historisierender Bau um 1890, Teil eines markanten Quartiers, baugeschichtlich und stadtentwicklungsgeschichtlich bedeutend. Bei dem um 1890 entstandenen Mietshaus handelt es sich um einen dreigeschossigen, einfach verputzten Bau mit einem Mansarddach. Die Fassade wird von zwei leicht vorspringenden Außen- und Mittelachsen strukturiert. Typisch historistische Elemente wie die sandsteinernen Simse, die verschiedene Gestalt der Fenster oder die verschiedenen Fensterverdachungen (teilweise mit plastischem Dekor) schmücken die Fassade. Das weitgehend authentisch erhaltene Gebäude verweist auf die bauliche Entwicklung Pieschens um 1900, es besitzt stadtentwicklungsgeschichtlichen Wert. Darüber hinaus ist es als typisches Beispiel historistischer Bauweise von bauhistorischer Bedeutung. | 09216355 |
|                                         | Doppelmietshaus in offener Bebauung | Trachenberger Straße 16; 18 (Karte)                  | um 1890 (Doppelmietshaus)                                                            | historisierender Bau um 1890, Teil eines markanten Quartiers, baugeschichtlich und stadtentwicklungsgeschichtlich bedeutend. Bei dem um 1890 entstandenen Mietshaus handelt es sich um einen dreigeschossigen, einfach verputzten Bau mit einem Mansarddach. Die Fassade wird von zwei leicht vorspringenden Außen- und Mittelachsen strukturiert. Typisch historistische Elemente wie die sandsteinernen Simse, die verschiedene Gestalt der Fenster oder die verschiedenen Fensterverdachungen schmücken die Fassade. Das weitgehend authentisch erhaltene Gebäude verweist auf die bauliche Entwicklung Pieschens um 1900, es besitzt stadtentwicklungsgeschichtlichen Wert. Darüber hinaus ist es als typisches Beispiel historistischer Bauweise von bauhistorischer Bedeutung. | 09216358 |
|                                         | Doppelmietshaus (Barbarastraße 39 und Trachenberger Straße 19) in Ecklage und offener Bebauung | Trachenberger Straße 19 (Karte)                      | 1899, nach Adressbuch (Doppelmietshaus)                                              | mit Laden bzw. Gaststätte, historisierender Bau von 1899 mit Putzfassaden in straßenbildprägender Lage und maßgeblich für Platzanlage, Teil eines markanten Quartiers, baugeschichtlich und stadtentwicklungsgeschichtlich bedeutend. | 09216360 |
|                                         | Teil eines ehemaligen Doppelmietshauses in Ecklage und offener Bebauung | Trachenberger Straße 20 (Karte)                      | um 1900 (Mietshaus)                                                                  | mit Laden, charakteristischer Wohnbau um 1900 mit historisierender Fassade, baugeschichtlich und städtebaulich bedeutend. Bei dem um 1895 entstandenen Mietshaus handelt es sich um einen dreigeschossigen, einfach verputzten Bau mit einem Mansarddach. Der Fassadenschmuck ist in den gängigen Historismusformen gehalten, geputzt und farbig gefasst. Das Erdgeschoss besitzt eine Putznutung an den Eck- und an den Außenachsen, das erste Obergeschoss ist durch Fensterverdachungen hervorgehoben. Zur besseren städtebaulichen Einordnung ist die Ecke abgeflacht und turmartig überhöht. Der obere Abschluss wurde wahrscheinlich nicht vollständig rekonstruiert. Das Gebäude kennzeichnet die Ecke zwischen der Trachenberger Straße und der Großenhainer Straße und ist ein gutes Beispiel der zeitgenössischen Architektur, ein Zeugnis der damaligen Dresdener Stadtentwicklung und von städtebaulicher Bedeutung. Darüber hinaus ist es als typisches Beispiel historistischer Bauweise von bauhistorischer Bedeutung. | 09216391 |
|                                         | Wohn- und Geschäftshaus in Ecklage und offener Bebauung | Trachenberger Straße 22; 22b; 22c (Karte)            | um 1925 (Wohn- und Geschäftshaus)                                                    | markanter Halbrundbau der 1920er Jahre mit Erdgeschosszone im Backsteinexpressionismus, von baugeschichtlichem Wert, wesentlicher Teil des repräsentativen Trachenberger Platzes, jener – trotz Verlust eines Eckbaus – eines der städtebaulich auffälligsten Ensembles von Dresden. Bei dem um 1920 entstandenen Mietshaus handelt es sich um einen markanten, halbrunden, dreigeschossigen Bau. Die Erdgeschosszone ist im Backsteinexpressionismus gehalten darüber ist das Gebäude einfach verputzt, es wird von einem Mansarddach abgeschlossen. Es besitzt hohen baugeschichtlichem Wert und ist ein wesentlicher Teil des Trachenberger Platzes, der trotz Verlust eines Eckbaus (derzeit Einkaufszentrum), eines der städtebaulich auffälligsten Ensembles von Dresden darstellt und weshalb das Haus auch städtebauliche Bedeutung besitzt. | 09216362 |
|                                         | Doppelmietshaus (Großenhainer Straße 114 und Trachenberger Straße 23) in Ecklage und halboffener Bebauung | Trachenberger Straße 23 (Karte)                      | um 1910 (Doppelmietshaus)                                                            | markanter historisierender Wohnbau um 1910 mit Eckturm, Loggien, Balkonen, Fachwerkzier und akzentuierendem Bauschmuck, von baugeschichtlichem Wert, wesentlicher Teil des repräsentativen Trachenberger Platzes, jener trotz Verlust eines Eckbaus, eines der städtebaulich auffälligsten Ensembles von Dresden, bauhistorische und stadtentwicklungsgeschichtliche Bedeutung. | 09216398 |
|                                         | Doppelmietshaus in offener Bebauung | Trachenberger Straße 24; 26 (Karte)                  | um 1900 (Doppelmietshaus)                                                            | charakteristischer Wohnbau um 1900 mit historisierender Klinker-Werkstein-Fassade, Teil eines markanten Quartiers, baugeschichtlich und stadtentwicklungsgeschichtlich bedeutend. Bei dem um 1900 entstandenen Doppelmietshaus handelt es sich um einen dreigeschossigen, roten Backsteinbau mit einem Mansarddach. Die Seiten- und Mittelachsen kragen leicht aus. Typisch historistische Elemente, wie das als Sockelgeschoss aufgefasste Erdgeschoss, die sandsteinernen Simse, Bänder und Eckquaderungen, die schmiedeeisernen Balkone, die verschiedenen Fensterverdachungen sowie Fensterspiegel strukturieren die Fassade. Das weitgehend authentisch erhaltene Gebäude verweist auf die bauliche Entwicklung Pieschens um 1900, es besitzt stadtentwicklungsgeschichtlichen Wert. Darüber hinaus ist es als typisches Beispiel historistischer Bauweise von bauhistorischer Bedeutung. | 09216367 |
|                                         | Doppelmietshaus in offener Bebauung | Trachenberger Straße 27; 29 (Karte)                  | um 1900 (Doppelmietshaus)                                                            | historisierender Klinkerbau um 1900, Teil eines markanten Quartiers, baugeschichtlich und stadtentwicklungsgeschichtlich bedeutend. Bei dem um 1900 entstandenen Doppelmietshaus handelt es sich um einen dreigeschossigen Backsteinbau mit einem Mansarddach. Die Seitenachsen kragen leicht aus. Typisch historistische Elemente, wie das als Sockelgeschoss aufgefasste und geputzte (ehemals sicher genutet) Erdgeschoss, die sandsteinernen Simse, die in rotem Klinker gehaltenen Bänder und die verschiedenen Fensterverdachungen strukturieren die Fassade. Das weitgehend authentisch erhaltene Gebäude verweist auf die bauliche Entwicklung Pieschens um 1900, es besitzt stadtentwicklungsgeschichtlichen Wert. Darüber hinaus ist es als typisches Beispiel historistischer Bauweise von bauhistorischer Bedeutung. | 09216369 |
|                                         | Doppelmietshaus in offener Bebauung | Trachenberger Straße 28; 30 (Karte)                  | um 1900 (Doppelmietshaus)                                                            | charakteristischer, historisierender Wohnbau um 1900, Teil eines markanten Quartiers, baugeschichtlich und stadtentwicklungsgeschichtlich bedeutend. Bei dem um 1900 entstandenen Doppelmietshaus handelt es sich um einen dreigeschossigen einfach geputzten Bau mit einem Mansarddach. Die Seitenachsen kragen leicht aus. Typisch historistische Elemente, wie das als Sockelgeschoss aufgefasste Erdgeschoss, die sandsteinernen Simse und die verschiedenen Fensterverdachungen strukturieren die Fassade. Das weitgehend authentisch erhaltene Gebäude verweist auf die bauliche Entwicklung Pieschens um 1900, es besitzt stadtentwicklungsgeschichtlichen Wert. Darüber hinaus ist es als typisches Beispiel historistischer Bauweise von bauhistorischer Bedeutung. | 09216368 |
|                                         | Doppelmietshaus (Trachenberger Straße 33 und Kleiststraße 7) in Ecklage und offener Bebauung, mit seitlicher Toreinfahrt | Trachenberger Straße 33 (Karte)                      | um 1900 (Doppelmietshaus)                                                            | charakteristischer, historisierender Wohnbau um 1900, Klinker-Werkstein-Fassade, Teil eines markanten Quartiers, baugeschichtlich und stadtentwicklungsgeschichtlich bedeutend. Die Kleiststraße wurde im Zusammenhang mit dem Bau einer kleinen Wohnsiedlung um 1890 angelegt. Die Architektur der Häuser ist sehr aufeinander bezogen und zeigt die große Bandbreite historistischer Bauideen. Bei dem um 1900 entstandenen Eckmietshaus handelt es sich um einen dreigeschossigen, gelben Backsteinbau mit einem Mansarddach. Typisch historistische Elemente, wie die Putznutung des Erdgeschosses, die sandsteinernen Simse und die Pilastergliederung in den Obergeschossen, die verschiedene Gestalt der Fenster und deren sandsteinerne Rahmungen sowie die verschiedenen Fensterverdachungen und der schmiedeeiserne Balkon strukturieren die Fassade. Besonders interessant für die Ansicht der Fassade die Anordnung der Fenster. An der Seite ist die zur Straße gelegene Fensterachse besonders betont und kragt aus. Das weitgehend authentisch erhaltene Gebäude verweist auf die bauliche Entwicklung Pieschens um 1900, es besitzt stadtentwicklungsgeschichtlichen Wert. Darüber hinaus ist es als typisches Beispiel historistischer Bauweise von bauhistorischer Bedeutung.                                                                                    | 09216370 |
|                                         | Doppelmietshaus (Kleiststraße 8 und Trachenberger Straße 35) in Ecklage, offener Bebauung und seitlichen Toreinfahrten | Trachenberger Straße 35 (Karte)                      | um 1900 (Doppelmietshaus)                                                            | charakteristischer historisierender Wohnbau um 1900, Klinker-Werkstein-Fassade, Teil eines markanten Quartiers, baugeschichtlich und stadtentwicklungsgeschichtlich bedeutend. Die Kleiststraße wurde im Zusammenhang mit dem Bau einer kleinen Wohnsiedlung um 1890 angelegt. Die Architektur der Häuser ist sehr aufeinander bezogen und zeigt die große Bandbreite historistischer Bauideen. Bei dem um 1900 entstandenen Doppelmietshaus handelt es sich um einen dreigeschossigen, roten Backsteinbau mit einem Mansarddach. Die Seitenachsen kragen leicht aus. Typisch historistische Elemente, wie das als Sockelgeschoss aufgefasste, mit Sandstein verkleidete Erdgeschoss mit Schlusssteinen über den Fenstern, die sandsteinernen Simse und die Eckquaderung, die verschiedenen Fensterverdachungen und Fensterspiegel strukturieren die Fassade. An der Seite ist die zur Straße gelegene Fensterachse besonders betont und kragt aus. Das weitgehend authentisch erhaltene Gebäude verweist auf die bauliche Entwicklung Pieschens um 1900, es besitzt stadtentwicklungsgeschichtlichen Wert. Darüber hinaus ist es als typisches Beispiel historistischer Bauweise von bauhistorischer Bedeutung. | 09216372 |
|                                         | Doppelmietshaus in offener Bebauung | Trachenberger Straße 37; 39 (Karte)                  | um 1900 (Doppelmietshaus)                                                            | charakteristischer, historisierender Wohnbau um 1900, Klinker-Werkstein-Fassade, Teil eines markanten Quartiers, baugeschichtlich und stadtentwicklungsgeschichtlich bedeutend. Bei dem um 1900 entstandenen Doppelmietshaus handelt es sich um einen dreigeschossigen, roten Backsteinbau mit einem Mansarddach. Die Seitenachsen kragen risalitartig vor und sind durch geschwungene Giebel ausgezeichnet. Typisch historistische Elemente, wie das als Sockelgeschoss aufgefasste Erdgeschoss, die sandsteinernen Simse oder die Eckquaderung, die verschiedenen Fensterverdachungen strukturieren die Fassade in Formen der Neorenaissance. Das weitgehend authentisch erhaltene Gebäude verweist auf die bauliche Entwicklung Pieschens um 1900, es besitzt stadtentwicklungsgeschichtlichen Wert. Darüber hinaus ist es als typisches Beispiel historistischer Bauweise von bauhistorischer Bedeutung. | 09216364 |
|                                         | Doppelmietshaus in offener Bebauung und seitlicher Toreinfahrt | Trachenberger Straße 41; 43 (Karte)                  | um 1900 (Doppelmietshaus)                                                            | charakteristischer, historisierender Wohnbau um 1900, Teil eines markanten Quartiers, baugeschichtlich und stadtentwicklungsgeschichtlich bedeutend. Bei dem um 1900 entstandenen Doppelmietshaus handelt es sich um einen dreigeschossigen, gelben Backsteinbau mit einem Mansarddach. Die Seitenachsen kragen risalitartig vor und sind durch geschwungene Giebel ausgezeichnet. Typisch historistische Elemente, wie das als Sockelgeschoss aufgefasste und teilweise mit Putznutung versehene Erdgeschoss, die sandsteinernen Simse oder in rot gehaltenen Backsteinbänder, die verschiedenen Fensterverdachungen strukturieren die Fassade in Formen der Neorenaissance. Das weitgehend authentisch erhaltene Gebäude verweist auf die bauliche Entwicklung Pieschens um 1900, es besitzt stadtentwicklungsgeschichtlichen Wert. Darüber hinaus ist es als typisches Beispiel historistischer Bauweise von bauhistorischer Bedeutung. | 09216365 |
|                                         | Doppelmietshaus in offener Bebauung | Trachenberger Straße 45; 47 (Karte)                  | um 1900 (Doppelmietshaus)                                                            | charakteristischer, historisierender Wohnbau um 1900, Klinker-Werkstein-Fassade, Teil eines markanten Quartiers, baugeschichtlich und stadtentwicklungsgeschichtlich bedeutend. Bei dem um 1900 entstandenen Doppelmietshaus handelt es sich um einen dreigeschossigen, roten Backsteinbau mit einem Mansarddach. Die Seitenachsen kragen risalitartig vor und sind durch geschwungene Giebel ausgezeichnet. Typisch historistische Elemente, wie das als Sockelgeschoss aufgefasste und teilweise mit Putznutung versehene Erdgeschoss, die sandsteinernen Simse oder die Eckquaderung, die verschiedenen Fensterverdachungen strukturieren die Fassade in Formen der Neorenaissance. Das weitgehend authentisch erhaltene Gebäude verweist auf die bauliche Entwicklung Pieschens um 1900, es besitzt stadtentwicklungsgeschichtlichen Wert. Darüber hinaus ist es als typisches Beispiel historistischer Bauweise von bauhistorischer Bedeutung. | 09216366 |
|                                         | Mietshaus in Ecklage und offener Bebauung, mit Teilen der Einfriedung | Trachenberger Straße 49 (Karte)                      | um 1895 (Mietshaus)                                                                  | mit Laden, charakteristischer, historisierender Wohnbau um 1895, Klinker-Werkstein-Fassade, Teil eines markanten Quartiers, baugeschichtlich und stadtentwicklungsgeschichtlich bedeutend. Bei dem Ende des 19. Jahrhunderts errichteten Mietshaus handelt es sich um einen roten Backsteinbau mit einem Mansarddach. Der Fassadenschmuck ist in den gängigen Historismusformen gehalten. Das Erdgeschoss ist als Sockelgeschoss aufgefasst, an der Ecke ist eine Ladengeschäft eingebaut, was aber nicht genutzt wird. Das erste Obergeschoss ist durch Fensterverdachungen hervorgehoben. Zur besseren städtebaulichen Einordnung ist die Ecke abgeflacht und turmartig überhöht. Schmiedeeiserne Balkone schmücken die Eckachse. Das Gebäude kennzeichnet die Ecke zwischen der Trachenbergerstraße und der Seumestraße, es ist ein gutes Beispiel der zeitgenössischen Architektur, ein Zeugnis der damaligen Dresdener Stadtentwicklung und von bauhistorischer Bedeutung. | 09216390 |
|                                         | Mietshaus mit seitlichen Toreinfahrten in offener Bebauung | Trachenberger Straße 50 (Karte)                      | um 1900 (Mietshaus)                                                                  | charakteristischer, historisierender Wohnbau um 1900, Teil eines markanten Quartiers, baugeschichtlich und stadtentwicklungsgeschichtlich bedeutend. Bei dem um 1900 entstandenen Mietshaus handelt es sich um einen dreigeschossigen, verputzten Bau mit einem Mansarddach. Die beiden äußeren Achsen kragen risalitartig vor und sind von großen Balkonen betont. Typisch historistische Elemente, wie die sandsteinernen Simse, die verschiedene Gestalt der Fenster mit ihren Verdachungen und -spiegeln sowie die Gaupen strukturieren und schmücken die Fassade in neubarocker Anmutung. Das weitgehend authentisch erhaltene Gebäude verweist auf die bauliche Entwicklung Pieschens um 1900, es besitzt stadtentwicklungsgeschichtlichen Wert. Darüber hinaus ist es als typisches Beispiel historistischer Bauweise von bauhistorischer Bedeutung. | 09216377 |
| Weitere Bilder                          | Mietshauszeile in offener Bebauung und Ecklage | Trachenberger Straße 51; 53; 55 (Karte)              | um 1900 (Mietshaus)                                                                  | Ecklage durch Dachaufbauten und Balkone betont, mit Läden, charakteristischer historisierender Wohnbau um 1900, Teil eines markanten Quartiers, baugeschichtlich und stadtentwicklungsgeschichtlich bedeutend. Bei dem um 1900 entstandenen Mietshaus handelt es sich um einen dreigeschossigen, verputzten Eckbau. Die beiden äußeren Achsen kragen risalitartig vor, sind jeweils als abgeflachte Ecken ausgeführt, von großen Doppelspitzen gekennzeichnet und von großen Balkonen betont. Hier sind jesweils Läden eingebaut. Typisch historistische Elemente, wie die sandsteinernen Simse, die Fenster mit den spielerisch wechselnden Verdachungen strukturieren und schmücken die Fassade. Das weitgehend authentisch erhaltene Gebäude verweist auf die bauliche Entwicklung Pieschens um 1900, es besitzt stadtentwicklungsgeschichtlichen Wert. Darüber hinaus ist es als typisches Beispiel historistischer Bauweise von bauhistorischer Bedeutung. | 09216374 |
|                                         | Mietshaus in offener Bebauung | Trachenberger Straße 54 (Karte)                      | um 1900 (Mietshaus)                                                                  | charakteristischer historisierender Wohnbau um 1900, Teil eines markanten Quartiers, baugeschichtlich und stadtentwicklungsgeschichtlich bedeutend. Bei dem um 1900 entstandenen Mietshaus handelt es sich um einen dreigeschossigen, verputzten Bau mit einem Mansarddach. Typisch historistische Elemente, wie die sandsteinernen Simse, die schmiedeeisernen Balkone, die Art der Fenster sowie die Gaupen strukturieren und schmücken die Fassade in neubarocker Anmutung. Das weitgehend authentisch erhaltene Gebäude verweist auf die bauliche Entwicklung Pieschens um 1900, es besitzt stadtentwicklungsgeschichtlichen Wert. Darüber hinaus ist es als typisches Beispiel historistischer Bauweise von bauhistorischer Bedeutung. | 09216378 |
|                                         | Mietshaus in Ecklage und offener Bebauung | Trachenberger Straße 56 (Karte)                      | um 1895 (Mietshaus)                                                                  | charakteristischer, historisierender Wohnbau um 1895, Klinkerfassade, Teil eines markanten Quartiers, baugeschichtlich und stadtentwicklungsgeschichtlich bedeutend. Bei dem um 1900 entstandenen Mietshaus handelt es sich um einen dreigeschossigen, gelben Backsteinbau mit einem Mansarddach. Die Ecke tritt risalitartig vor und ist turmartig überhöht. Im Erdgeschoss ist eine Ladengeschäft eingerichtet. Typisch historistische Elemente, wie die sandsteinernen Simse, die schmiedeeisernen Balkone, die Art der Fenster und ihre Verdachungen sowie die Gaupen und vor allem die roten Backsteinbänder strukturieren und schmücken die Fassade. Das weitgehend authentisch erhaltene Gebäude verweist auf die bauliche Entwicklung Pieschens um 1900, es besitzt stadtentwicklungsgeschichtlichen Wert. Darüber hinaus ist es als typisches Beispiel historistischer Bauweise von bauhistorischer Bedeutung. | 09216379 |
|                                         | Doppelmietshaus in offener Bebauung und seitlichen Toreinfahrten | Trachenberger Straße 57; 59 (Karte)                  | um 1900 (Doppelmietshaus)                                                            | charakteristischer, historisierender Wohnbau um 1900, Teil eines markanten Quartiers, baugeschichtlich und stadtentwicklungsgeschichtlich bedeutend. Bei dem um 1900 entstandenen Mietshaus handelt es sich um einen dreigeschossigen, verputzten Bau mit einem Mansarddach. Die beiden äußeren Achsen kragen leicht vor. Typisch historistische Elemente, wie die sandsteinernen Simse, die verschiedene Gestalt der Fenster mit ihren Verdachungen sowie die Gaupen strukturieren und schmücken die Fassade in neubarocker Anmutung. Das weitgehend authentisch erhaltene Gebäude verweist auf die bauliche Entwicklung Pieschens um 1900, es besitzt stadtentwicklungsgeschichtlichen Wert. Darüber hinaus ist es als typisches Beispiel historistischer Bauweise von bauhistorischer Bedeutung. | 09216375 |
|                                         | Mietshaus in geschlossener Bebauung | Trachenberger Straße 58 (Karte)                      | um 1895 (Mietshaus)                                                                  | mit Laden, charakteristische Wohnbau um 1895 mit historisierender Klinker-Werkstein-Fassade, Betonung der Mitte, markante Fassadendekoration, Teil eines in bemerkenswerter Reihung erhaltenen Straßenzuges seiner Zeit, baugeschichtlich und stadtentwicklungsgeschichtlich bedeutend. Bei dem um 1895 entstandenen Mietshaus handelt es sich um einen dreigeschossigen Klinkerbau mit einem Mansarddach. Die mittlere Achse kragt risalitartig vor und ist von einem kleinen Dreiecksgiebel betont. Typisch historistische Elemente, wie das als Sockelgeschoss aufgefasste Erdgeschoss mit einer Diamantquaderung, die sandsteinernen Schlusssteine und Simse, die verschiedene Gestalt der Fenster mit ihren Verdachungen und -spiegeln (teilweise mit plastischem Schmuck) strukturieren die Fassade. Das weitgehend authentisch erhaltene Gebäude verweist auf die bauliche Entwicklung Pieschens um 1900, es besitzt stadtentwicklungsgeschichtlichen Wert. Darüber hinaus ist es als typisches Beispiel historistischer Bauweise von bauhistorischer Bedeutung. | 09216380 |
|                                         | Mietshaus in geschlossener Bebauung | Trachenberger Straße 60 (Karte)                      | um 1895 (Mietshaus)                                                                  | charakteristischer Wohnbau um 1900 mit historisierender Klinker-Werkstein-Fassade, Teil eines in bemerkenswerter Reihung erhaltenen Straßenzuges seiner Zeit, baugeschichtlich und stadtentwicklungsgeschichtlich bedeutend. Bei dem um 1895 entstandenen Mietshaus handelt es sich um einen dreigeschossigen geputzten Bau mit einem Mansarddach. Typisch historistische Elemente, wie das als Sockelgeschoss aufgefasste und mit einer Putznutung versehene Erdgeschoss, die sandsteinernen Simse sowie die Fensterverdachungen strukturieren die Fassade. Das weitgehend authentisch erhaltene Gebäude verweist auf die bauliche Entwicklung Pieschens um 1900, es besitzt stadtentwicklungsgeschichtlichen Wert. Darüber hinaus ist es als typisches Beispiel historistischer Bauweise von bauhistorischer Bedeutung. | 09216381 |
|                                         | Doppelmietshaus in offener Bebauung | Trachenberger Straße 61; 63 (Karte)                  | um 1900 (Doppelmietshaus)                                                            | charakteristischer, historisierender Wohnbau um 1900, Teil eines markanten Quartiers, baugeschichtlich und stadtentwicklungsgeschichtlich bedeutend. Bei dem um 1900 entstandenen Mietshaus handelt es sich um einen dreigeschossigen, verputzten Bau mit einem Mansarddach. Die beiden äußeren Achsen kragen leicht vor. Typisch historistische Elemente, wie die sandsteinernen Simse, die verschiedene Gestalt der Fenster mit ihren Verdachungen sowie die Gaupen strukturieren und schmücken die Fassade in neubarocker Anmutung. Das weitgehend authentisch erhaltene Gebäude verweist auf die bauliche Entwicklung Pieschens um 1900, es besitzt stadtentwicklungsgeschichtlichen Wert. Darüber hinaus ist es als typisches Beispiel historistischer Bauweise von bauhistorischer Bedeutung. | 09216376 |
|                                         | Mietshaus in geschlossener Bebauung | Trachenberger Straße 62 (Karte)                      | um 1895 (Mietshaus)                                                                  | charakteristischer Wohnbau um 1895 mit historisierender Klinker-Werkstein-Fassade, Teil eines in bemerkenswerter Reihung erhaltenen Straßenzuges seiner Zeit, baugeschichtlich und stadtentwicklungsgeschichtlich bedeutend. Bei dem um 1895 entstandenen Mietshaus handelt es sich um einen dreigeschossigen Klinkerbau Bau mit einem Mansarddach. Das Erdgeschoss ist als Sockelgeschoss aufgefasst und mit einer Putznutung versehen. Die beiden äußeren Achsen kragen leicht vor. Typisch historistische Elemente, wie die sandsteinernen Simse, die verschiedene Gestalt der Fenster mit ihren Verdachungen sowie die Gaupen strukturieren und schmücken die Fassade. Das weitgehend authentisch erhaltene Gebäude verweist auf die bauliche Entwicklung Pieschens um 1900, es besitzt stadtentwicklungsgeschichtlichen Wert. Darüber hinaus ist es als typisches Beispiel historistischer Bauweise von bauhistorischer Bedeutung. | 09216382 |
|                                         | Mietshaus in geschlossener Bebauung | Trachenberger Straße 64 (Karte)                      | um 1895 (Mietshaus)                                                                  | charakteristischer Wohnbau um 1895 mit historisierender Klinker-Werkstein-Fassade, markante Fassadendekoration, Teil eines in bemerkenswerter Reihung erhaltenen Straßenzuges seiner Zeit, baugeschichtlich und stadtentwicklungsgeschichtlich bedeutend. Bei dem um 1895 entstandenen Mietshaus handelt es sich um einen dreigeschossigen, verputzten Bau. Die beiden äußeren Achsen kragen leicht vor, hier sind auch große von schmiedeeisernen Gittern begrenzte Balkone angebracht. Typisch historistische Elemente, wie das als Sockelgeschoss aufgefasste und mit einer Diamantquaderung versehene Erdgeschoss, die sandsteinernen Simse sowie die verschiedene Gestalt der Fenster mit ihren Verdachungen- und Spiegeln strukturieren und schmücken die Fassade. Das weitgehend authentisch erhaltene Gebäude verweist auf die bauliche Entwicklung Pieschens um 1900, es besitzt stadtentwicklungsgeschichtlichen Wert. Darüber hinaus ist es als typisches Beispiel historistischer Bauweise von bauhistorischer Bedeutung. | 09216383 |
| Weitere Bilder                          | Doppelmietshaus (Maxim-Gorki-Str. 55 und Trachenberger Str. 65) in Ecklage und offener Bebauung | Trachenberger Straße 65 (Karte)                      | um 1890 (Doppelmietshaus)                                                            | straßenbildprägendes Gebäude, Ecklage durch Giebel und Türmchen betont, Teil eines markanten Quartiers, baugeschichtlich und stadtentwicklungsgeschichtlich bedeutend. Bei dem um 1900 entstandenen Mietshaus handelt es sich um einen dreigeschossigen, einfach verputzten Bau mit einem Mansarddach. Die Ecke kragt risalitartig vor, ist turmartig überhöht und wird von Giebeln in Neorenaissanceformen betont. Die zur Maxim-Gorki-Straße gehörige Seitenachse des Gebäudes kragt ebenfalls vor und wird ebenfalls von einem Giebel betont. Typisch historistische Elemente wie die verschiedene Gestaltung der Fenster oder die Simse charakterisieren die Fassade. | 09216389 |
|                                         | Mietshaus in geschlossener Bebauung | Trachenberger Straße 66 (Karte)                      | um 1895 (Mietshaus)                                                                  | charakteristischer Wohnbau um 1895 mit historisierender Klinker-Werkstein-Fassade, Teil eines in bemerkenswerter Reihung erhaltenen Straßenzuges seiner Zeit, baugeschichtlich und stadtentwicklungsgeschichtlich bedeutend | 09216384 |
|                                         | Mietshaus in geschlossener Bebauung | Trachenberger Straße 68 (Karte)                      | um 1895 (Mietshaus)                                                                  | charakteristischer Wohnbau um 1895 mit historisierender Klinker-Werkstein-Fassade, Teil eines in bemerkenswerter Reihung erhaltenen Straßenzuges seiner Zeit, baugeschichtlich und stadtentwicklungsgeschichtlich bedeutend | 09216385 |
|                                         | Mietshaus in geschlossener Bebauung | Trachenberger Straße 70 (Karte)                      | um 1895 (Mietshaus)                                                                  | charakteristischer Wohnbau um 1900 mit historisierender Klinker-Werkstein-Fassade, Teil eines in bemerkenswerter Reihung erhaltenen Straßenzuges seiner Zeit, baugeschichtlich und stadtentwicklungsgeschichtlich bedeutend. Bei dem um 1900 entstandenen Mietshaus handelt es sich um einen dreigeschossigen Klinkerbau-Werksteinbau. Das Erdgeschoss ist als Sockelgeschoss aufgefasst und mit einer teilweise strukturierten Putznutung versehen, die Mittelachse ist durch Dekor herausgehoben. Typisch historistische Elemente, wie die sandsteinernen Simse und der Dekor sowie die verschiedene Gestalt der Fenster mit ihren Verdachungen strukturieren und schmücken die Fassade. Das weitgehend authentisch erhaltene Gebäude verweist auf die bauliche Entwicklung Pieschens um 1900, es besitzt stadtentwicklungsgeschichtlichen Wert. Darüber hinaus ist es als typisches Beispiel historistischer Bauweise von bauhistorischer Bedeutung. | 09216386 |
|                                         | Mietshaus in Ecklage und halboffener Bebauung, mit seitlicher Toreinfahrt | Trachenberger Straße 72 (Karte)                      | um 1905 (Mietshaus)                                                                  | um 1905, Betonung durch Turmaufbau und Balkone, schlichte Jugendstilmotive, baugeschichtlich und stadtentwicklungsgeschichtlich bedeutend. Bei dem um 1905 entstandenen Mietshaus handelt es sich um einen dreigeschossigen einfach geputzten Bau. Die Ecke ist abgeflacht und von einem markanten Turm sowie schmiedeeisernen Balkonen bekrönt. Schlichte Jugendstilmotive wie in den beiden Giebeln zur Trachenbergerstraße, charakterisieren das Gebäude. Das weitgehend authentisch erhaltene Haus verweist auf die bauliche Entwicklung Pieschens kurz nach 1900. Es besitzt stadtentwicklungsgeschichtlichen Wert und ist von bauhistorischer Bedeutung. | 09216387 |
|                                         | Einzeldenkmal der Sachgesamtheit Am Alten Weingut Wilder Mann: Wohnhaus, Teil einer kleinen Siedlung des Allgemeinen Sächsischen Siedlerverbandes, Ortsverein Dresden entlang der Bolivarstraße (Einzeldenkmal zu ID-Nr. 09304551)     | Virchowstraße 27 (Karte)                             | 1930–1931 (Mehrfamilienwohnhaus)                                                     | Einzeldenkmal der Sachgesamtheit Am Alten Weingut Wilder Mann: Wohnhaus, Bau mit Stilelementen der Neuen Sachlichkeit und Reformarchitektur um 1930, einfache Putzfassade, ortsentwicklungsgeschichtliche und bauhistorische Bedeutung. | 09216619 |
| Weitere Bilder                          | Einzeldenkmal der Sachgesamtheit Am Alten Weingut Wilder Mann: Wohnhaus, Teil einer kleinen Siedlung des Allgemeinen Sächsischen Siedlerverbandes, Ortsverein Dresden entlang der Bolivarstraße (Einzeldenkmal zu ID-Nr. 09304551)     | Virchowstraße 28 (Karte)                             | 1930–1931 (Mehrfamilienwohnhaus)                                                     | Einzeldenkmal der Sachgesamtheit Am Alten Weingut Wilder Mann: Wohnhaus, Bau mit Stilelementen der Neuen Sachlichkeit und Reformarchitektur um 1930, einfache Putzfassade, ortsentwicklungsgeschichtliche und bauhistorische Bedeutung. | 09216618 |
|                                         | Einzeldenkmal der Sachgesamtheit Gruppe Pieschen: Wohnblock einer Siedlung der Dresdner Spar- und Bauverein e.G.m.b.H. (Einzeldenkmal zu ID-Nr. 09213850)                                                                              | Volkersdorfer Straße 1; 3 (Karte)                    | 1929–1930 (Mehrfamilienwohnhaus)                                                     | Einzeldenkmal der Gruppe Pieschen: Wohnblock; Anlage ist Zeugnis des Siedlungsbaus der späten zwanziger Jahre, von baugeschichtlicher und sozialgeschichtlicher sowie ortsbildprägender Bedeutung. | 09216587 |
| Weitere Bilder                          | Einzeldenkmal der Sachgesamtheit Gruppe Pieschen: Wohnblock mit Eckanbau (Volkersdorfer Straße 5/7/9/11 und Boxdorfer Straße 26) einer Siedlung der Dresdner Spar- und Bauverein e.G.m.b.H. (Einzeldenkmal zu ID-Nr. 09213850)         | Volkersdorfer Straße 5; 7; 9; 11 (Karte)             | 1929–1930 (Mehrfamilienwohnhaus)                                                     | Einzeldenkmal der Gruppe Pieschen: Wohnblock; Anlage ist Zeugnis des Siedlungsbaus der späten zwanziger Jahre, von baugeschichtlicher und sozialgeschichtlicher sowie ortsbildprägender Bedeutung. | 09216588 |
| Weitere Bilder                          | Einzeldenkmal der Sachgesamtheit Gruppe Pieschen: Wohnblock (Boxdorfer Straße 36/38/40/42/42b und Volkersdorfer Straße 12/14/16/18) einer Siedlung der Dresdner Spar- und Bauverein e.G.m.b.H. (Einzeldenkmal zu ID-Nr. 09213850)      | Volkersdorfer Straße 12; 14; 16; 18 (Karte)          | 1929–1930 (Mehrfamilienwohnhaus)                                                     | Einzeldenkmal der Gruppe Pieschen: Wohnblock; Anlage ist Zeugnis des Siedlungsbaus der späten zwanziger Jahre, von baugeschichtlicher und sozialgeschichtlicher sowie ortsbildprägender Bedeutung. | 09216585 |
| Weitere Bilder                          | Einzeldenkmal der Sachgesamtheit Gruppe Pieschen: Wohnblock (Boxdorfer Straße 30/32/34 und Volkersdorfer Straße 20/22) einer Siedlung der Dresdner Spar- und Bauverein e.G.m.b.H. (Einzeldenkmal zu ID-Nr. 09213850)                   | Volkersdorfer Straße 20; 22 (Karte)                  | 1929–1930 (Mehrfamilienwohnhaus)                                                     | Einzeldenkmal der Gruppe Pieschen: Wohnblock; Anlage ist Zeugnis des Siedlungsbaus der späten zwanziger Jahre, von baugeschichtlicher und sozialgeschichtlicher sowie ortsbildprägender Bedeutung. | 09213870 |
| Weitere Bilder                          | Einzeldenkmal der Sachgesamtheit Gruppe Pieschen: Wohnblock (Boxdorfer Straße 28 und Volkersdorfer Straße 24) einer Siedlung der Dresdner Spar- und Bauverein e.G.m.b.H. (Einzeldenkmal zu ID-Nr. 09213850)                            | Volkersdorfer Straße 24 (Karte)                      | 1929–1930 (Mehrfamilienwohnhaus)                                                     | Einzeldenkmal der Gruppe Pieschen: Wohnblock; Anlage ist Zeugnis des Siedlungsbaus der späten zwanziger Jahre, von baugeschichtlicher und sozialgeschichtlicher sowie ortsbildprägender Bedeutung. | 09213869 |
|                                         | Einzeldenkmale der Sachgesamtheit Palmié-Häuser: Häuserzeile (Hans-Sachs-Str. 33/35 mit Waldstraße 1) einer Wohnanlage des Dresdner Spar- und Bauvereins (Einzeldenkmal zu ID-Nr. 09306409)                                            | Waldstraße 1 (Karte)                                 | 1913–1914, nach Adressbuch (Mehrfamilienwohnhaus)                                    | Einzeldenkmale der Sachgesamtheit Palmié-Häuser: Häuserzeile einer Wohnanlage des Dresdner Spar- und Bauvereins; kleine und moderne Siedlung von Heinrich Koch, an sozial- und lebensreformerische Grundsätze anknüpfend mit Gemeinschaftsräumen, Waschhaustrakt (abgebrochen) und Grün- und Spielflächen in den Innenhöfen, nach Kommerzienrat Palmié benannt – einem Förderer des Spar- und Bauvereins, siehe Maxim-Gorki-Straße 58–60, Rückertstraße 22–30 und Waldstraße 3–7, stadtentwicklungsgeschichtliche und bauhistorische Bedeutung. Die Hans-Sachs-Straße wurde im Zusammenhang mit dem Bau einer kleinen Wohnsiedlung um 1890 angelegt. | 09216530 |
|                                         | Einzeldenkmal der Sachgesamtheit Palmié-Häuser: Häuserzeile einer Wohnanlage des Dresdner Spar- und Bauvereins (Einzeldenkmal zu ID-Nr. 09306409)                                                                                      | Waldstraße 3; 3a; 3b (Karte)                         | 1913–1914, nach Adressbuch (Mehrfamilienwohnhaus)                                    | Einzeldenkmal der Sachgesamtheit Palmié-Häuser: Häuserzeile einer Wohnanlage des Dresdner Spar- und Bauvereins; kleine und moderne Siedlung von Heinrich Koch, an sozial- und lebensreformerische Grundsätze anknüpfend mit Gemeinschaftsräumen, Waschhaustrakt (abgebrochen) und Grün- und Spielflächen in den Innenhöfen, nach Kommerzienrat Palmié benannt – einem Förderer des Spar- und Bauvereins, siehe Nummer 1/5/7–7b, Maxim-Gorki-Straße 58–60 und Rückertstraße 22–30, stadtentwicklungsgeschichtliche und bauhistorische Bedeutung. | 09216528 |
|                                         | Einzeldenkmal der Sachgesamtheit Palmié-Häuser: Wohngebäude, Teil einer Wohnanlage des Dresdner Spar- und Bauvereins (Einzeldenkmal zu ID-Nr. 09306409)                                                                                | Waldstraße 5 (Karte)                                 | 1913–1914, nach Adressbuch (Mehrfamilienwohnhaus)                                    | Einzeldenkmal der Sachgesamtheit Palmié-Häuser: Wohngebäude, Teil einer Wohnanlage des Dresdner Spar- und Bauvereins; kleine und moderne Siedlung von Heinrich Koch, an sozial- und lebensreformerische Grundsätze anknüpfend mit Gemeinschaftsräumen, Waschhaustrakt (abgebrochen) und Grün- und Spielflächen in den Innenhöfen, nach Kommerzienrat Palmié benannt – einem Förderer des Spar- und Bauvereins, siehe Nummer 1/3–3b/7–7b, Maxim-Gorki-Straße 58–60 und Rückertstraße 22–30, stadtentwicklungsgeschichtliche und bauhistorische Bedeutung. | 09216531 |
|                                         | Einzeldenkmal der Sachgesamtheit Palmié-Häuser: winkelförmige Häuserzeile (Maxim-Gorki-Str. 58–58b und Waldstraße 7–7b) einer Wohnanlage des Dresdner Spar- und Bauvereins (Einzeldenkmal zu ID-Nr. 09306409)                          | Waldstraße 7; 7a; 7b (Karte)                         | 1912–1914, nach Adressbuch (Mehrfamilienwohnhaus)                                    | Einzeldenkmal der Sachgesamtheit Palmié-Häuser: winkelförmige Häuserzeile einer Wohnanlage des Dresdner Spar- und Bauvereins; kleine und moderne Siedlung von Heinrich Koch, an sozial- und lebensreformerische Grundsätze anknüpfend mit Gemeinschaftsräumen, Waschhaustrakt (abgebrochen) und Grün- und Spielflächen in den Innenhöfen, nach Kommerzienrat Palmié benannt – einem Förderer des Spar- und Bauvereins, siehe Maxim-Gorki-Straße 60, Rückertstraße 22–30 und Waldstraße 1–5, stadtentwicklungsgeschichtliche und bauhistorische Bedeutung. | 09216533 |
| Direkt Bild zu diesem Denkmal hochladen | Wohnhaus in offener Bebauung | Weinböhlaer Straße 5 (Karte)                         | um 1880 (Wohnhaus)                                                                   | historistischer Bau um 1880 mit neoklassizistischen Formen, bauhistorische und stadtentwicklungsgeschichtliche Bedeutung Der historisierende Bau wurde um 1880 in neoklassizistischen Formen errichtet. Das zweigeschossige Gebäude sitzt auf einem hohen Kellergeschoss auf. Die erste Etage wird von einer Putznutung hervorgehoben während die zweite Etage durch feine Dekorelemente an den Fenstern auf sich Aufmerksam macht. Typisch historistische Bauformen wie die starken Simse, die Fensterverdachungen und- spiegel sowie die Gaupen charakterisieren das Gebäude. Es besitzt bauhistorische und stadtbauentwicklungsgeschichtliche Bedeutung. | 09216340 |
| Direkt Bild zu diesem Denkmal hochladen | Mietshaus in Ecklage und offener Bebauung, mit seitlicher Toreinfahrt und Einfriedungsmauer | Weinböhlaer Straße 9 (Karte)                         | nach 1900 (Mietshaus)                                                                | historisierender Bau nach 1900 entstanden, Eckbetonung durch Balkons, bauhistorische und stadtentwicklungsgeschichtliche Bedeutung. | 09216339 |
| Direkt Bild zu diesem Denkmal hochladen | Ehemaliges Gasthaus | Weinböhlaer Straße 11 (Karte)                        | 18. Jh. (Gasthaus)                                                                   | heute Wohnhaus, eingeschossiges Gebäude mit erhöhtem Mittelteil, bauhistorische und hohe stadtentwicklungsgeschichtliche Bedeutung Bei dem schlichten eingeschossigen Gebäude mit hervorgehobenen Mittelteil handelt es sich um eine ehemalige Schankwirtschaft, die im 18. Jahrhundert an der nach Großenhain führenden Straße errichtet wurde. Formen, die auf diese frühe Bauzeit hinweisen sind beispielsweise die Eingeschossigkeit des Gebäudes oder die gekehlten sandsteinernen Fensterrahmen. Es ist als einzig erhaltenes Bauwerk dieser Zeit an der Großenhainer Straße von hoher stadtbauentwicklungsgeschichtlichen Bedeutung und besitzt bauhistorischen Wert. | 09216338 |
| Direkt Bild zu diesem Denkmal hochladen | Arbeiterhaus | Weinböhlaer Straße 25; 27 (Karte)                    | 1873 (Arbeiterwohnhaus)                                                              | Teil der Werkssiedlung der Steingutfabrik Villeroy & Boch, schlichter historistischer Bau nach 1870, bauhistorische und stadtentwicklungsgeschichtliche Bedeutung. Zwei- sowie dreigeschossige Doppelwohnhäuser mit Zwei- und Dreiraumwohnungen für Arbeiter bzw. Vorarbeiter, 1997 entkernt und in Folge neu erbaut. | 09216337 |
| Direkt Bild zu diesem Denkmal hochladen | Arbeiterhaus | Weinböhlaer Straße 29; 31 (Karte)                    | 1873 (Arbeiterwohnhaus)                                                              | Teil der Werkssiedlung der Steingutfabrik Villeroy & Boch, schlichter historistischer Bau nach 1870, bauhistorische und stadtentwicklungsgeschichtliche Bedeutung. | 09216336 |
| Direkt Bild zu diesem Denkmal hochladen | Mietshaus in Ecklage und in offener Bebauung, mit Einfriedung | Weinböhlaer Straße 33 (Karte)                        | um 1910 (Mietshaus)                                                                  | Reformstil- und Jugendstilbau um 1910, mit Jugendstilfenstern, bauhistorische und stadtentwicklungsgeschichtliche Bedeutung. | 09216334 |
| Direkt Bild zu diesem Denkmal hochladen | Mietshaus in Ecklage, offener Bebauung und mit Einfriedung | Weinböhlaer Straße 37 (Karte)                        | um 1910 (Mietshaus)                                                                  | Jugendstilbau um 1910, bauhistorische und stadtentwicklungsgeschichtliche Bedeutung. | 09216335 |
|                                         | Wohnhauszeile in offener Bebauung | Weixdorfer Straße 2; 2b; 4 (Karte)                   | um 1928 (Wohnhaus)                                                                   | zeittypischer Wohnhausbau der 1920er Jahre mit schlichter Putzfassade, bauhistorische und stadtentwicklungsgeschichtliche Bedeutung Bei der um 1928 errichteten Wohnhauszeile handelt es sich um eine typische Wohnanlage der 20er oder 30er Jahre. Die Gebäude sind dreigeschossig, ein langgestrecktes Mittelteil wird von den leicht vorkragenden Kopfbauten flankiert. Alle Gebäude sind einfach geputzt und besitzen Walmdächer, die Treppenhäuser liegen leicht zurückgesetzt, die Geschosse werden durch einfache Simse voneinander getrennt. Die Eingänge und Fenster im Erdgeschoss sind alle mit einem leicht zurückspringenden, im Putz liegenden Bogen hinterfangen. Als weiteres Schmuckelement sind die Fenstersprossen zu nennen. Die Anlage ist ein Zeugnis des Siedlungsbaus der späten zwanziger Jahre in Dresden und geprägt durch traditionelles Gedankengut und Ideen der Neuen Sachlichkeit. Ihr Denkmalwert ergibt sich aus der bau- und sozialgeschichtlichen sowie ortsbildprägenden Bedeutung. | 09216546 |
| Weitere Bilder                          | XI. Bürgerschule (ehem.); Ärztehaus Mickten | Wurzener Straße 5 (Karte)                            | um 1900 (ehemalige Schule)                                                           | Schulgebäude (ehem.); Bau über L-förmigem Grundriss, Hauptfassade viergeschossig mit Mittel- und Ecklisenen sowie Giebel über Dachtraufe, baugeschichtlich und ortsgeschichtlich bedeutend als 11. Bürgerschule erbaut, 1943 Lazarett, später Krankenhaus Neustadt und Poliklinik, heute Büro- und Ärztehaus Pieschen | 09216498 |
|                                         | Mietshaus in offener Bebauung | Wurzener Straße 6 (Karte)                            | um 1905 (Mietshaus)                                                                  | charakteristischer Bau der Architektur nach 1900, schlicht, mit akzentuierendem Bauschmuck, darunter Zierfachwerk, baugeschichtlich bedeutend | 09216497 |
|                                         | Mietshaus in offener Bebauung | Wurzener Straße 10 (Karte)                           | um 1905 (Mietshaus)                                                                  | charakteristischer Bau der Architektur nach 1900, schlicht, mit akzentuierenden Fassadenelementen, dominiert von übergiebeltem Mittelrisalit, baugeschichtlich bedeutend | 09216496 |
|                                         | Wohnblock Dresden-Pieschen: Häuserzeile (Einzeldenkmal zu ID-Nr. 09216575) | Wurzener Straße 11; 13; 15 (Karte)                   | 1927–1928 (Wohnanlage)                                                               | Einzeldenkmal der Sachgesamtheit Wohnblock Dresden-Pieschen: Häuserzeile; über U-förmigem Grundriss, baugeschichtlich, künstlerisch und städtebaulich bedeutend | 09216577 |
| Weitere Bilder                          | Wohnblock Dresden-Pieschen: Wirtschaftstrakt (Einzeldenkmal zu ID-Nr. 09216575) | Wurzener Straße 15a (Karte)                          | 1927–1928 (Wirtschaftsgebäude)                                                       | Einzeldenkmal der Sachgesamtheit Wohnblock Dresden-Pieschen: Wirtschaftstrakt; baugeschichtlich, künstlerisch und städtebaulich bedeutend | 09216574 |
| Weitere Bilder                          | Mietshaus in geschlossener Bebauung | Wurzener Straße 16 (Karte)                           | um 1925 (Mietshaus)                                                                  | Ausmalung im Art-Déco-Stil, schlichter Putzbau der 20er Jahre, baugeschichtlich bedeutend | 09216495 |
|                                         | Wohnblock Dresden-Pieschen: Häuserzeile (Einzeldenkmal zu ID-Nr. 09216575) | Wurzener Straße 17 (Karte)                           | 1927–1928 (Wohnanlage)                                                               | Einzeldenkmal der Sachgesamtheit Wohnblock Dresden-Pieschen; Häuserzeile; baugeschichtlich, künstlerisch und städtebaulich bedeutend | 09216576 |
| Weitere Bilder                          | Sachgesamtheit Sachsenbad mit mehreren Einzeldenkmalen | Wurzener Straße 18 (Karte)                           | 1929 (Hallenbad)                                                                     | Sachgesamtheit Sachsenbad mit folgenden Einzeldenkmalen: Hallenbad einschl. Verbindungsgang (Einzeldenkmal – ID-Nr. 09216459, Wurzener Straße 18) sowie Bibliotheks- und Wohngebäude (Einzeldenkmal – ID-Nr. 09216456, Rehefelder Straße 39), dazu die Außenanlagen des Bades sowie die Platzgestaltung im Winkel zwischen Wurzener Straße und Rehefelder Straße als Sachgesamtheitsteile; eines der beeindruckendsten Dresdner Ensembles des Neuen Bauens, Gebäude aus kubischen Blöcken mit Flachdach, dabei Badgebäude regelhafter, mit Stein- und Putzstruktur, rahmenden Profilen sowie Ornamenten auch der Tradition verpflichtet, Bad war von Stadtbaurat Paul Wolf (1879–1957) als Dominante eines ausgedehnten Sportparks vorgesehen, baugeschichtlich, sozialgeschichtlich, künstlerisch und ortsgeschichtlich bedeutend sowie singulär. | 09306145 |
| Weitere Bilder                          | Sachsenbad: Hallenbad (Einzeldenkmal zu ID-Nr. 09306145) | Wurzener Straße 18 (Karte)                           | 1929 (Hallenbad)                                                                     | Einzeldenkmal der Sachgesamtheit Sachsenbad; Hallenbad mit gedecktem Gang/Verbindungsgang, dreigeschossiger kubischer Baublock mit Flachdach, Hauptfassade durch zwei Seitenrisalite und überdachte Eingangszone gegliedert, eines der beeindruckendsten Dresdner Gebäude des Neuen Bauens, baugeschichtlich und ortsgeschichtlich bedeutend sowie singulär | 09216459 |
| Weitere Bilder                          | Häuserzeile (Braunschweiger Straße 10/12/14 und Wurzener Straße 21) | Wurzener Straße 21 (Karte)                           | um 1925 (Mehrfamilienwohnhaus)                                                       | Anlage an der Ecke Braunschweiger und Wurzener Straße, Beispiel des Wohnungsbaus der 1920er Jahre, expressionistische Gestaltung, baugeschichtlich bedeutend | 09216243 |
| Weitere Bilder                          | Wohnhausgruppe über L-förmigem Grundriss | Wurzener Straße 23 (Karte)                           | um 1925 (Wohnhaus)                                                                   | expressionistisch gestaltete Fassaden, Beispiel der Siedlungsarchitektur der 1920er Jahre, baugeschichtlich und stadtentwicklungsgeschichtlich bedeutend | 09216241 |
| Weitere Bilder                          | Doppelmietshaus in geschlossener Bebauung | Wurzener Straße 25; 27 (Karte)                       | um 1905 (Doppelmietshaus)                                                            | schlichte, historisierende Putzfassade, baugeschichtlich bedeutend | 09216249 |
|                                         | Mietshaus in geschlossener Bebauung | Wurzener Straße 29 (Karte)                           | um 1910 (Mietshaus)                                                                  | typisches Beispiel der Reformbaukunst um 1910, baugeschichtlich bedeutend | 09216250 |
|                                         | Mietshaus in geschlossener Bebauung | Wurzener Straße 31 (Karte)                           | um 1905 (Mietshaus)                                                                  | charakteristischer Bau der Architektur nach 1900, Betonung der Mitte, Lisenengliederung, Jugendstil-Glasfenster im Treppenhaus, baugeschichtlich und stadtentwicklungsgeschichtlich bedeutend | 09216251 |
| Weitere Bilder                          | Mietshaus in geschlossener Bebauung | Wurzener Straße 33 (Karte)                           | um 1905 (Mietshaus)                                                                  | Bau der Architektur nach 1900 mit eigenwilliger Eingangsgestaltung, baugeschichtlich und stadtentwicklungsgeschichtlich bedeutend | 09216252 |
|                                         | Mietshaus in geschlossener Bebauung | Wurzener Straße 39 (Karte)                           | um 1900 (Mietshaus)                                                                  | charakteristischer Bau der Architektur um 1900, stilisierte historisierende Elemente, insbesondere Vorhangbogenmotive im zweiten Obergeschoss, auffällig auch die Rustika im Erdgeschoss und die Lisenengliederung im letzten Vollgeschoss, baugeschichtlich und stadtentwicklungsgeschichtlich bedeutend | 09216253 |
|                                         | Mietshaus in geschlossener Bebauung | Wurzener Straße 41 (Karte)                           | um 1900 (Mietshaus)                                                                  | charakteristischer Bau der Architektur um 1900, historisierende Elemente, insbesondere Vorhangbogenmotive im zweiten Obergeschoss, Geschoss darunter als Beletage betont, baugeschichtlich und stadtentwicklungsgeschichtlich bedeutend | 09216254 |
|                                         | Wohnhaus einer Wohnanlage | Wurzener Straße 60 (Karte)                           | bezeichnet 1939 (Mehrfamilienwohnhaus)                                               | schlichte Putzbauten der 1930er Jahre, siehe auch Wurzener Str. 62/64 und Dahlener Straße 1/3, baugeschichtlich bedeutend | 09216257 |
|                                         | Doppelwohnhaus einer Wohnanlage | Wurzener Straße 62; 64 (Karte)                       | 1939 (Doppelwohnhaus)                                                                | schlichte Putzbauten der 1930er Jahre, siehe auch Wurzener Str. 60 und Dahlener Straße 1/2, baugeschichtlich bedeutend | 09216256 |
|                                         | Gebäudegruppe (Zeithainer Straße 1–11 und Riesaer Straße 26–30), Innenhofgestaltung und Einfriedung, Teil einer Wohnanlage des Kleinwohnungsbauverein Dresden                                                                          | Zeithainer Straße 1; 3; 5; 7; 9; 11 (Karte)          | 1913 (Mehrfamilienwohnhaus)                                                          | Komplex an der Ecke Riesaer/Zeithainer Straße, östlich der Zeithainer Straße drei gestaffelte Baukörper, an der Coswiger Straße ein Gebäude in Ecklage, westlich der Zeithainer Straße Baugruppe um einen zur Riesaer Straße offenen Innenhof, aus zwei Flügeln bestehend, welche durch ein mehrgeschossiges Torhaus zusammengehalten werden, die Zugänge teilweise von Einfriedungsmauern aus Klinker flankiert, siehe auch Coswiger Str. 8 und Zeithainer Straße 2- 12, um 1913 entstanden, von Reformarchitektur geprägt, bauhistorische und stadtentwicklungsgeschichtliche Bedeutung. Die Riesaer Straße wurde Ende des 19. Jahrhunderts parallel zum Bahndamm angelegt und führt an zahlreichen Industriebetrieben vorbei. | 09216347 |
| Weitere Bilder                          | Wohnhauszeile (Coswiger Str. 8 und Zeithainer Straße 2/4) mit Innenhofgestaltung und Einfahrt, Teil einer Wohnanlage des Kleinwohnungsbauverein Dresden                                                                                | Zeithainer Straße 2; 4 (Karte)                       | 1913 (Mehrfamilienwohnhaus)                                                          | Komplex an der Ecke Riesaer/Zeithainer Straße, östlich der Zeithainer Straße drei gestaffelte Baukörper, an der Coswiger Straße ein Gebäude in Ecklage, westlich der Zeithainer Straße Baugruppe um einen zur Riesaer Straße offenen Innenhof, aus zwei Flügeln bestehend, welche durch ein mehrgeschossiges Torhaus zusammengehalten werden, die Zugänge teilweise von Einfriedungsmauern aus Klinker flankiert, siehe auch Riesaer Straße 26/28/30 und Zeithainer Straße 1–12, um 1913 entstanden, von Reformarchitektur geprägt, bauhistorische und stadtentwicklungsgeschichtliche Bedeutung. | 09216349 |
| Direkt Bild zu diesem Denkmal hochladen | Wohnhaus (Hofgebäude hinter Nr. 2/4) und Innenhofgestaltung, Teil einer Wohnanlage des Kleinwohnungsbauverein Dresden | Zeithainer Straße 6 (Karte)                          | 1913 (Mehrfamilienwohnhaus)                                                          | Komplex an der Ecke Riesaer/Zeithainer Straße, östlich der Zeithainer Straße drei gestaffelte Baukörper, an der Coswiger Straße ein Gebäude in Ecklage, westlich der Zeithainer Straße Baugruppe um einen zur Riesaer Straße offenen Innenhof, aus zwei Flügeln bestehend, welche durch ein mehrgeschossiges Torhaus zusammengehalten werden, die Zugänge teilweise von Einfriedungsmauern aus Klinker flankiert, siehe auch Coswiger Str. 8, Riesaer Str. 26–28 und Zeithainer Straße 1–12, um 1913 entstanden, von Reformarchitektur geprägt, bauhistorische und stadtentwicklungsgeschichtliche Bedeutung. | 09216350 |
| Direkt Bild zu diesem Denkmal hochladen | Wohnhauszeile, Innenhofgestaltung und Einfahrt, Teil einer Wohnanlage des Kleinwohnungsbauverein Dresden | Zeithainer Straße 8; 10; 12 (Karte)                  | 1913 (Mehrfamilienwohnhaus)                                                          | Komplex an der Ecke Riesaer/Zeithainer Straße, östlich der Zeithainer Straße drei gestaffelte Baukörper, an der Coswiger Straße ein Gebäude in Ecklage, westlich der Zeithainer Straße Baugruppe um einen zur Riesaer Straße offenen Innenhof, aus zwei Flügeln bestehend, welche durch ein mehrgeschossiges Torhaus zusammengehalten werden, die Zugänge teilweise von Einfriedungsmauern aus Klinker flankiert, siehe auch Coswiger Str. 8, Riesaer Str. 26–28 und Zeithainer Straße 1–12, um 1913 entstanden, von Reformarchitektur geprägt, bauhistorische und stadtentwicklungsgeschichtliche Bedeutung. | 09216407 |

## Ehemalige Kulturdenkmale
| Bild | Bezeichnung     | Lage                                | Datierung | Beschreibung                                                                            | ID |
| ---- | --------------- | ----------------------------------- | --------- | --------------------------------------------------------------------------------------- | -- |
|      | Eisenbahnbrücke | Barbarastraße (Karte)               |           |                                                                                         |    |
|      | Wohnhauszeile   | Großenhainer Straße 149–153 (Karte) | um 1913   | Nr. 149 im Jahr 1913 im Auftrag der Kaiserlichen Reichspost erbaut, bis 1999 Poststelle |    |
|      | Wohnhaus        | Maxim-Gorki-Straße 74 (Karte)       |           |                                                                                         |    |

## Ausführliche Denkmaltexte
1. 1 2 3 4 5 6 7 8 9 10 11  
Um 1900 wurde die einst Ringstraße genannte Leisniger Straße angelegt. Sie entstand im Zusammenhang mit der zunehmenden Bebauung der Pieschener Flur und bildet den nördlichen Abschluss des Ortskerns in Richtung Bahnlinie. Nach der Eingemeindung wurde sie in Leisniger Straße umbenannt. Der Straßenbau ist verbunden mit der Industriegeschichte in Dresden-Pieschen um 1900 und mit dem Bau der Eisenbahnlinie Dresden-Leipzig, später Dresden-Berlin. In dieser Zeit entstand der größte Teil der Pieschener Bebauung mit Arbeiterhäusern auf hohem Wohnniveau. Dabei unterscheidet sich die großenteils geschlossene Bebauung in Pieschen-Süd von der zumeist von Doppelhäusern oder kleinen Häuserzeilen geprägten Bebauung, sonst ähnlichen Stils, in Pieschen Nord.
2. 1 2 3 4 5 6 7 8 9 10 11 12 13 14 15 16 17 18 19 20 21 22 23 24  
Die heutige Bebauung der Maxim-Gorki-Straße entstand im Wesentlichen in der zweiten Hälfte des 19. Jahrhunderts bis 1900, sie ist verbunden mit der Industriegeschichte in Dresden-Pieschen um 1900 und mit dem Bau der Eisenbahnlinie Dresden–Leipzig / später Berlin. In dieser Zeit entstand der größte Teil der Pieschener Bebauung mit Arbeiterhäusern auf hohem Wohnniveau. Dabei unterscheidet sich die großenteils geschlossene Bebauung in Pieschen-Süd von der zumeist von Doppelhäusern oder kleinen Häuserzeilen geprägten Bebauung, sonst ähnlichen Stils, in Pieschen Nord. Als West-Ost-Verbindung verknüpft diese Straße die Großenhainer Straße mit der Hansastraße und mündet dann in die Hechtstraße.
3. 1 2 3 4 5 6 7  
Die 203 Wohneinheiten umfassenden Anlage der so genannten Palmié-Häuser entstand zwischen 1912–14 bzw. 1926, der Entwurf stammt vom Architekten Heinrich Koch. Die Bauten sind dreigeschossig mit ausgebauten Mansarddächern, die Dachzone ist durch verschiedene Gaupen und Dachhäuser aufgelockert, die Fassaden durch Gesimse und Verdachungen sowie farblich hervorgehobene Putzflächen gegliedert. Die Eingänge sind mit kleinen Portiken gestaltet. Interessant ist der Versuch, die Innenhöfe sehr aufgelockert und different zu gestalten. Balkone sind sekundär. Die Gebäude besitzen stadtbaugeschichtliche und bauhistorische Bedeutung.
4. 1 2 3 4 5  Die Gebäudegruppe Riesaer Straße 26–30 gehört zusammen mit Zeithainer Straße 1–11 und ist Teil einer Wohnanlage des Kleinwohnungsbauverein (Dresden). Der Komplex an der Ecke Riesaer / Zeithainer Straße, östlich der Zeithainer Straße besteht aus drei gestaffelten Baukörpern. Sie sind durch eingeschossige Durchgänge verbunden, dahinter liegen Hofgebäude. An der Coswiger Straße steht ein Gebäude in Ecklage, westlich der Zeithainer Straße liegt eine Baugruppe um einen zur Riesaer Straße offenen Innenhof, aus zwei Flügeln. Sie werden durch ein mehrgeschossiges Torhaus zusammengehalten. Die Zugänge sind teilweise von Einfriedungsmauern aus Klinker flankiert. Die gesamte Anlage ist um 1913 entstanden und von Reformarchitektur geprägt. Sie besitzt bauhistorische und stadtentwicklungsgeschichtliche Bedeutung.
5. ↑  Das „Goehle-Werk“ der Zeiss Ikon AG, auf der Großenhainer Straße 101 errichtete Emil Högg zusammen mit Georg Rüth zwischen 1938–40: Zwei Produktionsgebäude, vier rückwärtige sogn. Schutztreppenhäuser und Gemeinschaftshaus/Gefolgschaftshaus, Produktionsgebäude an der Heidestraße (1938–1940) lang gestreckter Bau mit streng vertikaler Gliederung durch Halbsäulen, dazwischen eingespannte Brüstungsfelder, funktional angelegter Bau mit gestalterischem Anspruch (Großenhainer Straße 101), die gleichzeitig entstandenen turmartigen Schutztreppenhäusern nach Georg Rüth, mit dicken massiven Wänden und Granatabweisern (Großenhainer Straße 101 und Riesaer Straße 32), das rückwärtige Produktionsgebäude mit Schmalseite zur Riesaer Straße, hier gestalterisch hervorgehobenes Portel, wohl der einstige Hauptzugang, im Kern um 1915, ursprünglich Clemens Müller AG, Hersteller von Näh- und Schreibmaschinen, innen bemerkenswerte Betonskelettkonstruktion, Fassaden später vereinfacht (Riesaer Straße 32), Gefolgschaftshaus mit Freiflächengestaltung (1942–1944), Heidestraße/Riesaer Straße, schlichter und zugleich repräsentativer Bau, seltenes Beispiel eines erhaltenen Gefolgschafthauses (Riesaer Straße 32), Anlage bau-, industrie- und stadtentwicklungsgeschichtlich sowie künstlerisch bedeutend.
6. ↑  
Der Bauplatz Hubertusstraße 12a und Riesaer Straße 66/68 befand sich anfänglich, 1929–1930, im Besitz des Allgemeinen Sächsischen Siedlerverbandes. Wohl noch 1930 ist er von der Baugenossenschaft Volksheim Dresden e.G.m.B.H. übernommen worden. Diese ließ dann bis spätestens 1931 die Eckbebauung errichten (nach Adressbüchern 1929–1931). Entwerfender Architekt wird also auch hier Martin Mitscherlich gewesen sein. Die Eckbebauung wurde als traditioneller Kleinwohnungsbau um 1930errichtet. Gestaltet sind die dreigeschossigen, kastenförmigen Bauten durch Backsteinelemente, die als Streifen die Ecken und vorgezogenen Baukörper zieren. Nur durch die wiederum mit Backsteinen verkleideten, zurückgesetzten Treppenhäuser wird die Flucht unterbrochen. Die zwar pragmatisch ausgeführten aber dennoch architektonisch interessanten Häuser, sind für die Zeit typische traditionell gestaltet, mit Walmdächern und verputzen Fassaden. Von Belang für das Erscheinungsbild der Anlage sind die vorgelagerten Rasenstücke, vielleicht ehemals Vorgärten. Die Denkmaleigenschaft der Anlage ergibt sich aus der bau- und stadtentwicklungsgeschichtlichen Bedeutung. Zum einen sind die Häuser exemplarische Zeugnisse des Kleinwohnungs- und Siedlungsbaus um 1930, der zum Großteil auch von den oben genannten traditionellen Gestaltungselementen geprägt wurde, und zum anderen dokumentieren sie auf anschauliche Weise die städtebauliche Entwicklung Dresdens, als an den Rändern der Stadt Wohnanlagen und Siedlungen vor allem für die minderbemittelten Schichten entstanden. Das öffentliche Erhaltungsinteresse der hier zu beurteilenden Siedlung ergibt sich aus dem exemplarischen Charakter für die Architekturentwicklung um 1930. Hinzu kommt der Umstand, dass vergleichbare Anlagen in anderen Bundesländern als Denkmale behandelt und publiziert werden.
7. 1 2 3 4 5 6  
Die Rückertstraße wurde im Zusammenhang mit dem Bau einer kleinen Wohnsiedlung um 1890 angelegt. Sie ist verbunden mit der Industriegeschichte in Dresden-Pieschen und mit dem Bau der Eisenbahnlinie Dresden–Leipzig / später Dresden-Berlin. In dieser Zeit entstand der größte Teil der Pieschener Bebauung mit Arbeiterhäusern auf ziemlich hohem Wohnniveau. Dabei unterscheidet sich die großenteils geschlossene Bebauung in Pieschen-Süd von der zumeist von Doppelhäusern oder kleinen Häuserzeilen geprägten Bebauung, sonst ähnlichen Stils, in Pieschen Nord.
8. 1 2  Die Seumestraße wurde im Zusammenhang mit dem Bau einer kleinen Wohnsiedlung um 1890 angelegt. Sie ist verbunden mit der Industriegeschichte in Dresden-Pieschen und mit dem Bau der Eisenbahnlinie Dresden–Leipzig / später Dresden-Berlin. In dieser Zeit entstand der größte Teil der Pieschener Bebauung mit Arbeiterhäusern auf ziemlich hohem Wohnniveau. Dabei unterscheidet sich die großenteils geschlossene Bebauung in Pieschen-Süd von der zumeist von Doppelhäusern oder kleinen Häuserzeilen geprägten Bebauung, sonst ähnlichen Stils, in Pieschen Nord. Bei dem um 1895 entstandenen Doppelmietshaus handelt es sich um einen dreigeschossigen Putzbau mit einem Mansarddach. Typisch historistische Elemente, wie die sandsteinernen Simse, die verschiedene Gestalt der Fenster oder die verschiedenen Fensterverdachungen strukturieren und schmücken die Fassade. Das weitgehend authentisch erhaltene Gebäude verweist auf die bauliche Entwicklung Pieschens um 1900, es besitzt stadtentwicklungsgeschichtlichen Wert. Darüber hinaus ist es als typisches Beispiel historistischer Bauweise von bauhistorischer Bedeutung.
9. 1 2 3 4 5 6 7 8 9 10 11 12 13 14 15 16 17 18 19 20 21 22 23 24 25 26 27 28 29 30  
Die Trachenberger Straße sowie der Trachenberger Platz wurden im letzten Drittel des 19. Jahrhunderts auf zuvor gartenbaulich genutztem Gelände angelegt. Die Trachenberger Straße steht im Zusammenhang mit dem Bau einer Wohnsiedlung in dieser Gegend. Sie ist verbunden mit der Industriegeschichte in Dresden-Pieschen und mit dem Bau der Eisenbahnlinie Dresden–Leipzig / später Dresden-Berlin. In dieser Zeit entstand der größte Teil der Pieschener Bebauung mit Arbeiterhäusern auf ziemlich hohem Wohnniveau. Dabei unterscheidet sich die großenteils geschlossene Bebauung in Pieschen-Süd von der zumeist von Doppelhäusern oder kleinen Häuserzeilen geprägten Bebauung, sonst ähnlichen Stils, in Pieschen Nord.
10. ↑  Bei dem Ende des 19. Jahrhunderts errichteten Mietshaus handelt es sich um einen dreigeschossigen Bau mit Mansarddach. Der Fassadenschmuck ist in den gängigen Historismusformen gehalten, geputzt und farbig gefasst. Das Erdgeschoss besitzt eine Putznutung, das erste Obergeschoss ist durch Fensterverdachungen hervorgehoben. Zur besseren städtebaulichen Einordnung ist die Ecke abgeflacht und turmartig überhöht. Der obere Abschluss wurde wahrscheinlich nicht vollständig rekonstruiert. Das Gebäude kennzeichnet die Ecke zwischen der Barbarastraße und dem Trachenberger Platz und ist ein gutes Beispiel der zeitgenössischen Architektur, ein Zeugnis der damaligen Dresdener Stadtentwicklung und von städtebaulicher Bedeutung. Trachenberger Str. 19 – Bei dem um 1895 entstandenen Mietshaus handelt es sich um einen dreigeschossigen, einfach verputzten Bau mit einem Mansarddach. Der Fassadenschmuck ist in den gängigen Historismusformen gehalten, geputzt und farbig gefasst. Das Erdgeschoss besitzt eine Putznutung, das erste Obergeschoss ist durch Fensterverdachungen hervorgehoben. Zur besseren städtebaulichen Einordnung ist die Ecke abgeflacht und turmartig überhöht. Der obere Abschluss wurde wahrscheinlich nicht vollständig rekonstruiert. Das Gebäude kennzeichnet die Ecke zwischen der Trachenberger Straße und dem Trachenberger Platz und ist ein gutes Beispiel der zeitgenössischen Architektur, ein Zeugnis der damaligen Dresdener Stadtentwicklung und von städtebaulicher Bedeutung. Darüber hinaus ist es als typisches Beispiel historistischer Bauweise von bauhistorischer Bedeutung.
11. ↑  
Das hier zu beurteilende Objekt gehört zur repräsentativsten Straße des Dresdner Vorortes Pieschen. Pieschen, ursprünglich kein reiches Bauerndorf am Rande der sächsischen Residenzstadt, in dem mehr Häusler als Hüfner wohnten, entwickelte sich während der Industrialisierung in der zweiten Hälfte des 19. Jahrhunderts zu einer respektablen Vorstadt mit zahlreichen Fabriken und ausgedehnten Mietshausquartieren. Dies betraf anfänglich vor allem den Bereich um die Bürgerstraße und die Oschatzer Straße, südlich der Eisenbahnlinie Leipzig-Dresden. Verstärkt ab 1900 wurde auch das sich nördlich anschließende, und bis dahin weitgehend unbebaute Areal erschlossen. Die Großenhainer Straße avancierte zur wichtigsten Verkehrsachse dieses Gebietes mit Ballhäusern, Fabriken, Gaststätten, einem Kino usw. Sie verband die Dresdner Stadtteile Neustadt, Pieschen, Trachau und Trachenberge miteinander. Die wirtschaftliche Prosperität der damaligen Zeit und der damit einhergehende Bauboom werden gerade am Beispiel der Großenhainer Straße deutlich. Hier stehen ohne Zweifel die gestalterisch markantesten Gebäude des Quartiers und das in relativ geschlossener Abfolge. Somit erinnert die Großenhainer Straße 114 als Teil eines bemerkenswerten, vor allem in der Gründerzeit und von 1900 bis zum Ersten Weltkrieg geprägten Straßenensembles mehr noch als andere Bauten in der Umgebung an die rasante Verstädterung und das beeindruckende wirtschaftliche Wachstum einer ursprünglich kleinen Landgemeinde und macht damit ein Stück der Entwicklung eines Dresdner Vorortes deutlich. Die heutige Großenhainer Straße geht auf die frühere „Haynische Straße“ zurück, die Dresden mit Großenhain verband. Vom Leipziger Tor (Palaisplatz) ausgehend führte sie über Pieschen und Trachau weiter nach Großenhain. Da sie als Poststraße von Bedeutung war, wurden um 1700 Meilensteine aufgestellt. Im 19. Jahrhundert hieß die Straße Moritzburger Chaussee oder Berliner Straße, seit kurz nach 1850 dann Großenhainer Straße. Während der der Bahnlinie zugewandte Teil bereits um 1840 als Standort für verschiedene Gewerbebetriebe attraktiv wurde, entstanden die meisten Wohnhäuser der Nordseite erst nach 1890. Ab 1891 fuhren über die Großenhainer Straße Straßenbahnen zum Betriebshof Trachenberge und zum Wilden Mann. Dreigeschossige Mietvilla mit Ladeneinbauten im Erdgeschoss, um 1910 errichtet. Zeittypisches malerisches Erscheinungsbild durch unregelmäßige Grund- und Aufrissgestaltung sowie Material- und Formenvielfalt in der Fassadenausbildung: Genuteter Sandsteinsockel, weitere Geschosse verputzt, Fenster mit Sandsteinrahmungen, im Obergeschoss reiches Zierfachwerk, akzentuierend eingesetzt, auskragende Balkone, verschieden gestaltete Dachgaupen, das Mansarddach und die auskragenden bis zum First ausgebauten Giebel sind entsprechend der Grundrissbildung durchgliedert, Eckturm, aufgeputzte Schmuckelemente. Die authentisch erhaltene Mietvilla ist Teil des neuerbauten Pieschen. Sie verweist damit auf diesen wichtigen Abschnitt der Ortsgeschichte. Hieraus ergibt sich ihre ortsentwicklungsgeschichtliche Bedeutung. Überdies dokumentiert sie Qualität und Anspruch im Mietshausbau der Zeit um 1900, wodurch sie baugeschichtliche Bedeutung erlangt. Im Zusammenspiel mit den benachbarten Villengebäude entfaltet sie ortsbildprägende Bedeutung.
12. 1 2  
Auf dem ehemaligen Weinbergsgelände „zum wilden Mann“ errichtete man Anfang der 30er Jahre Siedlungen. Die Bolivarstraße wurde 1931 im Zusammenhang mit dem Bau neuer Wohnhäuser an der früheren Gemarkungsgrenze zwischen Trachau und Pieschen angelegt. Im Gesamtkonzept nehmen die Häuser der Bolivarstraße (2–88), der Döbelnerstraße (77/79) und der Virchowstraße (27/78) als Siedlung „Am Alten Weingut Wilder Mann“ Bezug auf die Siedlung der Duckwitzstraße „Zur guten Hoffnung“. Die Wohnhäuser an der Bolivarstraße entstanden ab 1930 für den Allgemeinen Sächsischen Siedlerverband (ASSV), wobei die Entwurfsplanung dem Architekten Paul Müller oblag. Alle Wohnungen erhielten separate Eingänge und Kleingärten, welche der Selbstversorgung der Vereinsmitglieder mit Obst und Gemüse dienen sollten. Die 1931 bezogene Siedlung befindet sich heute im Besitz der Gemeinnützigen Wohnungsgenossenschaft „Am alten Weingut Wilder Mann“ und steht seit 1994 unter Denkmalschutz. Diese Genossenschaft hatte sich im September 1933 unter dem Druck der Nationalsozialisten aus dem gewerkschaftlich orientierten ASSV gebildet und ist kleinste Wohnungsgenossenschaft Dresdens. Die Reihenhäuser der Bolivarstraße sind schlicht und zweigeschossig angelegt, die einfach geputzten Bauten besitzen großzügige Vorgärten. Vor der Einfriedung, meist ein Lattenzaun, befindet sich wiederum ein mit Bäumen bewachsener Grünstreifen, der das Straßenbild bestimmt und die Häuser verdeckt. Je zwei Wohnungen teilen sich ein überdachtes Vorhaus, was getrennt zu begehen ist. Traditionelle Stilelemente, wie Walmdächer, Lochfassaden, Dachgaupen und Lattenzäune bestimmen den Charakter der Anlage. Zur Siedlungsanlage gehören auch einzelnstehende dreigeschossige Häuser (Hausnummer 2, 56, 58, 88), sie liegen in den Kreuzungsbereichen zur Virchowstraße, Döbelnerstraße und Großenhainerstraße. Die Einzelhäuser liegen näher an der Straße und rahmen die zurückliegende lange Häuserzeile. Die ebenfalls schlicht geputzten Gebäude werden durch einen kubischen Eingangsbereich und ein kastenartig zurückgesetztes Treppenhaus dominiert. Die Loggien waren ehemals offen. Diese Elemente verweisen auf die Sachlichkeit der Reformbaukunst dieser Zeit. Die weitgehend authentisch erhaltenen Gebäude verweisen auf die bauliche Entwicklung Pieschens um 1930, hierdurch erlangen sie ihren stadtentwicklungsgeschichtlichen Aussagewert, außerdem sind sie von bauhistorischer Bedeutung. Das öffentliche Erhaltungsinteresse der hier zu beurteilenden Siedlung ergibt sich aus dem exemplarischen Charakter für die Architekturentwicklung um 1930. Hinzu kommt der Umstand, dass vergleichbare Anlagen in anderen Bundesländern als Denkmale behandelt und publiziert werden.
13. 1 2 3 4 5  
Die im Auftrag des Dresdner Spar- und Bauverein geplante Wohnsiedlung wurde 1929/30 auf Planungsgrundlage der Architekten Paul Beck und Leo Hoese im Bereich der Gabelung von Boxdorfer- und Volkersdorfer Straße gebaut. Die Siedlungsanlage wurde in zwei Phasen ausgeführt: den ersten Bauabschnitt, der Boxdorfer-Volkersdorferstraße, errichtete man in Zeilenbauweise, der zweite, etwas jüngere Bauabschnitt umfasst die Gebäude der Hellerauer Straße. Sie ist, nach Plänen Willimartin Rombergers, in geschlossener Blockrandbebauung gebaut. Der viergeschossige Kopfbau der Anlage liegt im Gabelungsbereich der beiden Straßen. Er besitzt große Loggien und trägt den Schriftzug des Bauvereins. Die hinter ihm platzierten, zugunsten der bestmöglichen Lichtversorgung in Nord-Süd-Ausrichtung angeordneten Gebäude sind dreigeschossig. An den zurückgesetzten Eckbauten (viergeschossig) befinden sich über Eck gestellte Standerker. Alle Häuser sind einfach geputzt und besitzen Walmdächer. Als weiteres Schmuckelement sind die Fenstersprossen zu nennen. Die Anlage ist ein Zeugnis des Siedlungsbaus der späten zwanziger Jahre in Dresden und geprägt durch traditionelles Gedankengut und Ideen der Neuen Sachlichkeit. Ihr Denkmalwert ergibt sich aus der bau- und sozialgeschichtlichen sowie ortsbildprägenden Bedeutung.
14. ↑  
Bei der kurz nach 1900 errichteten Mietvilla handelt es sich um ein typisches Beispiel schlichter Jugendstilarchitektur. Ihr zeittypisches malerisches Erscheinungsbild erhält sie durch vielfältige Gestaltung der Fassade: unterschiedlich geformte Fenster, Balkone, vor allem das auskragende Dach, der vorkragende und der neben der Mittelachse liegende übergiebelte Risalit sowie der Putzdekor charakterisieren das Gebäude. Der Haustyp versucht die dem Bau zugrunde liegende klare Struktur einer Mietvilla mit Charakterzügen wirklicher Jugendstilvillen zu verbinden, wobei der Jugendstil meist dekorativ bleibt und sich nicht bei der Grundrissgestaltung widerspiegelt. Die authentisch erhaltene Villa verweist auf einen wichtigen Abschnitt der Ortsgeschichte. Hieraus ergibt sich ihre ortsentwicklungsgeschichtliche Bedeutung. Überdies dokumentiert sie Qualität und Anspruch im Mietvillenbau der Zeit um 1900, wodurch sie baugeschichtliche Bedeutung erlangt.
15. 1 2  1873 errichtete die Steingutfabrik Villeroy & Boch an der Weinböhlaer Straße fünf Wohnhäuser mit Werkswohnungen, eine der ersten Werkssiedlungen in Dresden. Leider blieben nach Abrissen seit 1987 der ehemals fünf Arbeiterhäuser (damals Nummer 13–23, als Doppelhäuser erbaut) nur zwei dieser Denkmale des frühen sozialen Wohnungsbaus erhalten. Das schlichte zweigeschossige Gebäude ist einfach geputzt und wird von einem Satteldach abgeschlossen. Das Wohnhaus besitzt große sozialgeschichtliche Bedeutung für Dresden, ist von stadtentwicklunggeschichtlichem Wert und als seltenes Beispiel frühen Werkswohnungsbaus auch von bauhistorischer Bedeutung.
16. 1 2  
Bei der wohl im ersten Viertel des 20. Jahrhunderts errichteten Mietvilla handelt es sich um ein typisches Beispiel von Jugendstilarchitektur. Ihr zeittypisches malerisches Erscheinungsbild erhält sie durch Formen- und Materialvielfalt in der Fassadenausbildung: teilweise bossierter Sandsteinsockel, die Geschosse darüber sind einfach verputzt und reich plastisch dekoriert, die Fensterformen differieren. Die Fassaden werden von übergiebelten Mittelrisaliten gekennzeichnet. Das Dach ist mit Gaupen ausgebaut. Der Haustyp versucht die dem Gebäude zugrunde liegende klare Struktur einer Mietvilla mit Charakterzügen wirklicher Jugendstilvillen zu verbinden, wobei der Jugendstil hier meist dekorativ bleibt und sich nicht bei der Grundrissgestaltung widerspiegelt. Es entstand eine sehr eindrucksvolles großzügiges Gebäude, dass im Zusammenhang mit den benachbarten Häusern steht. Die authentisch erhaltene Villa verweist auf einen wichtigen Abschnitt der Ortsgeschichte. Hieraus ergibt sich ihre ortsentwicklungsgeschichtliche Bedeutung. Überdies dokumentiert sie Qualität und Anspruch im Mietvillenbau der Zeit um 1900, wodurch sie baugeschichtliche Bedeutung erlangt.
17. ↑  Das Sachsenbad und das Bibliotheks- sowie Wohngebäude an der Ecke Wurzener Straße im Dresdner Stadtteil Pieschen wurden 1929 nach einem Entwurf des Stadtbaurates Paul Wolf als Dominante eines ausgedehnten Sportparks errichtet, umgeben von mehreren Kleinwohnungs-Siedlungen. Beide verband ein gedeckter Gang, der auch als Zugang zur anliegenden Sportplatzanlage gedacht war. Auf einem Bebauungsplan Dresden-Pieschens vom April 1941 kann man seine Intensionen sehr schön nachvollziehen, da manches davon unvollendet blieb. Hier erahnt man auch ein nördlich geplantes Außenbecken. Die begrünte Platzanlage im Winkel zwischen Wurzener Straße und Rehefelder Straße vollendete das Ensemble. Das große Hallenbad und die städtische Volksbücherei waren als gesellschaftlicher und städtebaulicher Mittelpunkt des Quartiers geplant, das unterschiedliche Funktionen wie Bildung, Sport und Wohnen miteinander verband. Der Zusammenhang mit dem südlich davon gelegene Wohnblock des Architekten Hans Richter, einer ganz konsequent im Bauhausstil errichteten Anlage, ist unverkennbar, geht er doch in dieselbe architektonische Richtung. Von Belang für die Außenanlagen ist auch der Umstand, dass sie von Wolf als Teil eines Grünzugs von der Leipziger Straße im Süden bis zur Eisenbahntrasse im Norden geplant war. Die Sachgesamtheit des Sachsenbades ist eines der beeindruckendsten Dresdner Ensembles des Neuen Bauens, was seine baugeschichtliche und künstlerische Bedeutung begründet. Dabei besitzt die gesamte Anlage ohne Zweifel Seltenheitswert. Als herausragendes städtisches Projekt der Weimarer Republik das Funktionen wie Bildung, Sport und Wohnen miteinander verband hat sie auch einen ortsgeschichtlichen und sozialgeschichtlichen Wert.